# Gorzów Wielkopolski
Gorzów Wielkopolskiⓘ (em alemão: Landsberg an der Warthe) é uma cidade com direitos de condado no oeste da Polônia. A sede da voivodia da Lubúsquia com a administração governamental combinada na voivodia da Lubúsquia e no condado de Gorzów. É a segunda maior cidade em população da voivodia. Geograficamente, a parte norte da cidade está localizada na planície de Gorzów, sendo a mesorregião da macrorregião da Região dos Lagos da Pomerânia Meridional, e a parte sul da bacia de Gorzów, sendo a mesorregião da macrorregião de Toruń-Eberswaldzka Pradolina. A cidade está situada no rio Varta, na foz do rio Kłodawka e seu afluente — o Srebrna, a uma altitude de 19 a 105 m acima do nível do mar. A cidade faz fronteira com o Parque Paisagístico de Gorzów.
Na Idade Média, fez parte das terras de Santock na Grande Polônia até 1252. Mais tarde, a cidade foi associada à Brandemburgo alemã até 1945 e, após a Segunda Guerra Mundial, tornou-se parte da Polônia.
Gorzów Wielkopolski é o núcleo da Área Funcional Municipal (MOF), que inclui as comunas vizinhas: Bogdaniec, Deszczno, Kłodawa, Santok, Lubiszyn e Strzelce Krajeńskie. Com 24 comunas e 5 condados da voivodia da Lubúsquia, bem como 4 comunas e 1 condado da voivodia da Pomerânia Ocidental, forma a aglomeração de Gorzów habitada por mais de 400 mil habitantes.

## Geografia

### Localização

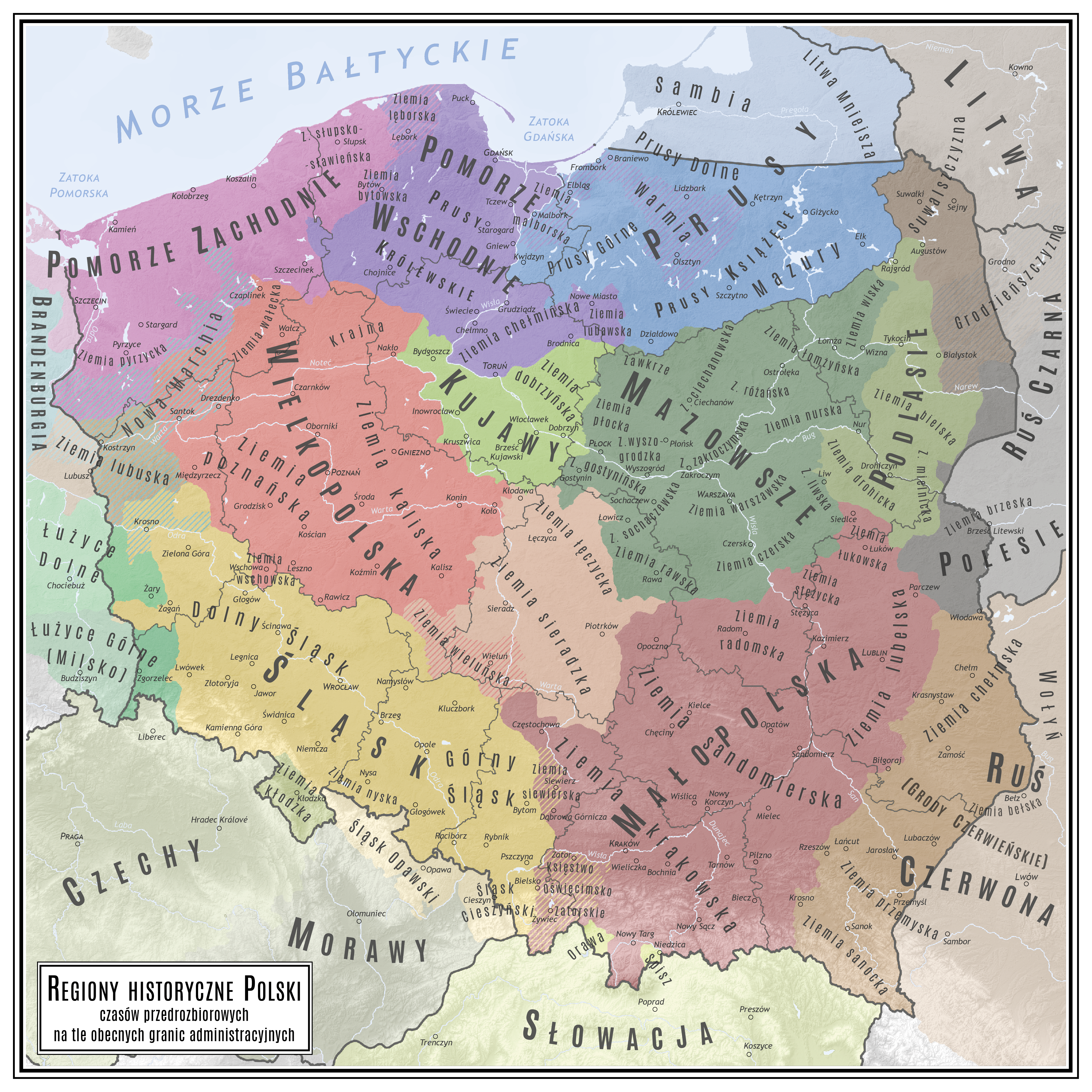
Gorzów Wielkopolski, Grande Polônia, Terra da Lubúsquia e outras regiões históricas da Polônia no contexto das fronteiras administrativas contemporâneas

A localização topográfica de Gorzów é caracterizada por elementos que foram amplamente decisivos para a fundação de uma magnífica cidade medieval no século XIII e que também influenciaram sua estrutura nos sete séculos seguintes.
Geograficamente, a cidade está localizada a uma altitude entre 19 e 82 metros acima do nível do mar, na borda norte do vale proglacial Toruń-Eberwald, na borda da planície de Gorzów, situada no rio Varta, na foz do rio Kłodawka. Fluindo do norte, ele esculpiu um vale lateral perpendicular na borda do vale proglacial e, em sua saída, formou um cone de entrada relativamente extenso. Essa elevação era cercada por água e pântanos ao sul, oeste e norte. Somente a leste, por meio de uma faixa estreita de terra seca e mais alta, ela se conectava com a quebra sudeste das colinas da borda do vale proglacial, que se elevam cerca de 50 metros acima do nível de seu leito. Essas colinas acompanham o Varta em frente à cidade, tanto pelo leste quanto pelo oeste. Na altura das atuais ruas Dzieci Wrzesińskich e Drzymały, elas se dividem ao norte e continuam ao longo do vale, que foi esculpido pelo Kłodawa.
Entre as colinas e a elevação do cone de entrada, a nordeste, um dos braços do rio Klodawa ainda fluía em meados do século XVII, e paralelo a ele se estendia o longo e estreito lago Miedziany. Dois braços paralelos do rio corriam do oeste. Um deles, o Kłodawa propriamente dito, fluía do norte por uma lagoa (provavelmente a chamada Lagoa Superior) e, em um arco suave, circundando Gorzów pelo noroeste, passava pela Lagoa Kłodawa, que ficava ao lado da cidade. Desse lagoa saía um segundo ramo que, paralelo ao primeiro, se dirigia ao rio Varta, que marcava a fronteira da cidade pelo sul. No século XIII, o nível da água era mais alto, então o rio estreito de hoje e os reservatórios ao redor tinham uma extensão muito maior, o que influenciou o desenvolvimento e o traçado espacial da cidade.
Na margem esquerda oposta do rio Varta, as condições topográficas eram diferentes. O considerável afastamento (cerca de 20 km) da borda sul do Vale Proglacial Toruń-Eberswalde dificultava o acesso às áreas altas e secas. Aqui, o Varta formava uma densa rede de ramificações que se espalhava pela área úmida e, em alguns pontos, pantanosa. Os remanescentes dos esporões sobreviveram até hoje na forma de vários pequenas lagoas e lagos em arco, desaparecendo gradualmente devido à drenagem e à regularização. As florestas são inexistentes aqui e os solos são pobres.
Após a conquista dos lubuszanos pelos polanos, essas áreas foram incorporadas à Grande Polônia e faziam fronteira com as terras da Lubúsquia. A área de Gorzów Wielkopolski de hoje fazia parte da castelania de Santok, que fazia parte da Grande Polônia. Então, em 1252, esta terra foi incorporada à Marca de Brandemburgo, constituindo o núcleo da Nova Marca. Até 1945, a cidade estava associada à Nova Marca alemã e, após a Segunda Guerra Mundial, estava nas fronteiras da Polônia, na voivodia de Poznań.

### Ambiente natural
Gorzów Wielkopolski está situada em sete colinas. Existem dois níveis de terraços aluviais holocênicos em sua área, dentro dos quais existem numerosos lagos marginais preservados. A parte da margem direita de Gorzów Wielkopolski está situada na borda norte fortemente ondulada do vale marginal de gelo do rio Varta, com altitudes variadas de 23,0 a 82,0 m acima do nível do mar. Margem esquerda, parte de planície com altitude média de 19 m acima do nível do mar cobre um terraço plano de várzea, cortado pelo Canal Ulgi.

### Áreas verdes
A cidade tem 9 parques com uma área total de 138,3 hectares (incluindo Słowiański, Siemiradzkiego, Kopernika, Wiosny Ludów, 750-lecia, Zacisze) e 141 praças ajardinadas cobrindo uma área total de 120,5 hectares circundando as áreas em torno das praças, prédios e esquinas. Todos os parques, praças ajardinadas e áreas verdes dos conjuntos habitacionais ocupam uma área total de 342,7 hectares. Existe também um complexo florestal compacto nos limites da cidade, constituindo a parte oriental da Área de Paisagem Protegida “Wysoczyzna Gorzowska”, associada à zona de borda do planalto de morena, que vai de Witnica a Gorzów Wielkopolski. Os povoamentos desta área consistem principalmente em pinheiros com uma mistura de árvores de folha caduca.

### Conservação da natureza
A reserva natural Gorzowskie Murawy está localizada na cidade e protege as comunidades de vegetação xerotérmica, especialmente a Stipa, espiguetas e pastagens de arbustos, bem como povoamentos de espécies vegetais e animais, entre elas: Stipa capillata, lírio-de-São-Bernardo, campânula-siberiana, esporão-felpudo, petinha-dos-campos e caracol-listrado.

Parques
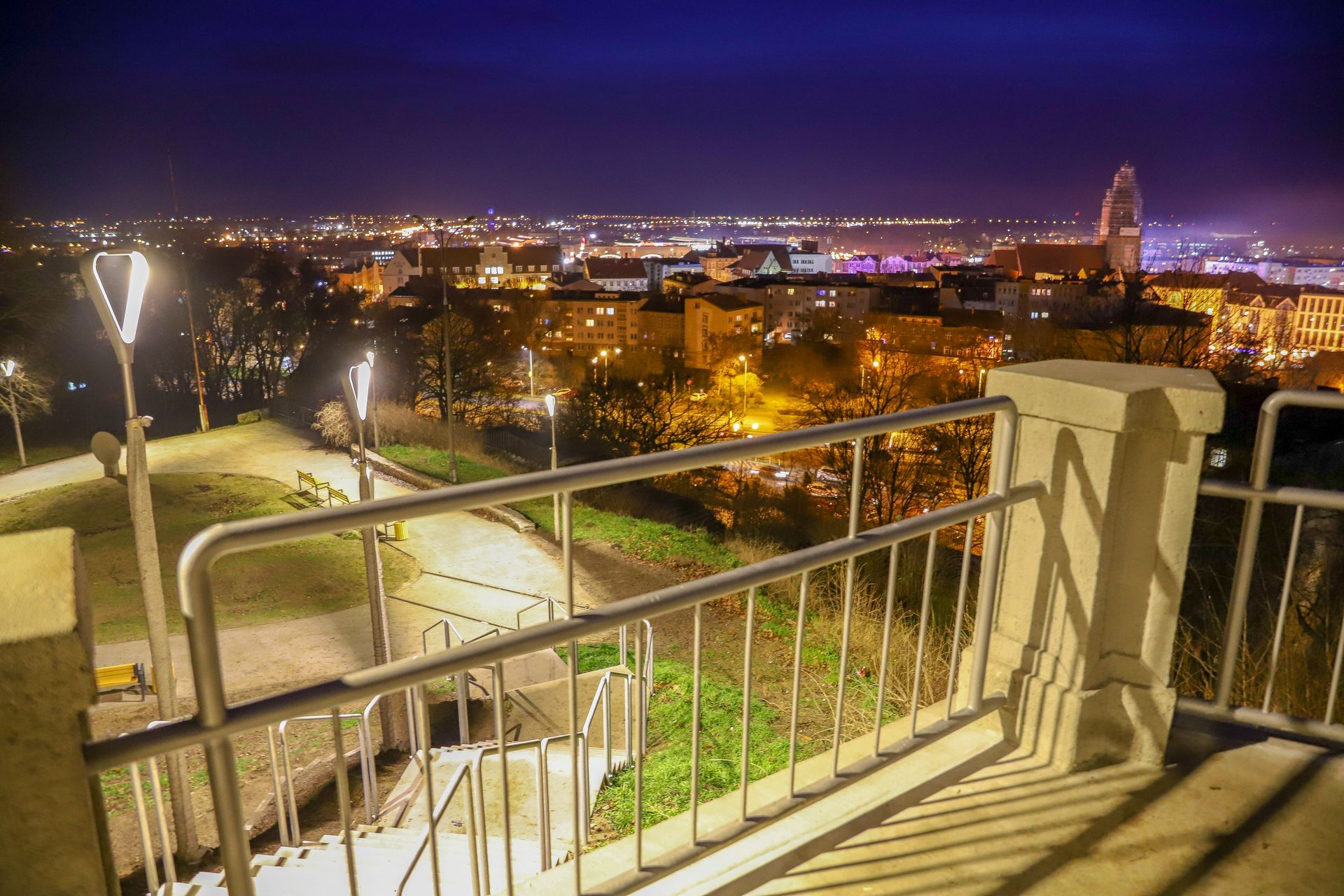
Panorama da plataforma de observação no Parque Henryk Siemiradzki
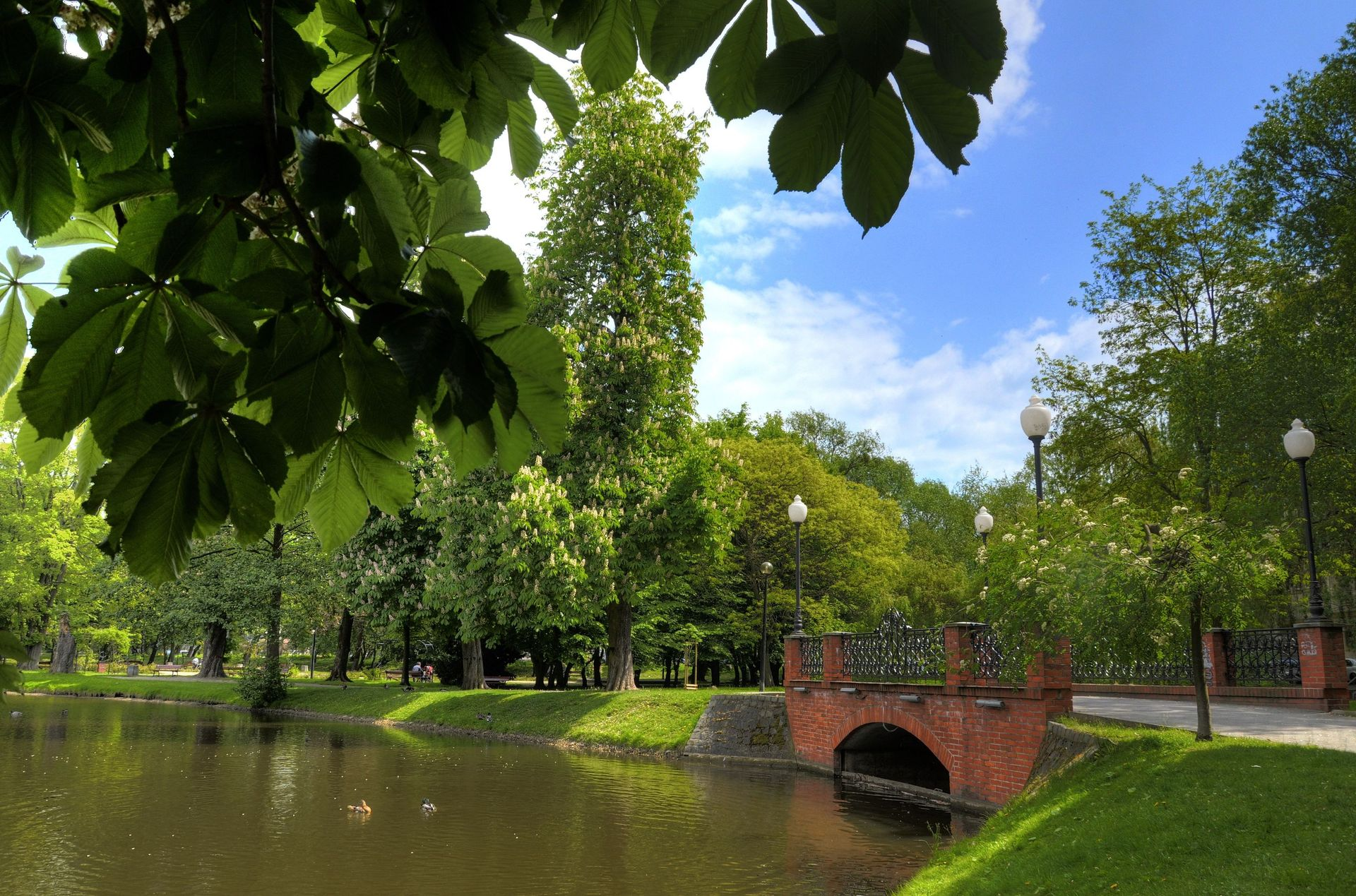
Lagoa no Parque Wiosny Ludów
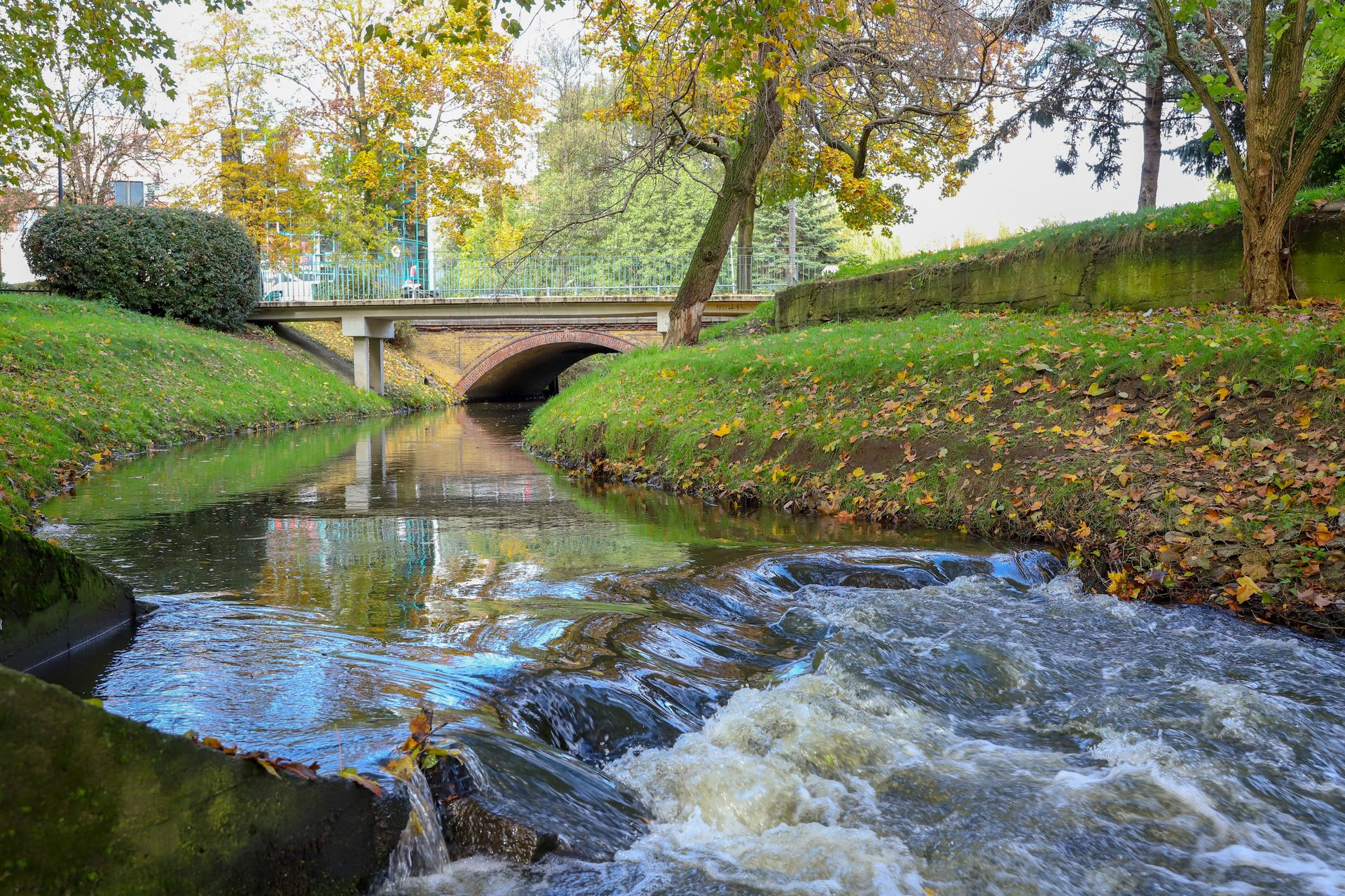
Rio Kłodawka em Zieleniec
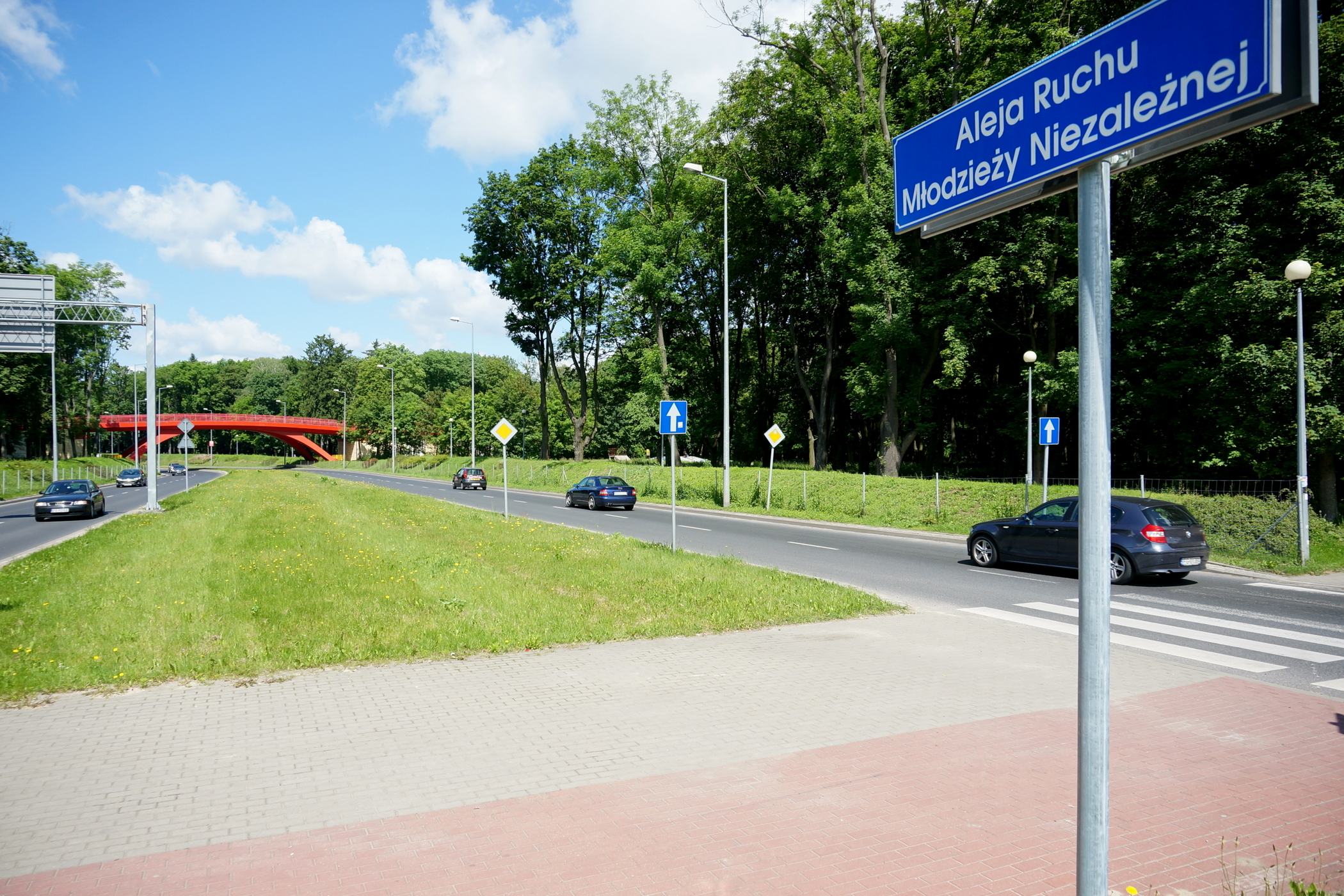
Avenida RMN cruzando o Parque Copernicus
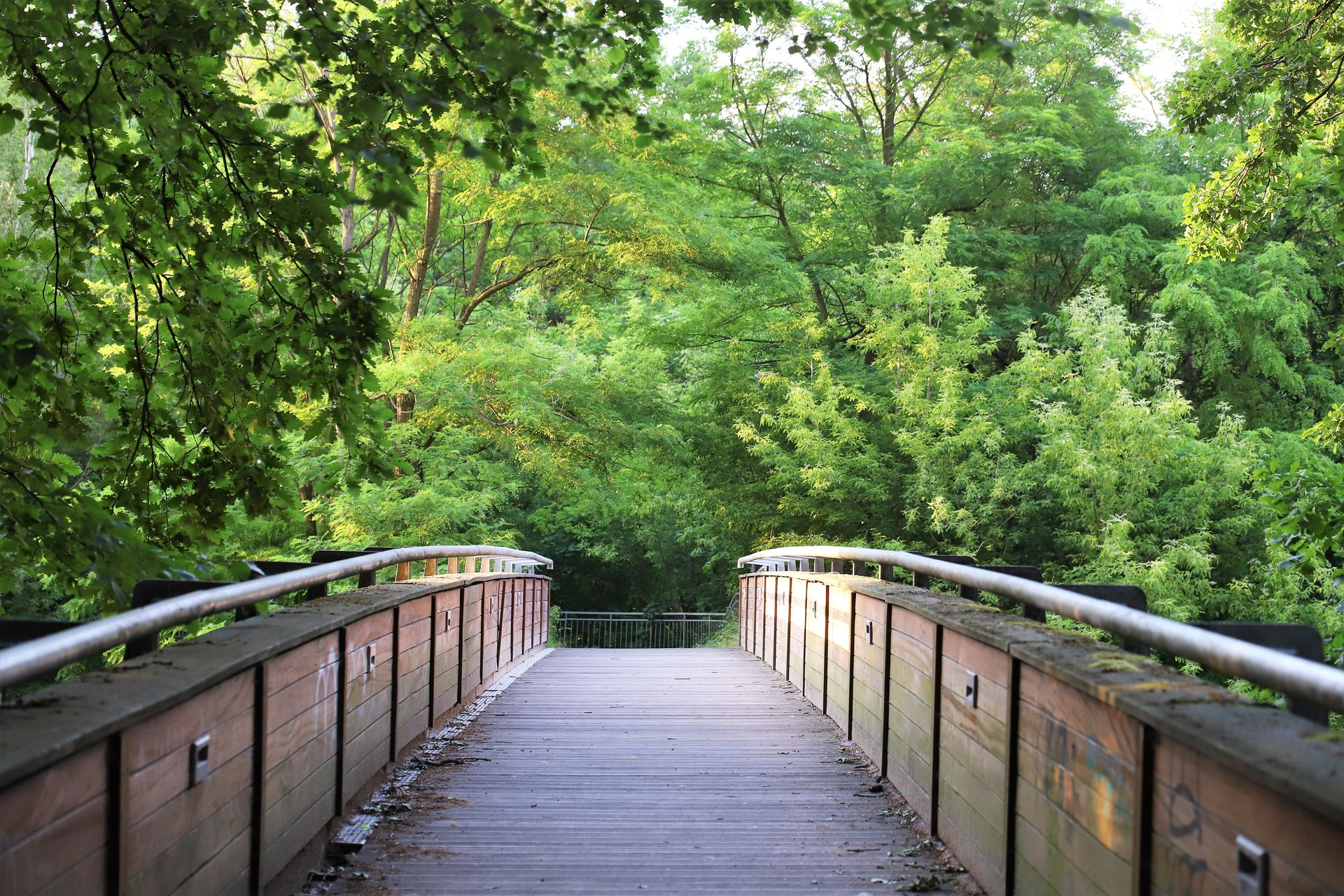
Passarela no Parque Słowiański
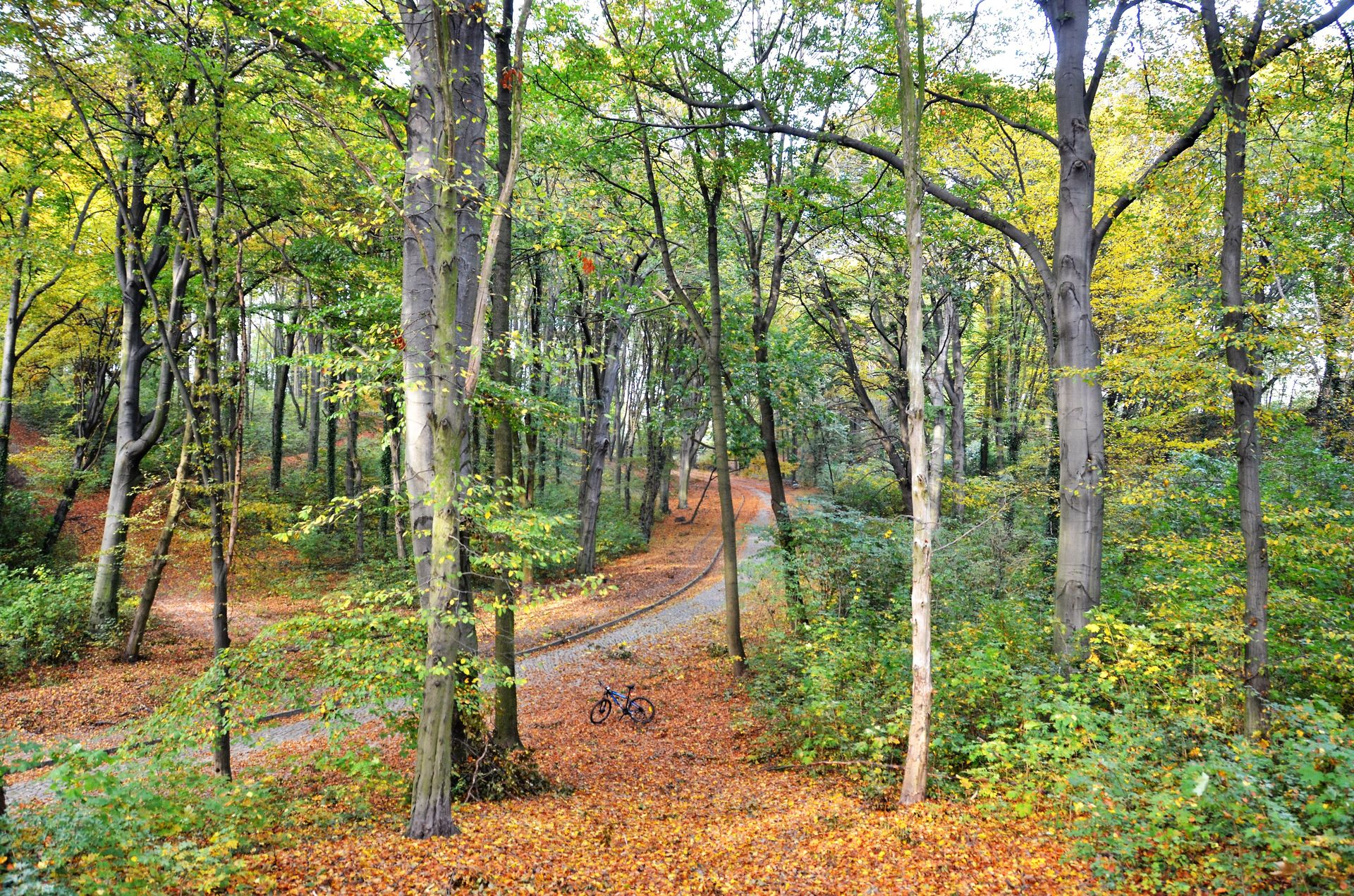
Parque Zacisze
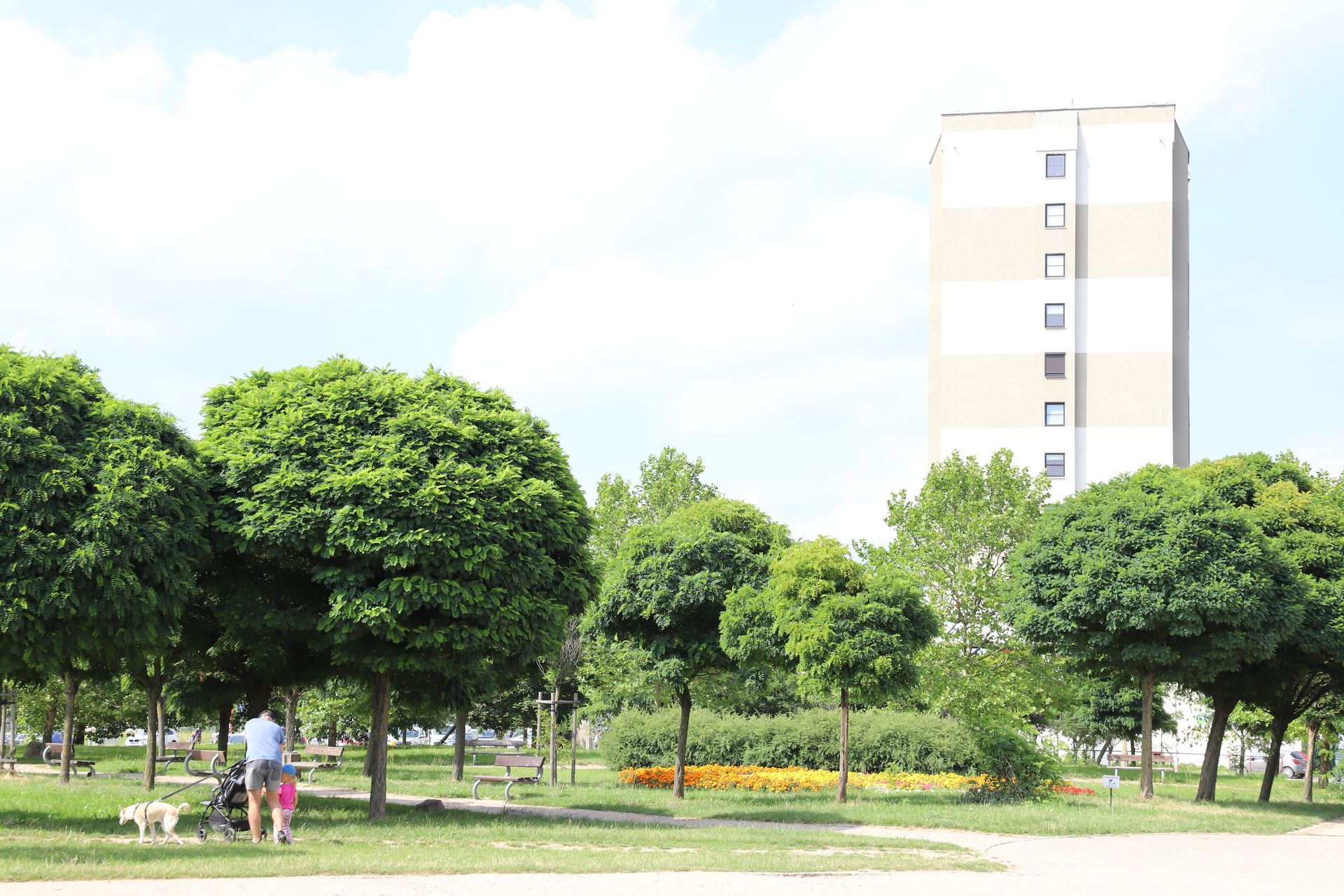
Parque Górczyński

### Clima
O clima em Gorzów Wielkopolski é temperado, transitório, com predominância de influências oceânicas. A precipitação anual é de 550 mm.
| Dados climatológicos para Gorzów Wielkopolski | Dados climatológicos para Gorzów Wielkopolski | Dados climatológicos para Gorzów Wielkopolski | Dados climatológicos para Gorzów Wielkopolski | Dados climatológicos para Gorzów Wielkopolski | Dados climatológicos para Gorzów Wielkopolski | Dados climatológicos para Gorzów Wielkopolski | Dados climatológicos para Gorzów Wielkopolski | Dados climatológicos para Gorzów Wielkopolski | Dados climatológicos para Gorzów Wielkopolski | Dados climatológicos para Gorzów Wielkopolski | Dados climatológicos para Gorzów Wielkopolski | Dados climatológicos para Gorzów Wielkopolski | Dados climatológicos para Gorzów Wielkopolski |
| Mês | Jan                                           | Fev                                           | Mar                                           | Abr                                           | Mai                                           | Jun                                           | Jul                                           | Ago                                           | Set                                           | Out                                           | Nov                                           | Dez                                           | Ano                                           |
| --- | --------------------------------------------- | --------------------------------------------- | --------------------------------------------- | --------------------------------------------- | --------------------------------------------- | --------------------------------------------- | --------------------------------------------- | --------------------------------------------- | --------------------------------------------- | --------------------------------------------- | --------------------------------------------- | --------------------------------------------- | --------------------------------------------- |
| Temperatura máxima recorde (°C) | 13,8                                          | 18,2                                          | 24,6                                          | 30,6                                          | 31,5                                          | 36,5                                          | 37,5                                          | 37,3                                          | 33,0                                          | 28,7                                          | 20,3                                          | 15,3                                          | 37,5                                          |
| Temperatura máxima média (°C) | 2,4                                           | 4,1                                           | 8,3                                           | 14,9                                          | 19,5                                          | 22,7                                          | 24,8                                          | 24,5                                          | 19,3                                          | 13,3                                          | 6,9                                           | 3,4                                           | 13,7                                          |
| Temperatura média (°C) | −0,1                                          | 0,9                                           | 4,1                                           | 9,5                                           | 14                                            | 17,3                                          | 19,4                                          | 19                                            | 14,3                                          | 9,2                                           | 4,3                                           | 1,1                                           | 9,4                                           |
| Temperatura mínima média (°C) | −2,4                                          | −1,7                                          | 0,6                                           | 4,5                                           | 8,8                                           | 12,2                                          | 14,3                                          | 14                                            | 10,1                                          | 5,9                                           | 2,0                                           | −1                                            | 5,6                                           |
| Temperatura mínima recorde (°C) | −24,6                                         | −27,1                                         | −19,3                                         | −5,7                                          | −2,4                                          | 1,8                                           | 5,9                                           | 4,5                                           | −0,5                                          | −6,4                                          | −15,4                                         | −22,2                                         | −27,1                                         |
| Precipitação (mm) | 41,9                                          | 34,6                                          | 39,4                                          | 29,5                                          | 57                                            | 56,7                                          | 75                                            | 56,8                                          | 45,5                                          | 40,4                                          | 38,4                                          | 41,6                                          | 556,8                                         |
| Dias com chuva | 9                                             | 8                                             | 9                                             | 6                                             | 8                                             | 9                                             | 10                                            | 8                                             | 8                                             | 8                                             | 8                                             | 10                                            | 102                                           |
| Umidade relativa (%) | 88                                            | 84                                            | 77                                            | 68                                            | 68                                            | 69                                            | 70                                            | 70                                            | 78                                            | 84                                            | 90                                            | 90                                            | 78                                            |
| Insolação (h) | 50                                            | 73                                            | 126                                           | 206                                           | 245                                           | 251                                           | 254                                           | 236                                           | 163                                           | 110                                           | 50                                            | 40                                            | 1 803                                         |
| Fonte: meteomodel.pl com base em dados do Instituto de Meteorologia e Gestão da Água, extremos para anos (1951-2021), médias para anos (1991-2020) 14-03-2022 |                                               |                                               |                                               |                                               |                                               |                                               |                                               |                                               |                                               |                                               |                                               |                                               |                                               |

### Estrutura de uso do solo
| Tipo                             | Área     | %     |
| -------------------------------- | -------- | ----- |
| Terras agrícolas                 | 4 455 ha | 51,8% |
| Florestas e áreas florestais     | 705 ha   | 8,2%  |
| Outras terras e terrenos baldios | 3 440 ha | 40,0% |
| Total (Σ)                        | 8 600 ha | 100%  |

## Toponímia

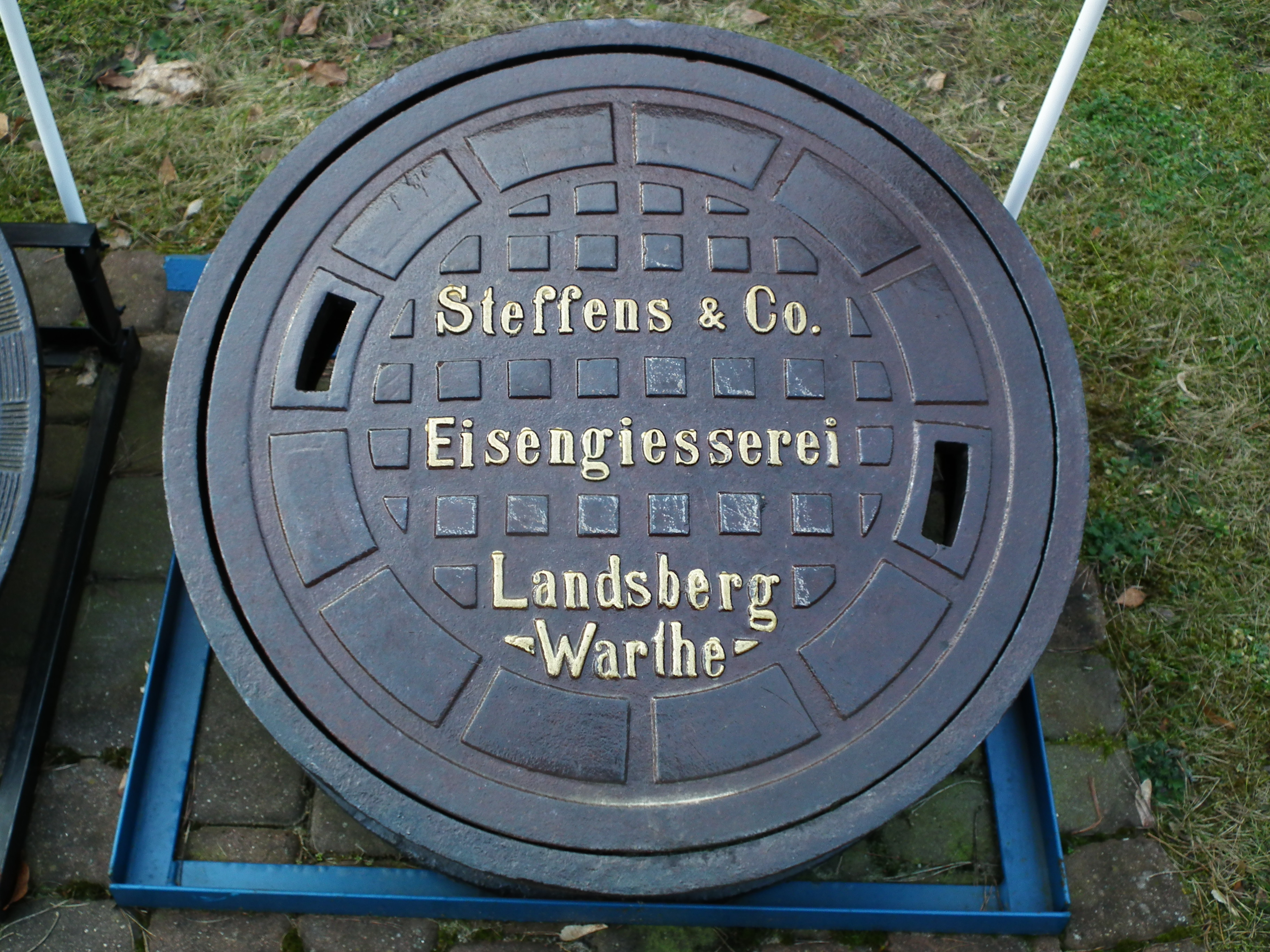
Tampa de bueiro histórica no Museu da Água de Bydgoszcz com o nome original da cidade

O nome original alemão de Landsberg an der Warthe vem das palavras Land (português, terra, campo) e Berg (português, monte), elementos comuns da nomenclatura das cidades alemãs. Além do nome principal, a cidade possuía um elemento de localização da cidade, resultante do grande número de cidades do então Sacro Império Romano-Germânico que possuíam esse nome.
O nome provavelmente se referia ao Landsberg de Brandemburgo, localizado no planalto de Barnim.
Na literatura polonesa dos séculos XIV e XVII, o nome alemão foi polonizado e escrito como Lencbark, Landzberk ou Landzberg. No livro “Polônia antiga descrita em história, geografia e estatística” de 1843, dois nomes são dados: Landsberg e Gorzew.
A história do nome polonês da cidade começou no início de abril de 1945, quando o nome Gorzów começou a se espalhar. O nome, embora não seja historicamente motivado, não é inteiramente acidental — a cidade recebeu o nome de Gorzów em analogia a Gorzów Śląski na voivodia de Opole, que na época alemã se chamava Landsberg in Oberschlesien, sendo uma cidade na fronteira étnica e tendo uma tradição de nomenclatura dupla (polonesa e alemã). No período inicial do domínio polonês, também foi usado o nome Kobyla Góra, derivado da “descrição imprecisa” do século XV das fronteiras da cidade. O nome de Kobylagóra foi introduzido em 1934 por Stanisław Kozierowski em seu Atlas de Nomes Geográficos da Região Eslava Ocidental. A ciência moderna rejeita referir este nome ao antigo “Landsberg nad Warta”.
Após Landsberg an der Warthe ser incorporada à voivodia de Poznań, desde 7 de julho de 1945 o nome de Gorzów nad Warta é usado em documentos oficiais. A segunda seção adicionada nad Warta foi um reflexo exato da definição de localização alemã an der Warthe.
Em 2 de março de 1946, a Comissão para Estabelecer os Nomes das Localidades decidiu sobre a redação oficial do nome Gorzów Wielkopolski. Conforme a Portaria dos Ministros da Administração Pública e dos Territórios Recuperados, o nome Gorzów Wielkopolski está oficialmente em vigor desde 19 de maio de 1946. Desde sua fundação até sua incorporação à voivodia de Poznań, a cidade não estava ligada à Grande Polônia, embora a área anterior à fundação da cidade pertencesse à castelania de Santok, que fazia parte da Grande Polônia. O adjetivo 'Wielkopolski' aparece no “Jornal das Leis” e no Jornal Oficial da República da Polônia Monitor Polski apenas no início da década de 1950, quando a cidade não pertencia mais à voivodia de Poznań.
Segundo a nomenclatura dos Correios, até 30 de maio de 1945 o nome era Kobylagóra, depois Gorzów nad Warta, e a partir de 5 de novembro de 1946, Gorzów Wielkopolski.
Nas primeiras décadas do século XXI, tentou-se mudar o nome da cidade removendo o adjetivo “Wielkopolski”. No primeiro plebiscito, a maioria dos moradores votou a favor do nome atual. por uma proporção de 25 mil a 10 mil votos. No início da segunda década do século XXI, a cidade inscreveu a mudança de nome na “Estratégia de gestão de marca de longo prazo de Gorzów”. A mudança foi recomendada por agências especializadas em relações públicas e criação de imagem. O presidente da cidade ordenou a realização de consultas públicas sobre a mudança do nome da cidade de “Gorzów Wielkopolski” para “Gorzów”. As consultas ocorreram em agosto de 2024, e a maioria dos moradores se manifestou contra a proposta.
Em novembro de 2023, um Comitê de Cidadãos — composto por 66 pessoas — foi formado para renomear a cidade de “Gorzów Wielkopolski” para “Gorzów”. O Comitê apresentou uma solicitação ao presidente da cidade para realizar consultas públicas sobre o assunto. O presidente da cidade aceitou a solicitação e determinou que a consulta fosse realizada entre 6 de maio e 2 de agosto de 2024. Nelas, a maioria dos moradores votou contra a mudança do nome da cidade.

## História

### Período até a obtenção dos direitos municipais
A terra da Lubúsquia, que compreende a região de Gorzów, fazia parte da antiga castelania de Santock e passou por um período de turbulência política singular nos primeiros séculos do Estado polonês. Situada em um ponto estratégico onde os rios Varta, Noteć e Óder se unem, era um terreno de rivalidade entre as tribos pomeranas do norte, os polanos do leste e os veletos do oeste.
Durante a Alta Idade Média, quando era um assentamento de artesanato e comércio (a partir do século X), a área do estuário do Varta estava sob o domínio e o controle do Estado polano e, mais tarde, durante os reinados de Miecislau I e Boleslau I, a terra da Lubúsquia e, com ela, a região de Gorzów, serviu como um centro importante, fornecendo o ponto de partida para o processo de unificação das terras ao longo do rio Óder sob o domínio dos piastas. O processo progressivo de divisão do distrito no Estado piasta enfraqueceu significativamente a terra da Lubúsquia, o que acabou levando à sua perda para os vizinhos ocidentais. Como resultado desses eventos, a área foi incorporada ao distrito dos duques da Silésia. O enfraquecimento da Polônia, que foi uma consequência da divisão do distrito, criou condições favoráveis para a expansão dos vizinhos ocidentais, que começaram a estabelecer estruturas políticas poderosas, como a Marca de Meissen, a Marca Lusaciana e a Marca do Norte. A agressão de Brandemburgo que se aproximava representava uma séria ameaça às fronteiras do Estado polonês.

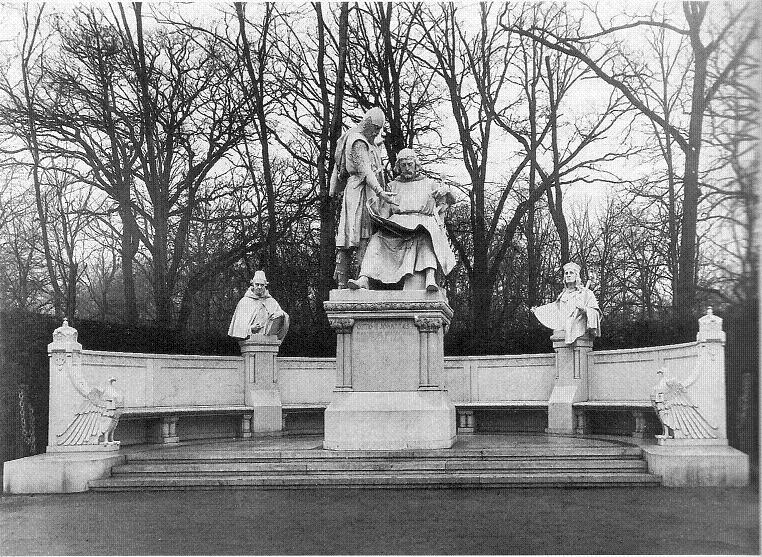
Monumento a João I de Brandemburgo em Berlim — fundador da cidade

Durante o período da divisão, a Polônia estava enfraquecida demais para resistir com sucesso à expansão territorial liderada pelos governantes de Brandemburgo. Nos primeiros tempos, os fortes duques da Silésia se defenderam repetidamente das ameaças de seus vizinhos a oeste e ao norte. No entanto, após a morte de Henrique II, o Piedoso, a Silésia se dividiu em vários distritos menores, o que levou a uma perda de sua força política e militar. A região da Lubúsquia, incluindo a região da atual Gorzów, estava então mudando de mãos. Já no final da vida de Henrique, o Piedoso, as áreas ao norte do baixo Varta, incluindo a cidade de Santock, foram ocupadas por Barnim I, Duque da Pomerânia. Em 1244, as mesmas áreas ficaram sob o controle de Premislau I, duque da Grande Polônia. Em 1249, as terras da Lubúsquia passaram para as mãos dos brandenburgueses por meio de um penhor que o duque de Legnica, Boleslau II da Silésia, fez aos arcebispos de Magdeburgo. Os marqueses de Brandemburgo, aproveitando as constantes batalhas por terras ao norte dos rios Noteć e Varta, direcionaram sua expansão para essa região. Em 1251, Premislau I conseguiu repelir o ataque deles na Batalha de Zbąszyń. Em resposta, os marqueses mudaram suas operações mais para o norte, concentrando-se na conquista da área do baixo Varta. A conquista dessas áreas foi seguida pela fundação de Gorzów em 1257, que se tornou uma base para a expansão de Brandemburgo para o leste. Foi também nesse ano que Gorzów Wielkopolski recebeu os direitos de cidade. Em 2 de julho, João I de Ascanus, marquês de Brandemburgo na dinastia Ascânia, emitiu um documento autorizando o cavaleiro Alberto de Luge a fundar uma cidade no rio quase na fronteira entre a castelania e a terra da Lubúsquia e a chamá-la de Landisberch Nova (Landsberg Nowy, para distingui-la de Altlandsberg, perto de Berlim — na Alemanha, até 1945, o nome Landsberg se referia a um total de seis cidades). A cidade foi fundada como um ponto de apoio para a cidade polonesa de Santok.
Gorzów, devido à sua localização central e condições de transporte mais convenientes, tinha condições muito mais favoráveis para concentrar a vida econômica da região do que Santok. Acompanhando os solos férteis, as igrejas românicas de pedra em Wawrów, Wojcieszyce, Marwice e Lubno formavam um semicírculo, cujo centro era Gorzów Wielkopolski, e não Santok. A partir de meados do século XIII, esse fato ganhou importância especial, pois a base para o desenvolvimento de assentamentos de tipo urbano na região era a produção de artesãos e o intercâmbio local com o interior mais próximo em um raio de cerca de 25 km. O papel econômico da Gorzów pré-local é evidenciado pelo tesouro de prata encontrado na cidade. No entanto, muito mais revelador é que Gorzów era o local de uma casa de madeira de construção única, com um e meio ou dois compartimentos. Sob o mesmo teto, abrigava os cômodos da casa, da fazenda e do gado. O sótão era usado como celeiro, um assentamento que reunia uma população agrícola e, possivelmente, também uma população artesanal. Ela foi mencionada pela primeira vez em 1364. Naquela época, Gorzów já estava conectada à estrada para Wieprzyce (onde hoje se localiza a rua Wieprzycka), a uma distância de cerca de 1,5 km da cidade medieval. A população foi transferida para esse local em 1257, com a fundação da cidade. Originalmente, a casa de madeira de construção única estava localizada perto de uma das fortificações, na área coberta pelo local. Um cemitério, descoberto nos anos entre guerras a oeste da lagoa Kłodawski (na junção das atuais ruas W. Wasilewska e Kosynierów Gdyńskich), também está associado à casa de madeira de construção única. A ocorrência de cerâmica, particularmente abundante, indica que ela foi usada para fins de sepultamento no período entre c. 1000 e 1200, fornecendo evidências adicionais para o assentamento militar pré-local permanente de Gorzów. Os marqueses, simultaneamente à fundação da cidade, concederam a Gorzów o direito de armazenamento, o que foi crucial para seu desenvolvimento econômico. Tanto as vantagens estratégicas do assentamento na confluência do rio Varta quanto suas tradições e perspectivas econômicas, bem como suas vantagens de transporte, atraíram a atenção dos brandemburgueses. Foi nesse local que eles instalaram sua sede principal, proporcionando uma plataforma de lançamento para novas agressões. Santok passou sucessivamente das mãos dos poloneses para as dos brandemburgueses e vice-versa. Os invasores avançaram até Gwda e, no sul, estenderam suas possessões até Międzyrzecz e Świebodzin. Eles também continuaram suas conquistas na Pomerânia Ocidental. As possibilidades econômicas do assentamento os levaram a fundar uma cidade aqui.

### A partir de 1257

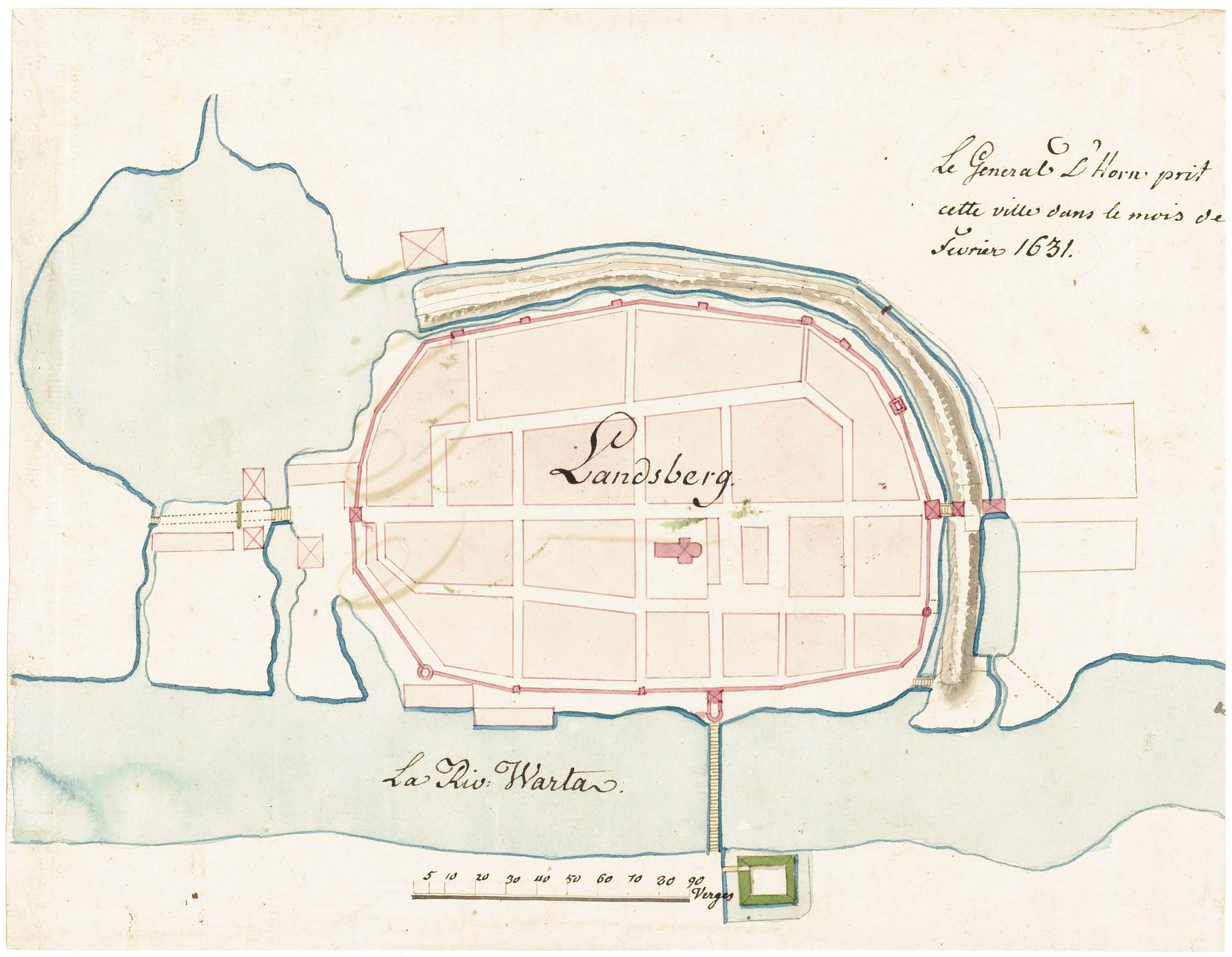
Mapa da cidade em 1631

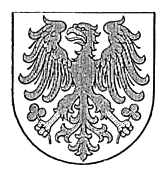
Brasão da cidade do século XIX

Em 1260, a princesa Constância Premyslówna, filha do duque Premislau I da Grande Polônia, casou-se com Conrado, filho do marquês de Brandemburgo, João I de Ascânia, e recebeu como dote as terras da castelania de Santok sem o próprio assentamento de Santok. Landisberch rapidamente se tornou um importante centro econômico nas margens orientais de Brandemburgo. A fundação da cidade coincidiu com a construção de uma magnífica igreja paroquial gótica (igreja paroquial, desde 1537 luterana), hoje a catedral católica romana da Assunção da Bem-Aventurada Virgem Maria. Após o fim da dinastia Ascânia em 1319, a cidade passou para o domínio dos duques da Pomerânia Ocidental e, em 1325, para o domínio dos Wittelsbachs. Em 1329, um tratado de paz entre a Polônia e Brandemburgo foi assinado na cidade. Depois de 1373, a cidade ficou sob o controle da Casa de Luxemburgo (Terras da Coroa da Boêmia), que, em 1402, apesar das negociações com Ladislau II Jagelão sobre o assunto, vendeu a Nova Marca, juntamente com a cidade, para a Ordem Teutônica. Em 1433, ela sobreviveu a um cerco hussita. Em 1454, a Ordem Teutônica vendeu a Nova Marca para Frederico II de Brandemburgo. Em 1626, a cidade sofreu com a ocupação sueca. Depois de 1648, a cidade se tornou um importante ponto de comércio com a Polônia, que se desenvolveu ainda mais no século XVII com o surgimento de várias oficinas de tecelagem e comércio de lã.
Durante a Guerra dos Sete Anos, a cidade apoiou as tropas russas e, no início do século XIX, tinha a obrigação de fornecer quotas alimentares ao exército de Napoleão. Desde 1892, Gorzów era a sede do condado municipal (em alemão: Stadtkreis) e pertencia à Regência de Frankfurt, na província de Brandemburgo.
Em 1892, a cidade foi separada do condado e recebeu a classificação de cidade com direitos de condado. Por volta de 1900, havia duas igrejas protestantes, uma igreja católica e uma sinagoga na cidade.

### Anos de 1918 a 1939
O crescimento constante da cidade, tanto econômica quanto demograficamente, foi interrompido pela derrota da Alemanha na Primeira Guerra Mundial e pela criação de uma nova fronteira entre a Polônia e a Alemanha como resultado do Tratado de Versalhes. Isso criou uma situação sociopolítica específica em Gorzów no período entre guerras, quando a cidade, a cerca de 35 km da nova fronteira, se viu na área do leste alemão. A hiperinflação de 1919-1923 também se mostrou desfavorável para a cidade, também se mostrou desfavorável para a cidade. A mudança no curso da fronteira afetou significativamente a economia de Gorzów, pois as instalações industriais de Gorzów perderam o acesso à base econômica anterior, seus mercados naturais, fontes de matérias-primas e mão de obra. Até a eclosão da Primeira Guerra Mundial, eles produziam principalmente para o mercado russo e para as províncias do leste da Alemanha. No período pós-guerra, a produção industrial caiu cerca de 30% em comparação com a situação anterior à guerra. Como resultado, muitas fábricas fecharam, o que ficou particularmente evidente após o colapso da fábrica de máquinas e fundição H. Paucksch. Cerca de 2 mil pessoas perderam seus empregos em decorrência dessa situação. Uma comparação dos resultados dos censos industriais de 1907 e 1925 mostra uma diminuição no número de estabelecimentos (de 1.254 para 1.172), enquanto o emprego aumentou em 2.233 pessoas. O declínio no emprego industrial começou depois de 1925 e se intensificou durante os anos de crise de 1928–1932. Em 1933, o emprego em vários setores diminuiu significativamente, por exemplo, em fábricas de tijolos, de 138 para 22 pessoas, e a produção de aparelhos e veículos foi interrompida. O censo de 1925 indica que 26,2% da população trabalhava na indústria e no artesanato, enquanto em 1939 esse número havia caído para 20,5%, com um crescimento populacional de 10,9%. Entre 1925 e 1939, o declínio no emprego afetou a maioria dos setores, variando de 1,4% a 28,9%, com exceção dos setores de construção e minerais. O aumento em 1939 pode ter sido relacionado aos armamentos de guerra.

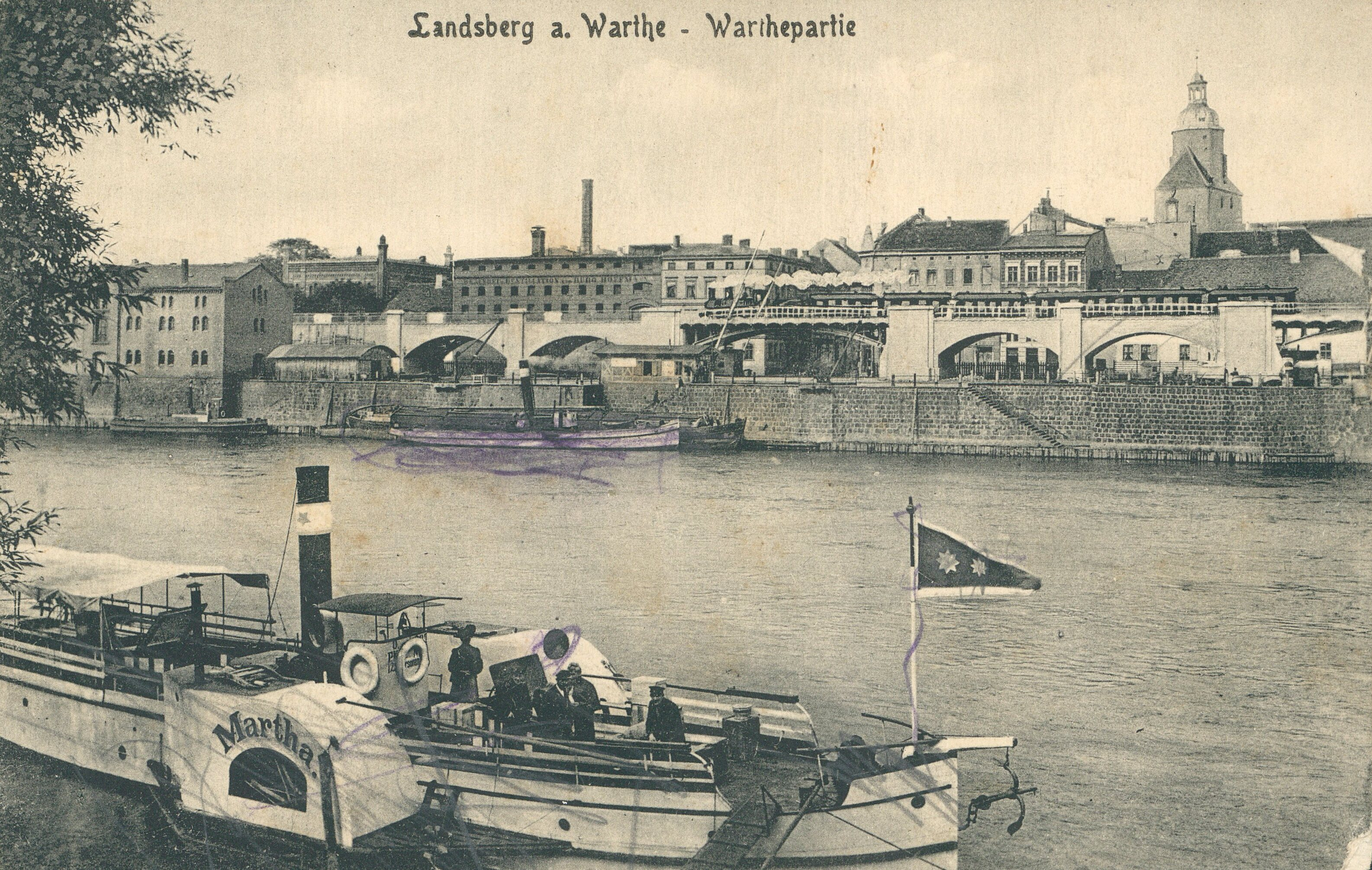
Cartão postal com panorama da cidade em 1918

Depois de 1918, a área da cidade era de 4.665,33 ha, um ligeiro aumento em relação a 1892; em 1924, a área era um pouco maior. Na década de 1920, Gorzów entrou em um novo estágio de desenvolvimento espacial, envolvendo a urbanização de uma área caracterizada pela morfologia variada do terreno, localizada a noroeste da parte central da cidade. Essa área se estendia entre a rua que passava atrás da Kosynierów Gdyńskich e a estrada em direção a Myślibórz. O distrito recém-criado foi projetado considerando o relevo natural da área, o que se refletiu tanto no traçado irregular das ruas locais quanto na predominância de edifícios de caráter unifamiliar isolados, muitas vezes incorporados a jardins. Os prédios de vários andares foram construídos apenas nas bordas das áreas mais altas, refletindo a modelagem consciente do espaço conforme as considerações ambientais. A cidade também se desenvolveu a nordeste do centro da cidade, em uma área de terras altas relativamente planas. Após a delimitação da atual rua Pomorska, um pequeno conjunto habitacional foi construído nessa área e, em 1936, iniciou-se a construção da indústria química IG Farbenindustrie, que foi concluída durante a Segunda Guerra Mundial. Na área de Zamoście, um conjunto habitacional para trabalhadores foi construído próximo à fábrica de juta e dois conjuntos habitacionais foram construídos na rua Kobylogórska, localizada atrás do Canal de Alívio. A expansão da cidade para o norte também continuou durante esse período. Esse processo incluiu, por um lado, a densificação dos edifícios entre as atuais ruas Mickiewicza e Roosevelta e, por outro, a delimitação da antiga rua Dzierżyński com várias ruas paralelas. Casas do tipo mansões foram construídas ao longo dessas artérias. Além disso, uma seção da antiga rua Świerczewskiego, paralela à rua Dzierżyński, foi parcialmente ampliada a leste do rio Kłodawka.
O desenvolvimento urbano da cidade estava ligado à modernização da infraestrutura comunal. Entre 1924 e 1925, a extensão da rede de abastecimento de água foi de 44.133 metros e a rede de esgoto, de 27.984 metros. Depois de 1933, houve um grande aumento de investimentos nessa área, que estava ligado à implementação de obras públicas visando reduzir o desemprego (que era de 4.445 pessoas em 1932). Como parte dessas medidas, o sistema de abastecimento de água foi ampliado, foram construídos poços para a captação de água, a rede de esgoto foi expandida, a estação de tratamento de esgoto foi colocada em operação e a usina de gás foi modernizada com a construção de um novo forno. Além disso, várias ruas e praças foram construídas e melhorias foram feitas nas estradas existentes. Todos esses investimentos exigiram um intenso trabalho de terraplenagem.
A demografia da cidade apresentou flutuações consideráveis como resultado das migrações do tempo de guerra e do pós-guerra, de modo que somente após seis anos a população ultrapassou o nível de 1914. Entre 1918 e 1921, a população da cidade aumentou em mais de 10 mil pessoas, principalmente devido à migração da população das áreas separadas da Alemanha. Em 1918, 1 112 famílias chegaram à cidade: da antiga Província de Poznań (307), da Prússia Ocidental (103), da Prússia Oriental (36), da Alta Silésia (39), da Alsácia-Lorena (22) e 605 pessoas de outras partes da Alemanha. Somando-se a esse número os funcionários que chegaram a Gorzów em 1918, foi necessário fornecer moradia para 1 139 famílias. Isso foi gerenciado pelo Escritório de Acomodações (Wohnungsamt), que preparou moradias para 438 famílias. As 701 famílias restantes tiveram que procurar moradia com outros residentes de Gorzów. Entre 1925 e 1933, 2975 pessoas chegaram à cidade, principalmente profissionais, que tiveram de procurar moradia por conta própria porque a situação habitacional era bastante difícil. Após a guerra, instituições como o Instituto Experimental e de Pesquisa de Agricultura de Bydgoszcz, o Instituto de Higiene de Poznań e a Casa da Mãe de Gniezno também foram transferidas para Gorzów, o que contribuiu para a posição da cidade como um centro de importância supralocal.  Entre os recém-chegados, havia também muitos aposentados e pensionistas. Os reassentados dos antigos territórios alemães formaram sua própria organização — em 9 de março de 1930, houve uma reunião do Bauern und Flüchtlingssiedler, que se opôs à União Soviética e ao Tratado de Versalhes e exigiu a devolução das terras perdidas após a Primeira Guerra Mundial. Em 1932, o número de desempregados havia aumentado para 4 445. Em 1934, a cidade foi declarada como estando em risco de desemprego e recebeu 1,4 milhão de marcos alemães do Ministério do Interior para combater esse problema. Esses fundos foram usados principalmente para obras públicas, como a ampliação do sistema de esgoto, da rede de abastecimento de água, da estação de tratamento de águas residuais e da rede de gás. Em 1932, cerca de 1 100 pessoas frequentavam regularmente a cozinha do povo (Volksküche), onde uma refeição quente podia ser fornecida por 8 pfennig.
Já em 1923, foi desenvolvido um programa para ajudar famílias em dificuldade, o chamado Familienwochenhilfe, que alocou 125 100 000 000  marcos. Fundos semelhantes foram fornecidos para os anos seguintes. Em 1933, o custo de vida dos desempregados subiu para 2 171 000 marcos (em 7 de abril de 1933).
O alto custo de vida, a falta de trabalho estável e a escassez de moradia foram os principais fatores que influenciaram o clima em Gorzów antes de 1933. Entre 1919 e 1924, 574 apartamentos foram construídos ali, incluindo casas particulares multifamiliares. Em 1925, Gorzów tinha 2 401 edifícios residenciais. A maioria dos novos edifícios foi construída ao longo das atuais ruas Matejki, Bohaterów Warszawy, Konstytucji 3 Maja, Nowotki, Moniuszki, Teatralna, Podmiejska e Żwirowa. Essas eram casas multifamiliares do tipo I e II do Siedlung Eigenheim.
Em 1931, a construção de 164 novos apartamentos foi concluída, mas ainda havia uma carência de pelo menos 1.000 unidades. Portanto, na década de 1930, iniciou-se a construção de conjuntos habitacionais, inclusive na praça Słonecznym, onde blocos de apartamentos de tijolos vermelhos de dois andares foram erguidos para formar o conjunto Gewob, construído pela cooperativa habitacional Gemeinnützige Wohnungsbaugenossenschaft. Apesar da recuperação econômica após 1933, Gorzów não recuperou a taxa de crescimento anterior à guerra que caracterizava sua economia antes de 1914, pelo menos até 1939.
Em 1934, começou a construção de fortificações em Gorzów, cujo objetivo era criar condições para a concentração de tropas e proteger o território alemão contra uma possível ofensiva inimiga. A construção das fortificações ocorreu em etapas: de 1934 a 1935, de 1938 a 1939 e de 1944 a 1945, e seu formato foi adaptado à situação político-militar atual do Terceiro Reich. O sistema de fortificações na fronteira oriental da Alemanha consistia em três elementos defensivos principais que iam de norte a sul: a Muralha da Pomerânia (Pommernstellung), a Região Fortificada de Międzyrzecz (Ostwall) e a Linha do Óder (Oderstellung). A Muralha da Pomerânia se estendia de Szczecinek, passando por Krągi, Nadarzyce, Wałcz, Tuczno, ao longo da margem oeste do rio Drawa, até a foz do rio perto de Krzyż, e depois ao longo da margem norte do rio Noteć e do rio Varta, chegando a Gorzów Wielkopolski.
Várias organizações foram formadas em Gorzów antes da Segunda Guerra Mundial, buscando derrubar o “decreto de Versalhes” e recuperar as terras perdidas. Esses sentimentos foram promovidos por organizações da pequena nobreza e da burguesia. Um dos sindicatos mais influentes foi o Stahlhelm, Bund der Frontsoldaten (Capacete de Aço, Sindicato dos Soldados da Frente), que também era ativo em Gorzów. Os participantes da Primeira Guerra Mundial fundaram o Sindicato Municipal dos Soldados da Frente (Stadtkriegerverband), cujo presidente era o comerciante Walter Gross e o presidente honorário era o professor Karol Lange. Os membros do Stahlhelm vinham de vários estratos sociais, incluindo a pequena burguesia, proprietários de imóveis, camponeses, trabalhadores agrícolas, artesãos e alguns operários. O Stahlhelm em Gorzów era chefiado pelo Kreisführer D. Zacharia, de Lubiszyn. Havia também outra organização paramilitar na cidade, a Frente de Ferro, que organizava inúmeras manifestações e educava os jovens no espírito de vingança. A Stahlhelm foi liquidada em 18 de dezembro de 1935 e a maioria de seus membros se juntou à SA ou ao NSDAP. Como observa Hilde von Laer, a organização apoiou inicialmente o movimento nazista. Nas eleições municipais de 12 de março de 1933, o NSDAP conquistou 22 cadeiras e os outros grupos apenas 17. Da mesma forma, nas eleições distritais, o partido de Hitler conquistou 14 das 25 cadeiras. Após a tomada do poder por Hitler, o NSDAP em Gorzów concentrou-se em erradicar o desemprego e os problemas de moradia, o que deveria atrair uma ampla gama de apoiadores — os chamados Mitläufer. Entretanto, nem todos os residentes apoiaram os fascistas e, mesmo entre aqueles que votaram no NSDAP em 1933, nem todos eram leais ao novo regime.
Apesar dos investimentos econômicos, como a construção de dois quartéis militares, a modernização da área da estação ferroviária ou o desenvolvimento de conjuntos habitacionais de baixo custo (os chamados “conjuntos SA”), a vida do morador médio de Gorzów não melhorou significativamente. O número de moradias na cidade aumentou de 13 190 em 1933 para 14 319 em 1937, mas isso não implicou em uma mudança significativa nas condições de vida. Os habitantes de Gorzów antes da guerra foram gradualmente preparados para a guerra com a Polônia, o que foi facilitado pelas atividades de organizações civis e paramilitares, como a Juventude Hitlerista, a Liga das Moças Alemãs, a Reichsarbeitsdienst, a SS e a SA. Essas organizações organizaram inúmeras manifestações em cidades fronteiriças, incluindo Trzciel, Międzyrzecz e Dąbrówka Wielkopolska. Gorzów desempenhou um papel ativo na campanha para manter Trzciel nas fronteiras alemãs.
Gorzów foi a organizadora dos chamados “comícios de fronteira”, que cobriam uma região ou ocorriam ao longo de toda a fronteira polonesa-alemã. Em 1934, um evento desse tipo foi organizado em Gorzów sob o lema “dias da pátria alemã”. Esses dias terminavam com fogueiras montadas ao longo da fronteira para simbolizar a iminente libertação “do jugo polonês” dos irmãos alemães que viviam do outro lado da fronteira. Eventos semelhantes já haviam ocorrido anteriormente em Gorzów. Em 11 de maio de 1930, foi realizada uma reunião do NSDAP, com a presença do gauleiter da Marca Oriental (Gau Ostmark), Wilhelm Kube, de Frankfurt an der Oder. Durante a reunião, ele avaliou as atividades do partido na área, observando que em 1920 havia apenas 7 membros do NSDAP, enquanto em 1930 já havia mais de 4 mil. Kube observou que veio a Gorzów para enfatizar o crescimento da atividade fascista na região, particularmente preocupado com a fronteira oriental da Alemanha. Ele considerava que o principal inimigo do partido era a social-democracia alemã. Entre 1930 e 1933, a influência dos nacional-socialistas em Gorzów aumentou significativamente. Os membros do NSDAP assumiram a liderança na cidade e no distrito, disseminando uma crença mística na missão da nação alemã, aceita sem críticas por grupos de pequeno-burgueses, parte dos trabalhadores e outros estratos sociais, incluindo, inicialmente, a nobreza rural. Muitos desses grupos tinham experiência com a Primeira Guerra Mundial e acreditavam que, sob a liderança nacional-socialista, a Alemanha derrubaria a ordem de Versalhes.
Gorzów estava estrategicamente localizada na linha ferroviária que ligava Berlim a Königsberg via Piła e Tczew, usada por organizadores de eventos e atividades antipolonesas na década de 1930. A cidade cooperou com Piła e Frankfurt/Oder na organização de tais eventos. A partir de 1931, começou o treinamento em massa de jovens de outras regiões da Alemanha. As principais formas de propaganda antipolonesa incluíam “soirées”, “dias da pátria”, “dias de canto regional”, “festivais esportivos”, comícios, passeatas e demonstrações. Eram populares as viagens pela fronteira “sangrenta” até Trzciel, onde Herybert Menzel, um conhecido escritor que destacava a injustiça dos alemães após o Tratado de Versalhes, ficou hospedado.
Em 19 de janeiro de 1933, o Oberführer da SS, Erich von dem Bach-Zelewski, chegou a Gorzów para uma reunião oficial da SA Standarte 48. A reunião também contou com a presença do presidente da Câmara da Agricultura (Landwirtschafts-Kammer) de Piła, Manthey, que expressou seu medo de que os poloneses voltassem a atacar a fronteira oriental alemã e sugeriu a criação de um Grenzschutz em Gorzów, como havia sido feito em outras áreas de fronteira. Já em 1927, a expansão do sistema de defesa começou. Gorzów, que não tinha unidades militares até então, após a construção de novos quartéis, como o General-Von Stranz (hoje é a Academia Jakub z Paradyż) e o Walter Flex-Kaserne (hoje o Comissariado da Polícia na rua Zygalskiego), tornou-se uma cidade de guarnição a partir de setembro de 1935. Nessa ocasião, foi publicado um artigo na imprensa local descrevendo a história do quartel de Gorzów de 1628 a 1935.
As personalidades de Landsberg antes da guerra incluíam: Max Bahr (proprietário de uma fábrica de sacos de juta, proprietário da mansão hoje ocupada pelo Palácio do Bispo, iniciador da construção do balneário municipal (1928), que ainda estava em funcionamento no início do século XXI), Hermann Paucksch — proprietário de uma fábrica de Zawarcie (fundador da fonte de 1897 na praça principal, em sua homenagem, restaurada em 1997 com a ajuda dos habitantes de Gorzów e de antigos habitantes alemães, e proprietário da mansão, atualmente Casa da Cultura em Zaw Zawarciu), Gustaw Schroeder — fundador de uma fábrica de cabos e cordas, construtor da mansão, atualmente o Museu Jan Dekert. Em Landsberg, no rio Varta, Christa Wolf, a escritora mais famosa da Alemanha Oriental, nasceu em 1929; vários escritores, artistas e técnicos talentosos e várias figuras importantes conhecidas da história geral, como Friedrich Schleiermacher e Gottfried Benn, também residiram aqui. A localização da cidade no estuário do rio Kłodawa (Kłodawka) até o Varta, no cruzamento das vias de transporte aquático e terrestre, proporcionou condições favoráveis para a urbanização e o desenvolvimento da cidade, que floresceu graças ao trabalho de comerciantes e artesãos. Isso fez com que a cidade crescesse e assumisse um valor econômico e estratégico ainda maior.
Pouco antes da eclosão da Segunda Guerra Mundial, Gorzów Wielkopolski tinha uma população de cerca de 48 000 habitantes. Um livro alemão de 1938 lista 700 nomes poloneses. A maioria da população polonesa vivia na parte da margem esquerda da cidade — Zamoście. A cidade servia como um importante entroncamento ferroviário na rota internacional Berlim — Königsberg e em linhas locais como Gorzów — Kostrzyn, Gorzów — Myślibórz ou Gorzów — Międzyrzecz. Após 1918, o papel de Gorzów como entroncamento ferroviário foi reduzido, porque as linhas ferroviárias para Bydgoszcz, Poznań e Zbąszyń cruzavam a fronteira política. Até 1945, Gorzów também era um importante centro industrial na região da terra da Lubúsquia, concentrando fábricas dos seguintes setores: metal, têxtil, madeira, papel, calçados, cerâmica, produtos farmacêuticos e agroalimentares. O setor era principalmente de importância local e não desempenhou um papel significativo na economia do Terceiro Reich. As principais indústrias de Gorzów incluíam a fábrica de máquinas e a fundição de ferro de Hermann Paucksch, a forja mecânica de Stoeckert, a fábrica de folheados de Vallentin e as serrarias de J. Treischel e F. Enderlein. Entretanto, a maioria dessas fábricas, fundadas no século XIX, usava maquinário ultrapassado. A construção de uma moderna fábrica de produtos químicos pertencente à empresa IG Farbenindustrie começou no local em 1936. Devido à sua localização, Gorzów serviu como uma importante base de navegação interior, com um porto fluvial com um cais de meio quilômetro de comprimento. O porto era equipado com guindastes a vapor e elétricos, transportadores e outros equipamentos de manuseio. Ele servia, entre outros, à fábrica de produtos químicos IG Farbenindustrie e à fábrica de fiação Max Bahr. Produtos industriais como maquinário agrícola, caldeiras a vapor, peças fundidas de ferro e produtos de arame eram exportados do porto. Assim como nas ferrovias, sua importância como porto fluvial foi reduzida após 1918 pela travessia das hidrovias para Poznań e Bydgoszcz. Como resultado, o volume de carga e o tráfego de navios no porto diminuíram significativamente.
No campo da indústria, os efeitos da guerra só se fizeram sentir depois de 1925, principalmente na redução do número de funcionários e do número de fábricas. Raramente foram construídas novas fábricas. O único grande desenvolvimento foi o início da construção da fábrica de produtos químicos IG Farbenindustrie em 1936. Em comparação com o período anterior à guerra, a estrutura setorial da indústria não mudou, apenas a indústria do couro ganhou importância. 

### Segunda Guerra Mundial
A partir de 28 de agosto de 1939, quatro dias antes do início da guerra, os cartões de racionamento para alimentos básicos foram introduzidos em Gorzów. Esses cartões já estavam em vigor desde 1937, quando foram impressos. A cidade estava na zona de guerra somente no início e no final da Segunda Guerra Mundial. Os habitantes da cidade não experimentaram de fato os efeitos diretos de estar perto da frente de batalha. Foi somente após a entrada do exército soviético que a população de Gorzów teve de lidar com os efeitos reais da guerra.
Em setembro de 1939, o exército alemão saiu em marcha dos quartéis militares de Gorzów, com inscrições como Zu Weihnachten auf Wiedersehen nos veículos motorizados. Os cidadãos de Gorzów receberam os soldados, dando-lhes flores, cigarros e outras bugigangas. Nessa época, conforme relatado pelo Serviço de Segurança do Reich (SD), os edifícios residenciais e públicos foram decorados com várias bandeiras com a suástica. Alguns dias após o fim da campanha de setembro, o documentário Feldzug in Polen (Campanha na Polônia) foi exibido nos cinemas das áreas de fronteira. Por sua vez, o Sicherheitsdienst observou em seus relatórios que houve aplausos espontâneos em quase todos os cinemas durante cenas particularmente drásticas.
Durante a Segunda Guerra Mundial, Gorzów serviu como uma base econômica para a Alemanha. De acordo com uma decisão do Ministério do Interior do Reich em 2 de maio de 1941, a cidade não deveria ser evacuada em caso de ataques aéreos, devido à sua localização conveniente, estrutura econômica e defesas antiaéreas eficientes. Em vez disso, ela deveria servir como um local de refúgio para pessoas de áreas ameaçadas da Alemanha. Um plano de ancoragem foi elaborado para acomodar 3 275 pessoas adicionais e até 5 175 pessoas em densidades mais altas. Após os bombardeios de 1943, aproximadamente 197 mil pessoas foram realocadas de Berlim e Hamburgo para o distrito de Brandemburgo (que também incluía Frankfurt an der Oder e Potsdam). Em Gorzów, a ação para acomodar a população foi gerenciada pelo Kreisleitung NSDAP-Amt für Volkswohlfahrt. Em 5 de agosto de 1943, a liderança do NSDAP em Gorzów ordenou que os grupos locais se preparassem para receber as pessoas deslocadas e organizassem acomodações para elas. Organizações juvenis nazistas como a Juventude Hitlerista, Liga das Moças Alemãs, Jungmädelbund, Deutsches Jungvolk e a National Socialist Welfare Organisation (NSV) estavam envolvidas. Em 14 de setembro de 1943, 5 204 pessoas haviam sido acomodadas em Gorzów. Conforme uma decisão do Ministério da Ciência, Educação e Ensino do Reich de 14 de setembro de 1943, os deslocados também foram colocados nos prédios das escolas de Gorzów, que podiam acomodar um total de 3 600 pessoas. Nas instalações da Mädchen Volksschule III (hoje é a IV Escola Secundária), foram acomodados os jovens das escolas secundárias de Berlim. Também havia planos para transferir alguns dos escritórios do Alto Comando da Wehrmacht para Gorzów e preparar 50 salas para a administração militar. Restaurantes, salas de exposição, ginásios e outras instalações também foram planejados para acomodar os evacuados das cidades ameaçadas do Reich. As mansões em Gorzów também deveriam ser disponibilizadas para as pessoas deslocadas, e a oposição dos proprietários resultou em coerção e em uma multa de 150 marcos. Frequentemente havia conflitos entre a população local e os recém-chegados de outras regiões da Alemanha.
À medida que a situação na Frente Oriental piorava, o humor dos habitantes de Gorzów antes da guerra mudou. Isso foi influenciado, entre outras coisas, pelos problemas de abastecimento de alimentos em 1943–1944. A partir de 10 de janeiro de 1944, as cozinhas da cidade não puderam servir refeições devido à falta de batatas. Folhetos questionando o senso de guerra do regime nazista apareceram na cidade e, em 17 de janeiro de 1944, um cartaz com o lema “Michel, novos tempos estão chegando” (Michel es kommt anders) foi pendurado no portão do que hoje é a rua Walczaka. A partir de 20 de dezembro de 1944, a polícia de Gorzów intensificou os controles de pessoas suspeitas de atividades antiestatais, monitorando a correspondência de residentes com soldados da Frente Oriental e suas famílias. Durante o período de Natal, as autoridades nazistas tentaram manter o moral do público enviando cartões de Natal, calendários e pacotes para as famílias dos soldados mortos e feridos. Em 21 de dezembro de 1944, foram feitas tentativas para convencer a população da possibilidade de vitória, iniciando as comemorações com as palavras: “Que as velas queimem em honra à nossa pátria e à nossa vitória” (Die Lichter sollen brennen für unser Vaterland - Deutschland und unseren Sieg). A propaganda alemã convenceu continuamente os habitantes de Gorzów, naquela época, da possibilidade de defender a cidade contra o avanço do Exército Vermelho.  Aqueles que planejavam uma evacuação antecipada eram intimidados se tentassem enviar suas famílias para o interior da Alemanha. Até 27 de janeiro de 1945, esse comportamento continuava. Apesar disso, parte da população deixou a cidade de forma caótica e desorganizada. Nenhuma evacuação organizada da população alemã foi realizada nos vilarejos de Gorzów. Os habitantes esperaram pelo chamado Trockbefehl (ordem de partida), que, no entanto, nunca foi emitido. No último minuto, foi emitida uma ordem: “Todo mundo pode fazer o que quiser” (Jeder kann machen, was er will).
Em 1 de abril de 1941, a cidade cobria uma área de aproximadamente 46,8 km² e tinha uma população de 46 558 habitantes. Dentro de seus limites, havia 3 159 edifícios residenciais contendo 14 748 moradias.

#### Defesa e conquista da cidade

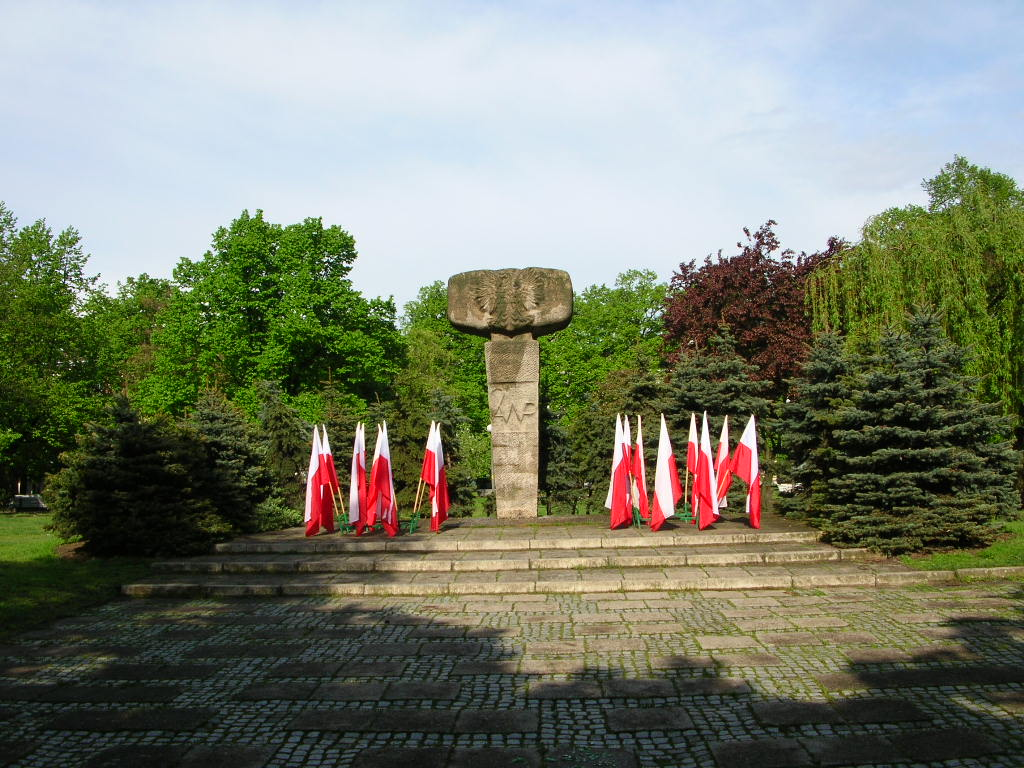
Monumento ao 2.º Exército Polonês

A defesa de Gorzów contra as tropas soviéticas era responsabilidade do Stabsleiter Obersturmbannführer Hildebrandt, que organizou uma Volkssturm na cidade já em 19 de outubro de 1944. A partir de 24 de janeiro de 1945, as autoridades alemãs começaram os preparativos para a defesa, criando dois pontos de resistência: na área da Friedebergerstrasse (atual rua Walczaka) e na ponte sobre o rio Varta. Havia uma guarnição em Gorzów, mas seu papel na defesa da cidade era marginal. Em 25 de janeiro de 1945, um oficial chamado Walter Neumann chegou com a 4.ª Brigada Ski-Jäger (4. Ski-Jäger Bataillon) para reforçar a defesa da cidade. Sua companhia de reserva deveria defender Gorzów na área dos chamados Obrabunkers. Duas divisões de reserva foram designadas para defender a área fortificada do Óder-Varta-Obra.  Em Gorzów, um grupo de batalha composto por várias unidades, sob o comando do major Kegler, conduziu a defesa na linha dos rios Varta e Noteć.
A operação militar Vístula-Óder para libertar a Terra da Lubúsquia e Gorzów Wielkopolski começou em 14 de janeiro de 1945. Ela fazia parte da ofensiva de inverno do exército soviético em 1945, e o principal papel nessa operação foi desempenhado pelas tropas da Primeira Frente Bielorrussa, comandadas pelo marechal Gueorgui Júkov, que foram encarregadas de realizar um ataque na direção de Łódź, Poznań e Frankfurt an der Oder. O comando soviético encarregou a Primeira Frente Bielorrussa de acelerar a chegada das tropas ao rio Óder e derrotar as linhas defensivas inimigas intermediárias na marcha. A Primeira Frente Bielorrussa deveria concentrar suas operações na direção de Poznań, alcançar a linha Poznań-Bydgoszcz e chegar ao rio Óder até 30 de janeiro de 1945, no máximo. Em 18 de janeiro, as tropas da Primeira Frente Bielorrussa iniciaram uma perseguição intensa na direção Varsóvia-Poznań, rompendo a segunda e a terceira linhas de defesa inimigas durante a marcha. Uma característica das operações da Primeira Frente Bielorrussa, como as de toda a ofensiva de inverno do Exército Soviético, foi a perseguição dinâmica e ininterrupta. Na última fase da operação, após romper a resistência inimiga nos acessos à quarta linha de defesa — a chamada Rubeline de Poznań — as tropas da Primeira Frente Bielorrussa percorreram cerca de 140 km em dois dias, chegando lá em 22 de janeiro. Em 26 de janeiro de 1945, as primeiras unidades da Primeira Frente Bielorrussa chegaram ao contraforte da Terra da Lubúsquia, aproximando-se da Muralha da Pomerânia. Os dois exércitos, o 2.º Exército Blindado de Guardas e o 5.º Exército de Ataque, alcançaram quase simultaneamente o sopé da Muralha da Pomerânia em uma área que formava um arco definido pelos rios Drava e Noteć — uma área difícil de defender. Agindo em conjunto, esses exércitos lançaram um ataque em marcha e, em 28 de janeiro, após pesados combates, romperam as posições da Muralha da Pomerânia. Enquanto a ala direita da Primeira Frente Bielorrussa lutava pela Muralha da Pomerânia, a ala esquerda tomou a ofensiva contra as fortificações da região fortificada de Międzyrzecz. Esse agrupamento consistia no 8.º Exército de Guardas do general Vassili Chuikov, no Primeiro Exército Blindado de Guardas do general Katukov, no 69.º Exército do general Mikhail Katukov e no 33.º Exército do general Viacheslav Tsvetaev. O 5.º Exército de Ataque, comandado pelo general Bierzarin, após romper a Muralha da Pomerânia perto de Drezdenko, estendeu o avanço conquistado em direção a Santok. Em 29 de janeiro, usando uma manobra de cerco, ele se aproximou de Gorzów pelo norte e pelo sul.
Na noite de 29 para 30 de janeiro, as unidades líderes da brigada comandada pelo coronel Iosif Gusakowski foram as primeiras a romper as fortificações das linhas defensivas na área de Międzyrzecz na marcha para Berlim. Em 30 de janeiro, o 5.º Exército de Assalto do general Nikolai Berzarin, após vencer a resistência na Bacia de Gorzów, atravessou o rio Noteć e alcançou o flanco esquerdo do nordeste de Gorzów. Gorzów Wielkopolski foi um dos principais pontos de resistência na linha Varta. Tanto o anel de fortificações ao redor da cidade quanto a própria cidade faziam parte do sistema defensivo da Muralha da Pomerânia e constituíam o elemento mais ao sul desse sistema. A cidade também serviu como bloqueio norte da área fortificada de Międzyrzecz. Aproximadamente 10 km a leste da cidade era o ponto de conexão entre a Muralha da Pomerânia e a região fortificada de Międzyrzecz. A linha defensiva nessa área começava em Santok e seguia ao longo da margem direita do rio Varta. Essa localização estratégica de Gorzów influenciou a decisão do general Nikolai Berzarin de usar uma manobra de flanqueamento, que permitiu que as operações ofensivas fossem realizadas eficazmente,  e isso foi para minimizar as perdas de homens e equipamentos. As unidades do 5.º Exército de Assalto, após cruzarem a Muralha da Pomerânia na área de Drezdenko e Santok e capturarem Strzelce Krajeńskie, moveram-se para o sul, rompendo o anel de fortificações e entrando na cidade pelo norte. Ao mesmo tempo, outras unidades desse exército, liderando um ataque na região de Santok e Skwierzyna, conseguiram romper a região fortificada de Międzyrzecz e entraram na cidade pelo sul, superando a resistência inimiga. A infantaria apoiada por tanques invadiu a cidade pelo norte e pelo sul. Os combates na própria Gorzów, apesar do terreno retardar o avanço, foram breves. As tropas do 5.º Exército de Ataque invadiram rapidamente os subúrbios e começaram a eliminar a guarnição de Gorzów, que tentou se defender em um cerco. Percebendo a impossibilidade de manter a cidade, Neumann retirou suas tropas e tanques em direção a Kostrzyn nad Odrą. Os alemães, vendo a situação desesperadora em 30 de janeiro de 1945, por volta das 18 horas, explodiram a ponte sobre o rio Varta. Apenas meia hora depois, as tropas soviéticas atravessaram o rio congelado a pé e entraram em Gorzów. A ponte ferroviária também foi destruída e os últimos trens deixaram a estação de carga por volta das 20h30. As tropas do 5.º Exército de Assalto do Exército Vermelho, do general coronel Nikolai Berzarin, entraram pelo norte e pelo leste a partir de 30 de janeiro de 1945. As tropas do 5.º Exército Vermelho incendiaram a Cidade Velha (o centro da cidade de Gorzów foi destruído em cerca de 60%) e também estupraram vários milhares de mulheres alemãs (essas são estimativas baseadas em muitas publicações) dos cerca de 30 mil habitantes que estavam dentro de suas fronteiras quando a frente passou. Em meio a ferozes combates nas ruas, sob fogo constante, as tropas do 5.º Exército invadiram a cidade em direção ao centro. A guarnição de Gorzów Wielkopolski, apesar das tentativas de se defender em um cerco, foi derrotada. Em 31 de janeiro de 1945, a cidade foi capturada. Pequenas unidades alemãs permaneceram nos subúrbios para garantir a retirada. Durante a defesa da cidade, 17 membros da Volkssturm foram mortos enquanto tentavam impedir o avanço na área do canal da ponte em Zawiencie.
Entretanto, a luta por Gorzów não terminou nesse estágio. Nos primeiros dias de fevereiro, apesar da situação estrategicamente desesperadora da Alemanha, o comando alemão tentou retomar a cidade. O plano modificado do general Guderian previa a recaptura de parte das fortificações da Muralha da Pomerânia e da Região Fortificada de Międzyrzecz, tratando isso como um elemento-chave das operações destinadas a deter o avanço da Primeira Frente Bielorrussa e estabilizar a frente na direção Varsóvia-Berlim. Em 16 de fevereiro, o 3.º Grupo Panzer, sob o comando do coronel-general Raus, partiu da área de concentração alemã do Grupo de Exércitos Vístula para contra-atacar, indo em direção a Barlinek Wielkopolski. Ele conseguiu chegar a 10 km de distância de sua base operacional. Entretanto, já em 18 de fevereiro, o contra-ataque alemão foi completamente anulado pela força numérica e técnica superior das tropas soviéticas. Essa foi uma última tentativa desesperada do comando alemão de controlar a situação estratégica na área de Gorzów a todo custo e de interromper a ofensiva soviética no Vístula-Óder.
Durante a tomada da cidade pelo Exército Vermelho, não houve grandes danos à infraestrutura ou aos recursos materiais como resultado das operações de combate, embora os soldados soviéticos tenham disparado metralhadoras contra os edifícios. As autoridades alemãs estavam cientes da difícil situação na frente oriental e da aproximação do exército soviético, mas os habitantes de Gorzów não foram informados sobre a verdadeira situação. Até 29 de janeiro, foram feitos anúncios sobre a defesa efetiva da cidade, embora apenas alguns tivessem acesso às informações reais. Desinformação semelhante foi disseminada ao longo de toda a fronteira entre a Polônia e a Alemanha, onde avisos sobre a ameaça iminente apareceram um ou dois dias antes da entrada do Exército Vermelho. As autoridades alemãs não esperavam que a cidade entrasse em colapso tão rapidamente.  Até 29 de janeiro de 1945, os locais de trabalho funcionavam normalmente, as lojas estavam abertas, os bancos, os correios e os fornecedores de eletricidade, água e gás estavam operando. Cartões de racionamento de alimentos para fevereiro foram emitidos e o jornal local “General-Anzeiger” ainda aparecia em circulação limitada. Na manhã de 30 de janeiro, foram vendidas passagens de trem e o forno da fábrica da IG Farben (mais tarde Stilon) foi extinto. Ao mesmo tempo, os remanescentes das tropas da Wehrmacht que se retiravam para o oeste estavam passando pela cidade. Os residentes permanentes foram proibidos de deixar a cidade, uma ordem que não foi revogada até a manhã de 30 de janeiro.

##### Prisioneiros de guerra
A eclosão da Segunda Guerra Mundial em 1939 e a necessidade de mobilizar homens para o serviço na Wehrmacht forçaram a Alemanha a buscar fontes alternativas de trabalho forçado, incluindo outros países. As “forças de trabalho estrangeiras” foram recrutadas principalmente entre prisioneiros de guerra e os chamados trabalhadores civis. Eles violaram acordos internacionais, inclusive as Convenções de Haia e de Genebra, ao forçar prisioneiros de guerra a trabalhar, inclusive na indústria bélica, em detrimento direto de seus próprios países e aliados.
Durante a guerra, os alemães criaram nove campos de trabalho forçado na cidade e quatro subdivisões de trabalho do campo de prisioneiros de guerra Stalag III C, onde eram mantidos prisioneiros de guerra franceses, italianos e soviéticos. Os prisioneiros de guerra, organizados em esquadrões de trabalho, vinham principalmente do Stalag III A em Fürstenberg e do Stalag III C em Stare Drzewice (hoje um distrito de Kostrzyn nad Odrą), mas também de outros campos. Seu emprego ocorreu em vários locais de trabalho em Gorzów, onde permaneceram sob constante supervisão. Os prisioneiros de guerra eram submetidos aos trabalhos mais perigosos e confinados em salas especialmente seguras à noite, construídas conforme os padrões do Terceiro Reich.
É difícil determinar o número exato de poloneses que residiam na cidade durante a ocupação, mas estima-se que cerca de 800 prisioneiros de guerra poloneses estavam empregados na indústria local.

### Após a Segunda Guerra Mundial

#### Destruição
Durante a Segunda Guerra Mundial, Gorzów sofreu danos consideráveis, principalmente devido a incêndios prolongados e não à guerra diretamente. Os incêndios eclodiram após 31 de janeiro de 1945 e duraram até meados de fevereiro, destruindo edifícios residenciais e administrativos e fábricas, especialmente no centro da cidade, e a falta de forças de combate a incêndios e de água exacerbou o desastre. A cidade em chamas foi deixada sem intervenção, fazendo com que a maioria dos incêndios se extinguisse espontaneamente. Os bombardeios aéreos soviéticos que precederam a luta pela cidade destruíram alguns edifícios, mas o verdadeiro dano foi causado pelo uso pelos alemães das chamadas táticas de terra arrasada em sua retirada.  Os colonos que chegaram à cidade em 3 de fevereiro relataram que a cidade ainda estava em chamas.  Os incêndios destruíram quase todo o centro da cidade, incluindo as ruas Sikorskiego, Dąbrowskiego e Walczaka. Outros danos após a libertação, em fevereiro de 1945, foram causados pelos bombardeios da Luftwaffe e pelas atividades de desvio das unidades desmobilizadas da Wehrmacht e da Waffen-SS. As perdas incluíram 1 123 edifícios residenciais, o que representou 35,5% do estoque total de moradias. Além das casas residenciais, vários prédios públicos, incluindo o museu e o arquivo nacional, também foram destruídos, o que foi particularmente grave devido à perda de valiosos acervos documentais e históricos.
Como resultado do esforço de guerra, a indústria de Gorzów sofreu perdas de até 50–60% de seu estado anterior a 1945. Entre as fábricas dos setores de madeira, papel e cerâmica, foram destruídas a fábrica de compensado e folheado de Vallentin, a fábrica de sacos e produtos de papel na atual rua Sikorskiego e os fornos de cal localizados na atual rua Cegielniana. O incêndio consumiu quase completamente a fábrica de calçados e dois depósitos de tijolos localizados na atual rua Warszawska. O setor farmacêutico também sofreu perdas — as fábricas de vacinas e soros, que durante a guerra se especializaram principalmente na produção de preparações contra tétano, gangrena e infecções de feridas. O matadouro de Gorzów, que era um representante moderno e mecanizado do setor agroalimentar e a maior instalação desse tipo na região da Lubúsquia, foi quase completamente destruído. Os armazéns de cereais nas atuais ruas Spichrzowa e Grobla também foram arruinados. A infraestrutura municipal da cidade foi danificada em 80%: o sistema de abastecimento de água, as usinas de gás e de energia. As redes de abastecimento de água e de esgoto (sanitário e pluvial) foram destruídas em 80%. O sistema de gás da cidade sofreu danos significativos — a usina de fornos foi destruída em 80% e os edifícios restantes em 35%. A rede de gás, que tinha mais de 63 km de extensão, também foi danificada, e a explosão do gasoduto, juntamente com a ponte ferroviária sobre o rio Varta, causou interrupções duradouras no fornecimento de gás para os distritos da margem esquerda da cidade. A estação de energia da fábrica de máquinas Jaehne e a estação de energia hidrelétrica em Bledzewo sofreram pequenos danos. Os prédios da usina de Gorzów foram parcialmente destruídos e todos os conjuntos de turbinas a vapor e maquinário alternativo com geradores foram imobilizados e sofreram várias avarias graves. Em janeiro de 1945, os alemães desmontaram os guindastes do porto e outros equipamentos do porto, e esses equipamentos e o material rodante do rio foram levados para a Alemanha. Outros danos foram causados pelos combates na cidade. Os bombardeios afundaram navios e obstruíram o leito do rio, e os cais do porto foram destruídos por pontes explodidas. Como resultado, toda a área do porto ficou inutilizável.
Como resultado das hostilidades de 31 de janeiro de 1945, a principal estação ferroviária foi totalmente queimada, e as linhas ferroviárias e os equipamentos responsáveis pela segurança do tráfego de trens foram severamente danificados. A ponte ferroviária sobre o rio Varta e a ponte de concreto armado projetada para o tráfego de veículos e pedestres também foram explodidas, levando a um colapso total das conexões ferroviárias, rodoviárias e de pedestres entre os distritos da margem esquerda da cidade e o centro da margem direita. Danos significativos foram causados a prédios públicos, incluindo a principal agência dos correios na atual rua Marchlewskiego, a estação de rádio com fio e, em pequena escala, o hospital da cidade na rua Warszawska. Por outro lado, os prédios do museu e arquivo nacional foram completamente destruídos e perderam a maioria de suas coleções. O distrito comercial do centro de Gorzów ficou em ruínas, e as instalações do instituto de higiene, as instalações de pesquisa e testes agrícolas, bem como várias igrejas, escolas, cinemas e algumas instalações esportivas também sofreram sérios danos.
As vias de transporte da cidade, especialmente a rota Poznań-Berlim, foram muito danificadas. Aproximadamente 20 km de estradas de concreto e asfalto foram danificados por bombas e projéteis, e as ruas estavam entupidas de entulho, postes de iluminação derrubados e mastros da rede de bondes e trólebus.
A rede aérea de transporte público foi quase completamente destruída e os carros de bonde restantes foram danificados. O material rodante dos ônibus foi usado no início de janeiro de 1945 para evacuar os habitantes de Gorzów para além do rio Óder, onde permaneceram.

### Reconstrução
Nos primeiros meses de 1945, a cidade estava deserta, sem acesso à água, eletricidade, gás ou comunicação. Após a captura de Gorzów, as autoridades administrativas foram assumidas pelo comando de guerra soviético. O primeiro comandante da cidade em tempo de guerra foi o comandante soviético coronel Josif Dragun. Um governo autônomo temporário formado por alemães locais foi instalado sob ele, que auxiliou as autoridades soviéticas na realização de um censo da população alemã que permaneceu na cidade. Estima-se que 28.927 alemães ainda viviam em Gorzów em 1 de junho de 1945. Até sua evacuação pelo Óder, eles trabalhavam na cidade e nas propriedades vizinhas, que permaneciam principalmente sob controle soviético. Como resultado, eles foram protegidos da autorradicalização e receberam rações mínimas de alimentos. O coronel Dragun tomou medidas para conter a arbitrariedade contra a população alemã. Qualquer tentativa de quebra da ordem era punida com rigor, e a presunção era vigorosamente combatida.
Em março de 1945, a cidade adotou o nome Gorzów nad Wartem e, mais tarde, o adjetivo Wielkopolski foi acrescentado. Os primeiros colonos poloneses fora da cidade foram ferroviários que chegaram aqui em 3 de fevereiro de 1945 com um transporte militar soviético da cidade de Wągrowiec, na Grande Polônia.
Dragun manteve o poder até 26 de março de 1945 e, depois disso, entregou-o à administração polonesa — o primeiro prefeito da cidade, Piotr Wysocki. Ao mesmo tempo, uma delegação do Escritório da voivodia de Poznań foi instalada em Gorzów, a fim de garantir uma administração polonesa eficiente na fronteira ocidental. A população alemã, que não havia deixado a cidade antes da chegada da Primeira Frente Bielorrussa, foi reassentada para a zona de ocupação soviética na Alemanha. Ao mesmo tempo, muitos poloneses deslocados das fronteiras orientais chegaram a Gorzów.
No período pós-guerra, houve um rápido desenvolvimento renovado da cidade. De 1945 a 1950, Gorzów Wielkopolski serviu como o principal centro administrativo dos condados ocidentais da voivodia de Poznań. Ao mesmo tempo, a administração da Igreja Católica começou em Gorzów, cobrindo as áreas do noroeste da Polônia.

Versão alternativa do brasão de armas da cidade do período comunista

A partir de 1950, a cidade passou a pertencer à recém-criada voivodia de Zielona Góra. Já em meados da década de 1960, a população da cidade chegou a 50 mil habitantes, ultrapassando seu nível anterior à guerra. No final da década de 1960, Gorzów Wielkopolski passou pelo segundo grande crescimento da construção em sua história, tornando-se uma cidade de médio porte e experimentando um desenvolvimento industrial dinâmico. Na década de 1970, foram criadas as primeiras instituições públicas de ensino superior. Em 1975, tornou-se a capital da recém-criada voivodia de Gorzów. Em 1979, sua população era de 100 mil habitantes. Em 19 de julho de 1975, foi inaugurado um monumento à Irmandade de Armas polaco-soviética. Um moderno hospital provincial foi construído na década de 1980.

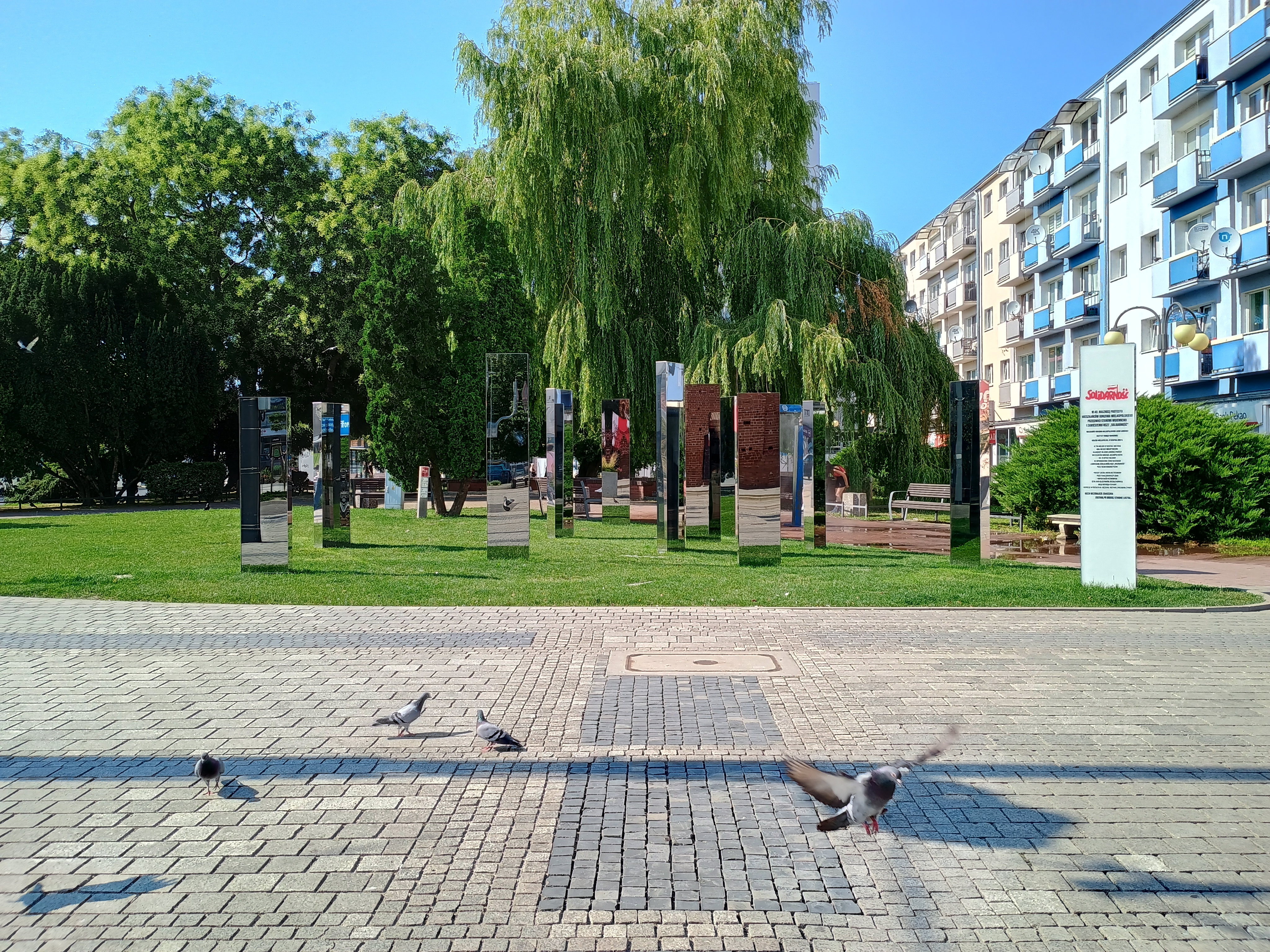
Instalação artística em comemoração aos eventos em Gorzów

Após a pacificação da greve na Usina Mecânica “Ursus” pelas Reservas Motorizadas da Milícia dos Cidadãos (ZOMO) em 16 de dezembro de 1981, uma forte organização do Sindicato Independente Autônomo “Solidariedade” foi criada em Gorzów. O primeiro presidente democraticamente eleito do Conselho Regional do Solidariedade de Gorzów Wielkopolski foi Edward Borowski (ele ocupou o cargo até sua morte em 4 de agosto de 1987). Depois que a lei marcial foi imposta em 13 de dezembro de 1981, as maiores fábricas de Gorzów entraram em greve: ZWCh Stilon, Silwana, ZM Ursus, Zremb. Em 16 de dezembro de 1981, unidades de repressão motorizadas da Milícia Cívica interromperam brutalmente uma greve na Ursus. O Solidariedade em Gorzów Wielkopolski passou à clandestinidade. Em 1982, foi lançado o boletim “Feniks” (ainda o órgão do sindicato Gorzów NSZZ Solidariedade). No mesmo ano, o Movimento de Resistência da Juventude (MRO) foi fundado em Gorzów, reunindo estudantes anticomunistas do ensino médio de Gorzów. Em 31 de agosto de 1982, no segundo aniversário da assinatura dos Acordos de Agosto, foram realizadas manifestações do Solidariedade de várias horas no centro da cidade, posteriormente chamadas de eventos de Gorzów Wielkopolski. Em 1983, o MRO foi substituído pelo Movimento da Juventude Independente (RMN). O primeiro presidente do RMN foi Marek Rusakiewicz. O RMN publicou sua própria revista clandestina, a Szaniec (quase 200 edições no total foram publicadas entre 1983 e 1989), distribuída aos alunos do ensino médio. Na primavera de 1989, inspirada pelo Solidariedade e pela RMN, uma manifestação de vários milhares de habitantes ocorreu em Gorzów Wielkopolski para protestar contra os planos de construção de uma usina nuclear próximo de Klempicz.
Desde 1999, Gorzów Wielkopolski é a sede do governador voivodia da Lubúsquia.
A cidade comemorou o 750º aniversário de sua incorporação em 2007 e tem um toque de corneta desde 2013 — composto por Jan Kupczyński, sendo tocado diariamente às 12h no prédio da Prefeitura, bem como ocasionalmente durante as cerimônias da cidade.
Em 2016, os únicos restos quase completos de um rinoceronte Stephanorhinus pré-histórico na Europa foram descobertos em Gorzów Wielkopolski.

### Nacionalidades
Gorzów, como um castro e depois como uma cidade, foi sucessivamente parte de:
- até 1252:  Polônia no período da fragmentação feudal[36]
  - até 1252:  Ducado da Grande Polônia
- 1252–1701:  Sacro Império Romano-Germânico
  - 1252–1319:  Marca de Brandemburgo
  - 1319–1325:  Ducado da Pomerânia[43]
  - 1325–1373:  Marca de Brandemburgo
  - 1373–1402:  Terras da Coroa da Boêmia
  - 1402–1454:  Ordem Teutônica
  - 1454–1701:  Marca de Brandemburgo
- 1701–1871:  Reino da Prússia
- 1871–1918:  Império Alemão
  - 1892–1918:  Província de Brandemburgo
- 1918–1933:  República de Weimar
- 1933–1945:  Alemanha Nazista
- desde 1945:  Polônia

## Arquitetura e urbanismo

Edifícios
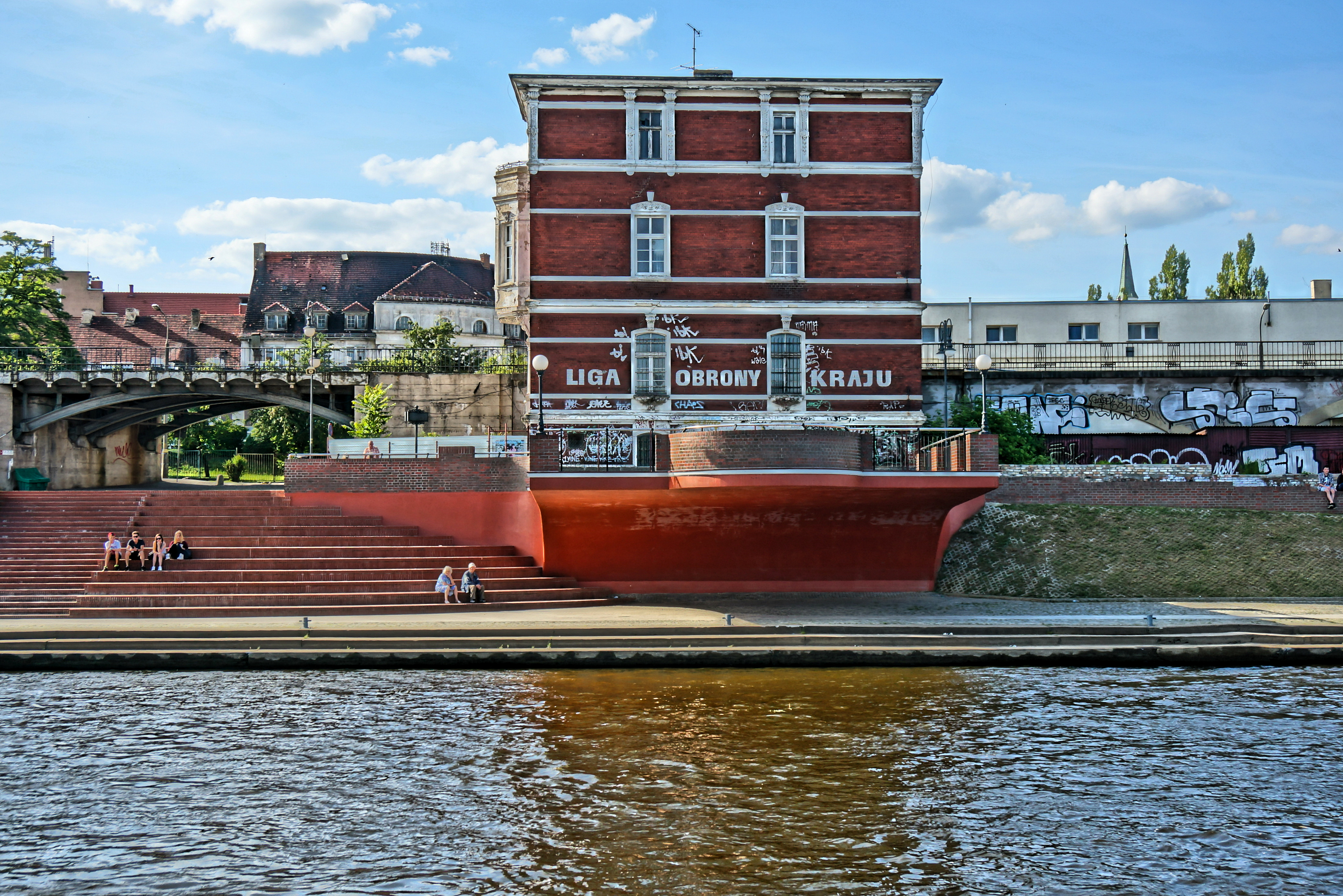
Mansão Herzog de 1900, na rua Nadbrzeżna
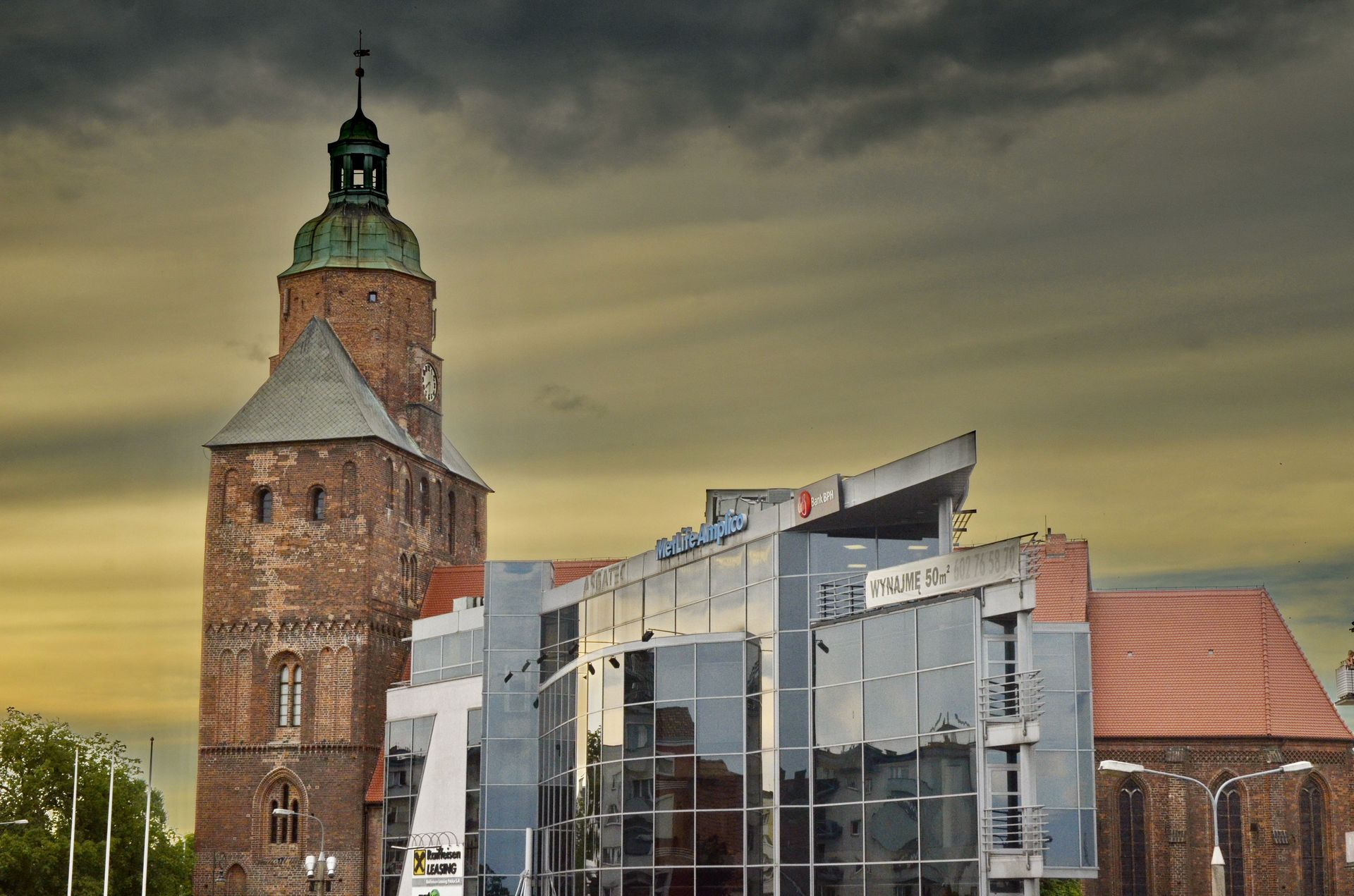
Parte metropolitana da cidade, a Catedral ao fundo
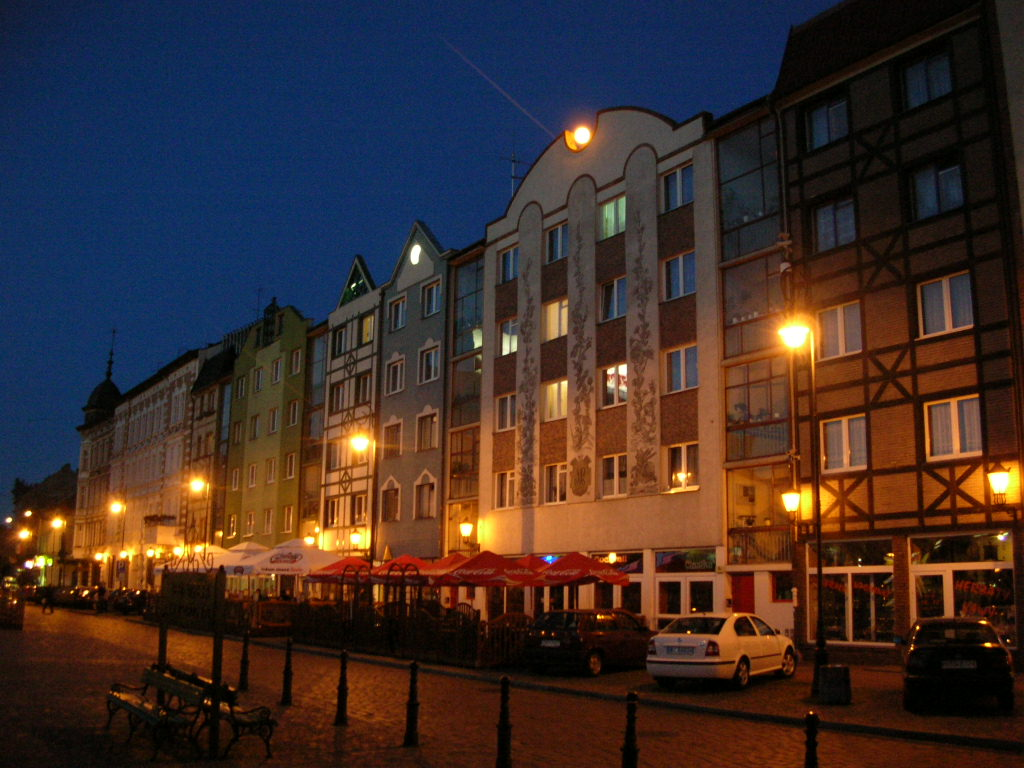
Antiga Praça do Mercado à noite
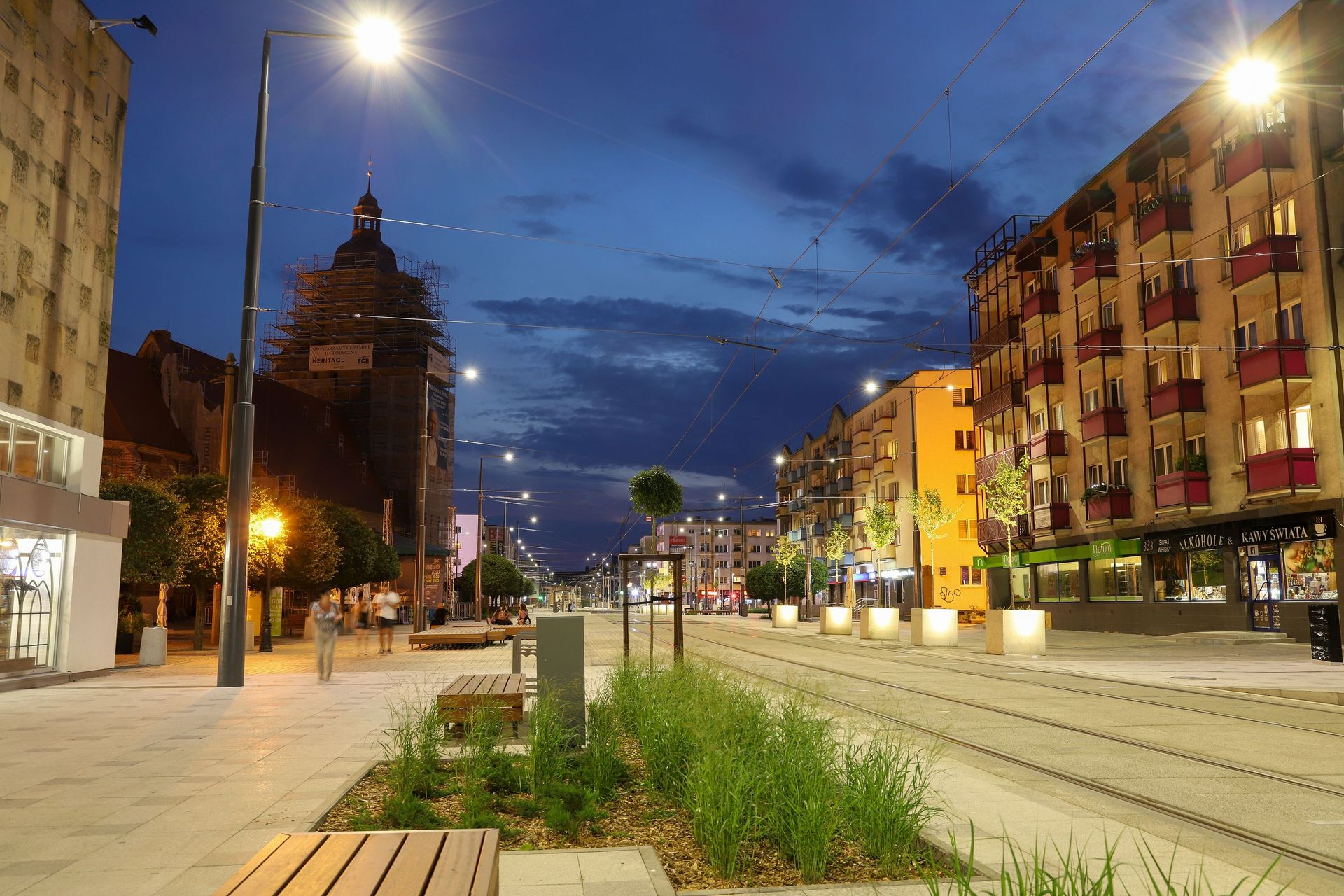
Passeio ao longo da rua Sikorskiego
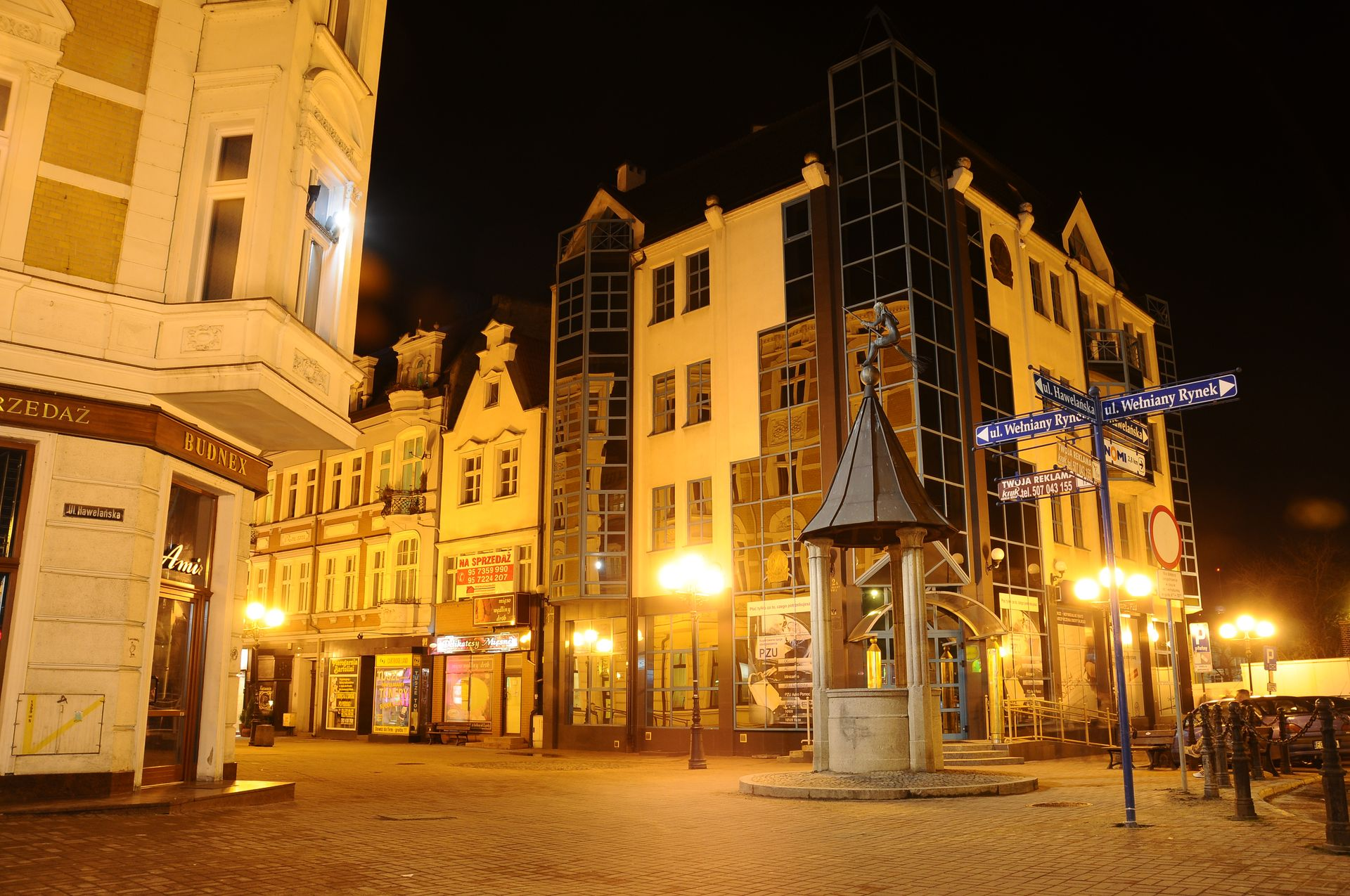
Praça Wełniany à noite
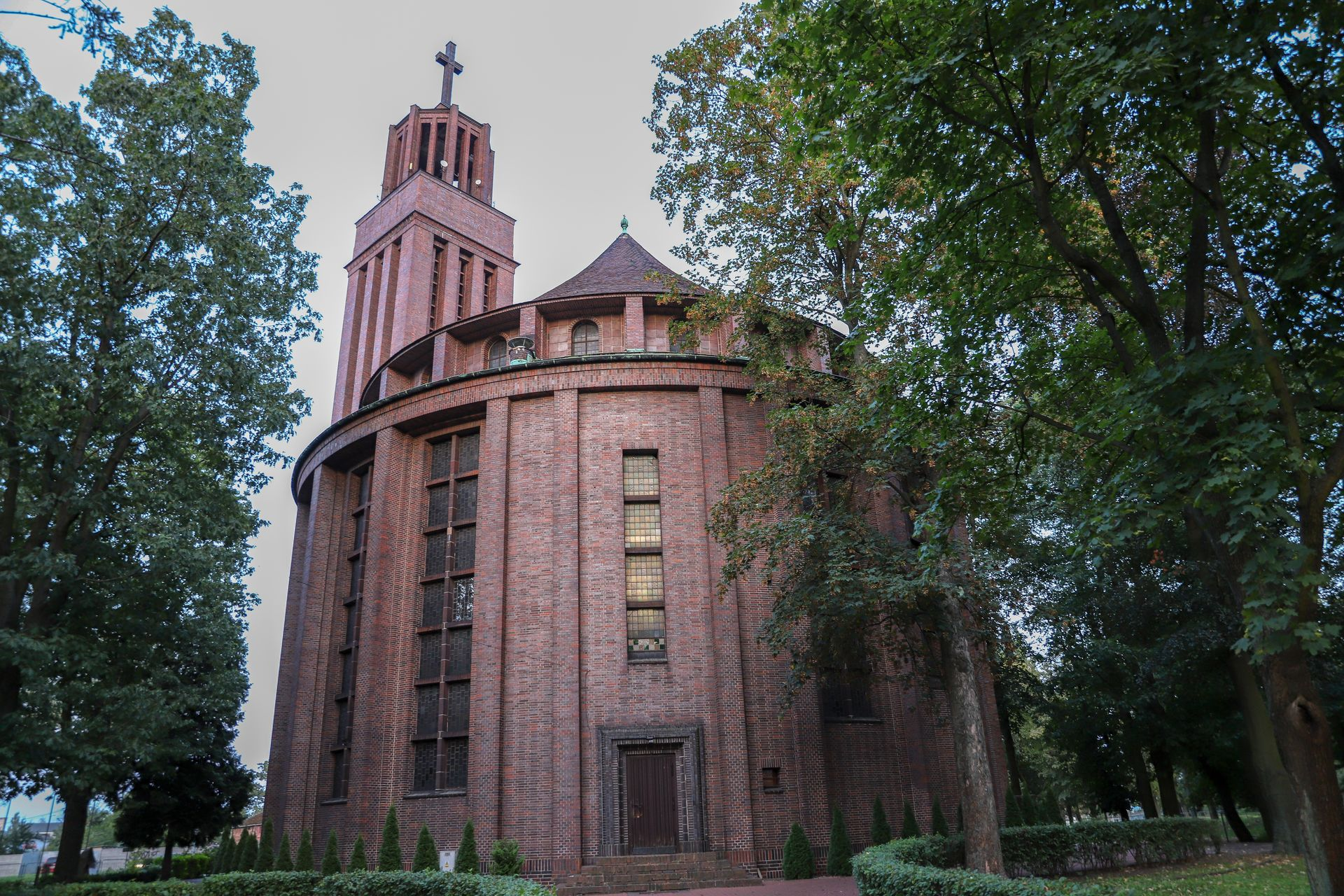
Igreja de Cristo Rei
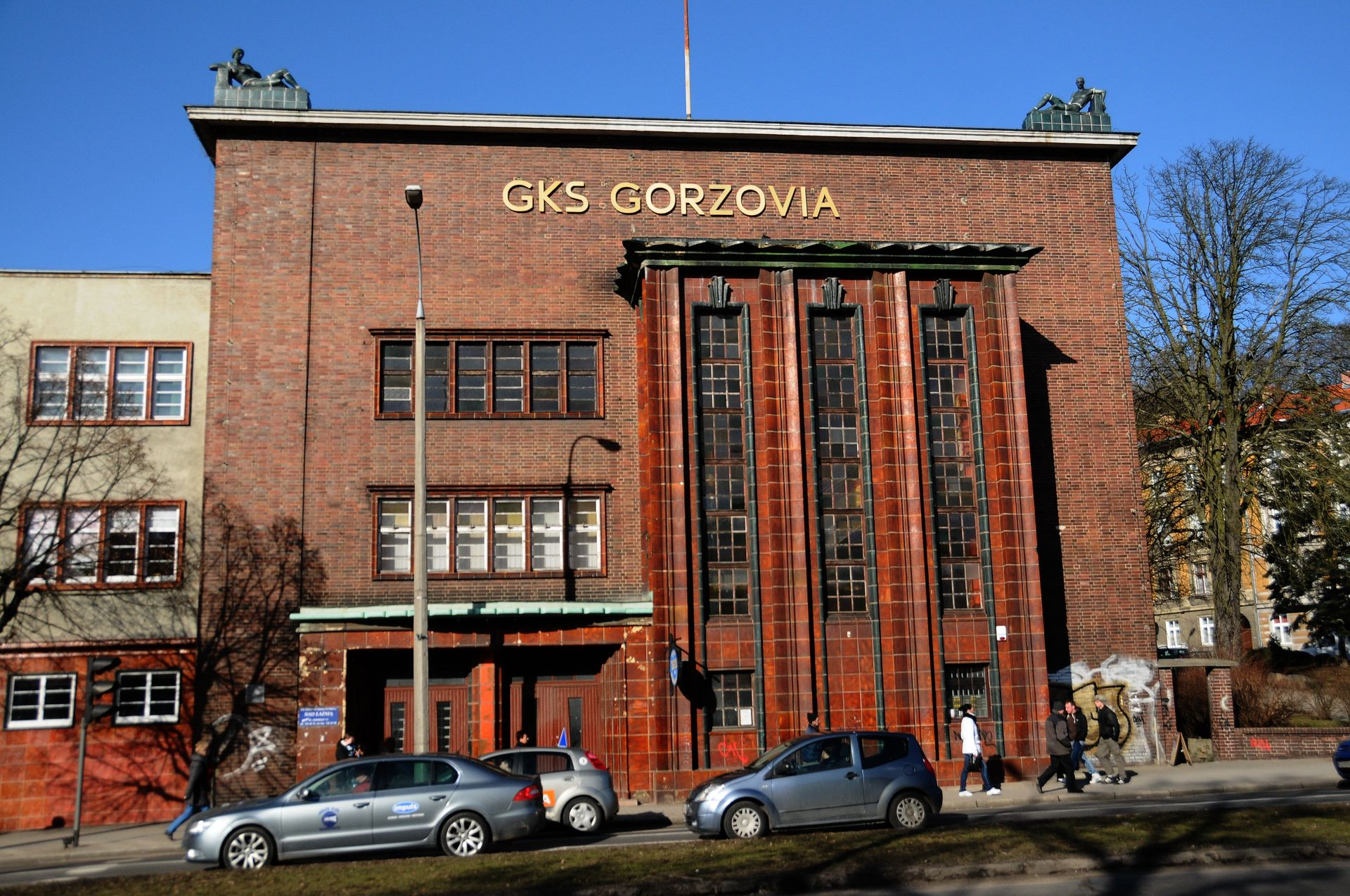
Antigos banhos municipais
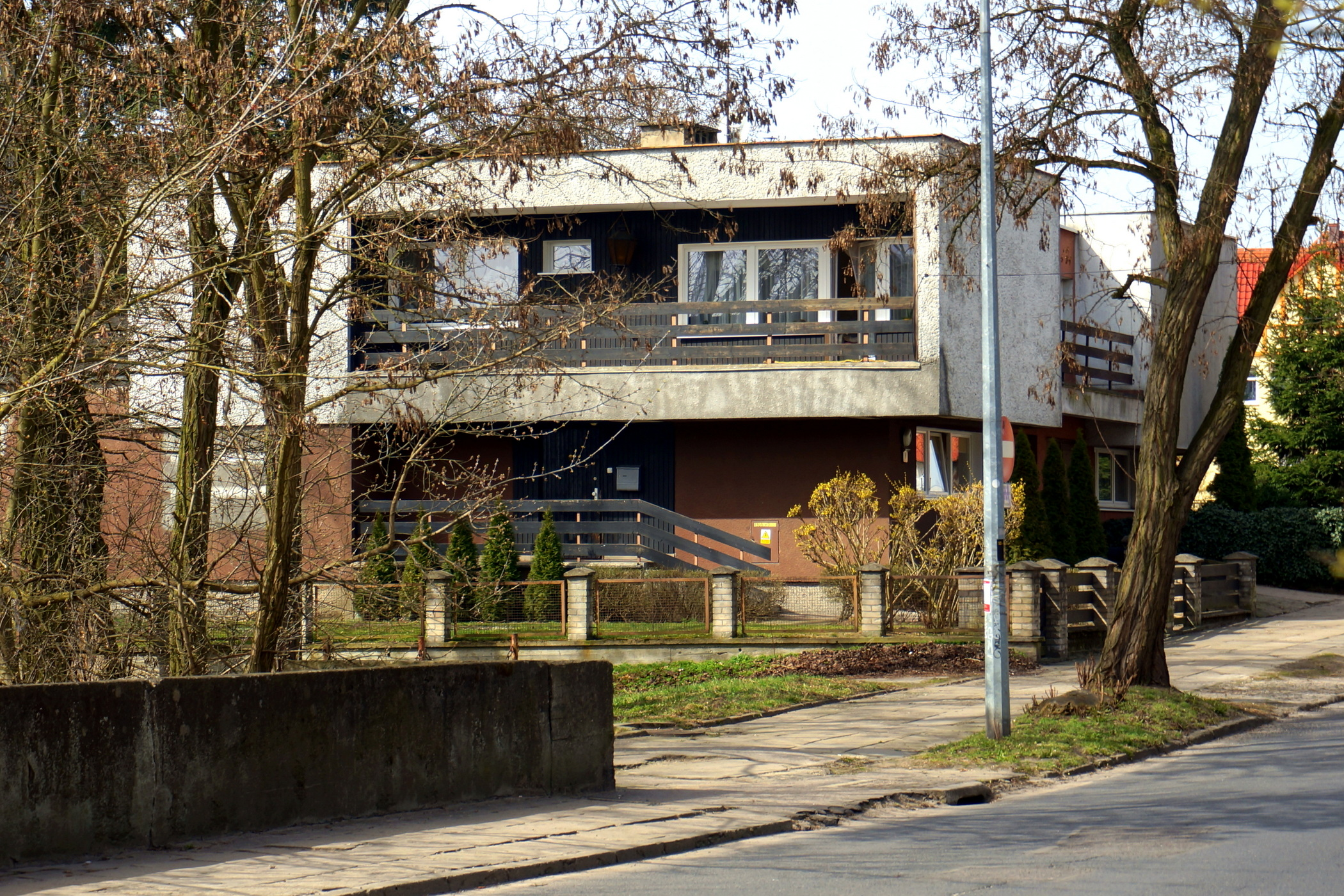
Casa modernista na rua Chodkiewicz
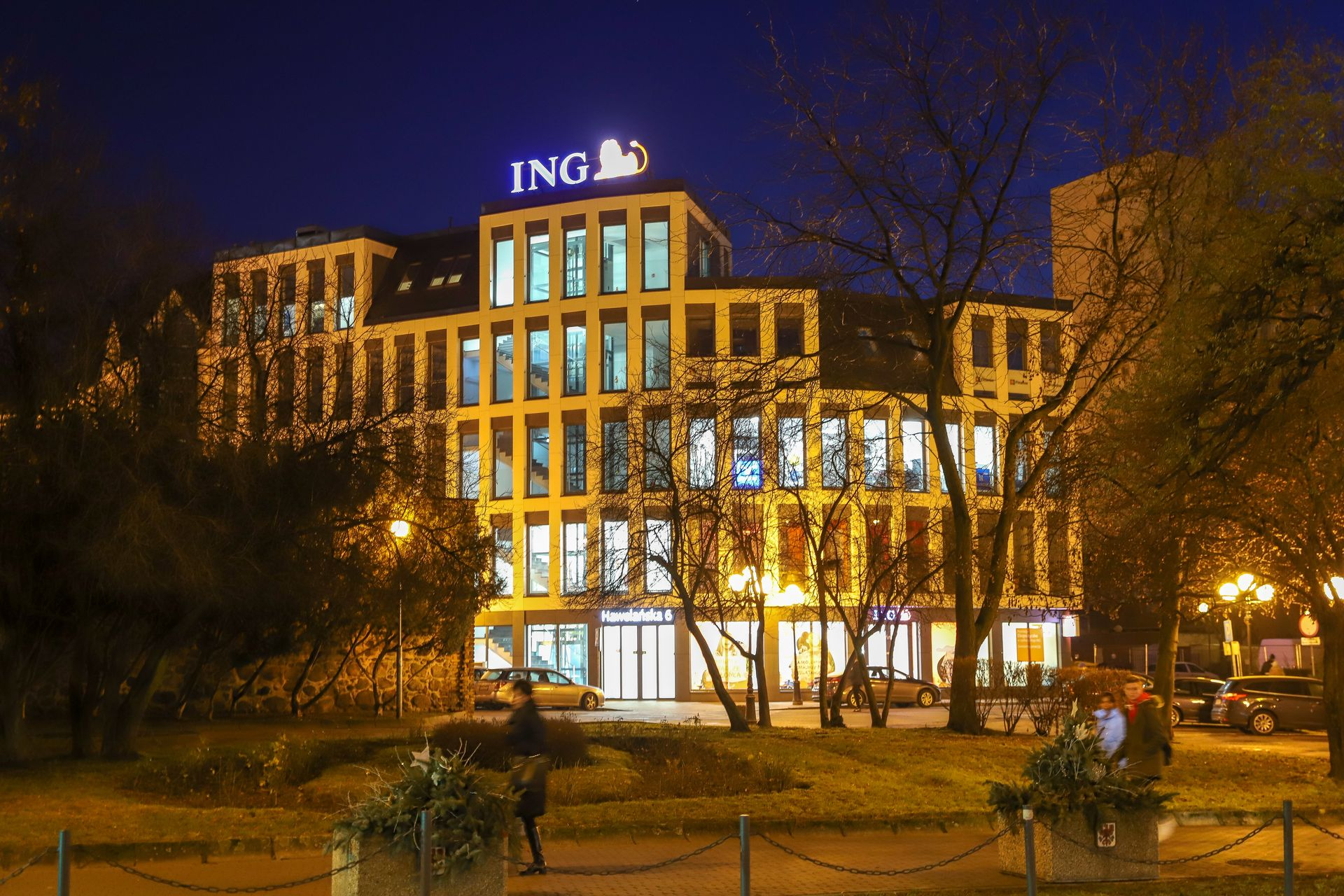
Edifício moderno de escritórios na rua Hawelańska 6
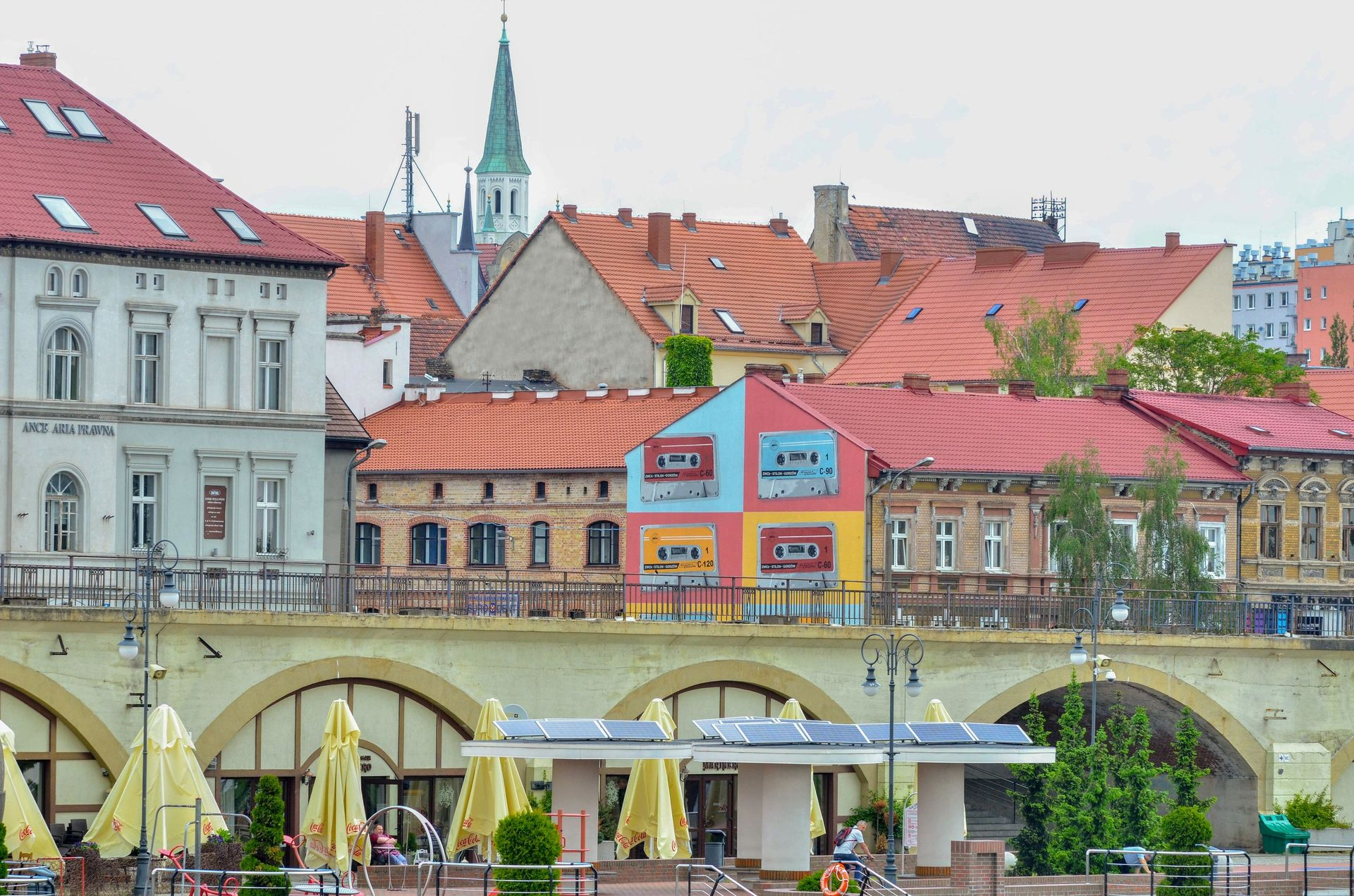
Vista da avenida Varta com o viaduto ferroviário. Ao fundo, os edifícios do bairro Śródmieście

O traçado histórico do centro histórico foi significativamente transformado nos últimos 50 anos devido à sua destruição quase completa como resultado da Segunda Guerra Mundial e à forma como foi reconstruído na década de 1960, que ignorou a estrutura medieval do terreno e fez alterações no traçado das ruas. Apenas o contorno externo e histórico do centro histórico, com fragmentos das muralhas e a legibilidade da maioria das ruas, foi preservado. Por outro lado, o caráter do novo desenvolvimento — principalmente residencial introduzido em sua área — não se referiu aos valores históricos. No entanto, o complexo da Cidade Nova — em sua maioria sobrados da virada dos séculos XIX e XX, cujo desenho foi inscrito no registro de monumentos históricos — é de grande valor histórico.
A área da cidade é separada pelo vale do rio Varta. Em Gorzów Wielkopolski, foram construídas três pontes rodoviárias sobre o rio Varta: a ponte Staromiejski, a ponte Lubuski e a ponte em Wieprzyce, além de uma ponte ferroviária, enquanto sobre o canal Ulga há duas pontes rodoviárias e uma ponte ferroviária.
Há também 10 pontes sobre o rio Kłodawka e passarelas.

## Demografia
Conforme os dados do Escritório Central de Estatística da Polônia (GUS) de 31 de dezembro de 2022, Gorzów Wielkopolski é uma cidade de porte médio com uma população de 116 436 habitantes (2.º lugar na voivodia da Lubúsquia e 29.º na Polônia), tem uma área de 85,73 km² (2.º lugar na voivodia da Lubúsquia e 36.º lugar na Polônia) e uma densidade populacional de 1 358,17 hab./km² (9.º lugar na voivodia da Lubúsquia e 176.º lugar na Polônia). Nos anos 2002–2021, o número de habitantes diminuiu 4,3%.
Os habitantes de Gorzów Wielkopolski constituem cerca de 11,88% da população da voivodia da Lubúsquia.
| Descrição                         | Total      | Total     | Mulheres   | Mulheres  | Homens     | Homens    |
| --------------------------------- | ---------- | --------- | ---------- | --------- | ---------- | --------- |
| unidade                           | habitantes | %         | habitantes | %         | habitantes | %         |
| população                         | 116 436    | 100       | 61 627     | 52,9      | 54 809     | 47,1      |
| superfície                        | 85,73 km²  | 85,73 km² | 85,73 km²  | 85,73 km² | 85,73 km²  | 85,73 km² |
| densidade populacional (hab./km²) | 1 358,17   | 1 358,17  | 718,47     | 718,47    | 639,70     | 639,70    |

A maior população em Gorzów Wielkopolski foi registrada em 1999 - segundo dados do Escritório Central de Estatística da Polônia (GUS), 126 406 habitantes. De acordo com os dados de 30 de junho de 2014, o número de habitantes era de 124 274 habitantes, cinco anos depois eram 123 691 habitantes.

## Economia
As despesas do orçamento do governo local de Gorzów Wielkopolski em 2024 foram de 1.239 milhões de PLN, e a receita orçamentária, de 1.128 milhões de PLN. O endividamento (dívida pública) do governo local, conforme os dados de 2025, deve chegar a 419 milhões de PLN, representando 37% da receita.
A cidade de Gorzów Wielkopolski foi premiada como Comuna Fair Play — na categoria de grandes cidades da Polônia, em uma competição organizada pelo Instituto de Economia de Mercado em 2009.
Em agosto de 2014, a taxa de desemprego na cidade era de 6,3% e no condado de Gorzów, de 9,6%.

### Indústria

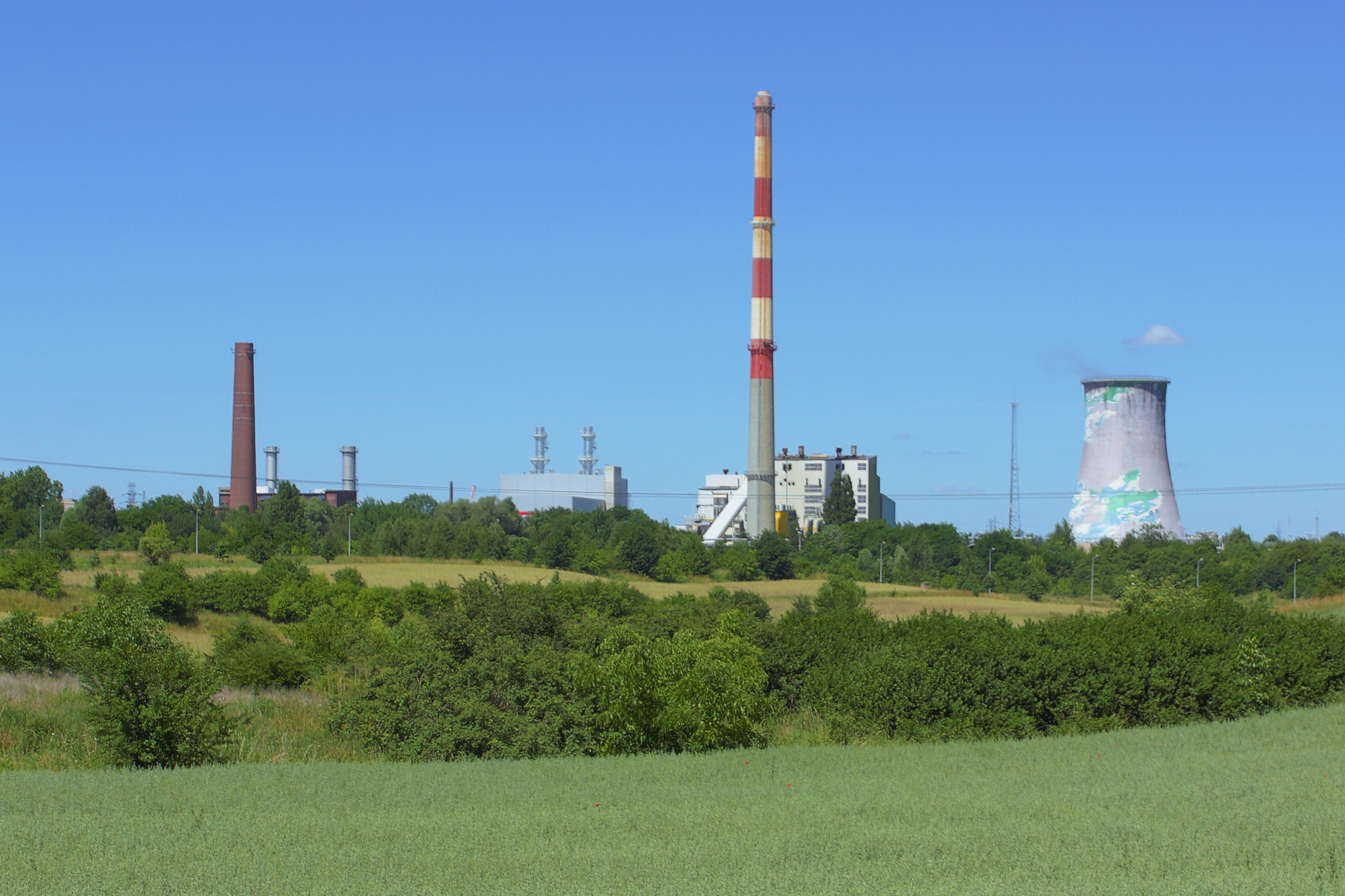
Vista da usina de calor e energia combinados de Gorzów

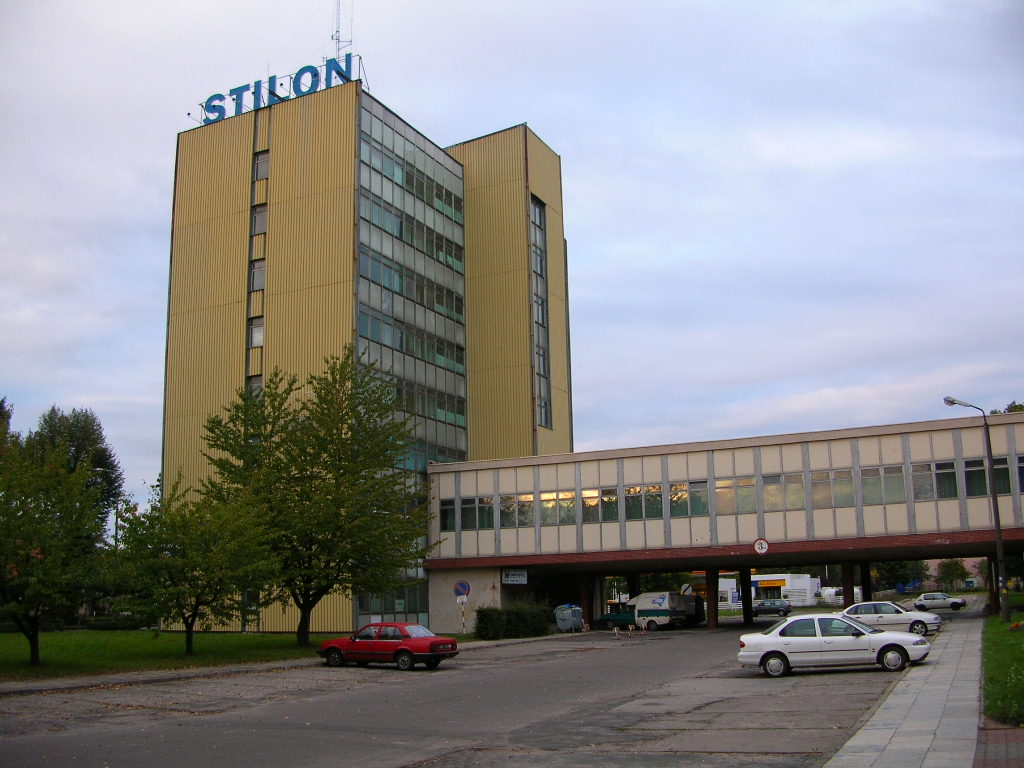
Antigo prédio de escritórios da ZWCh Stilon

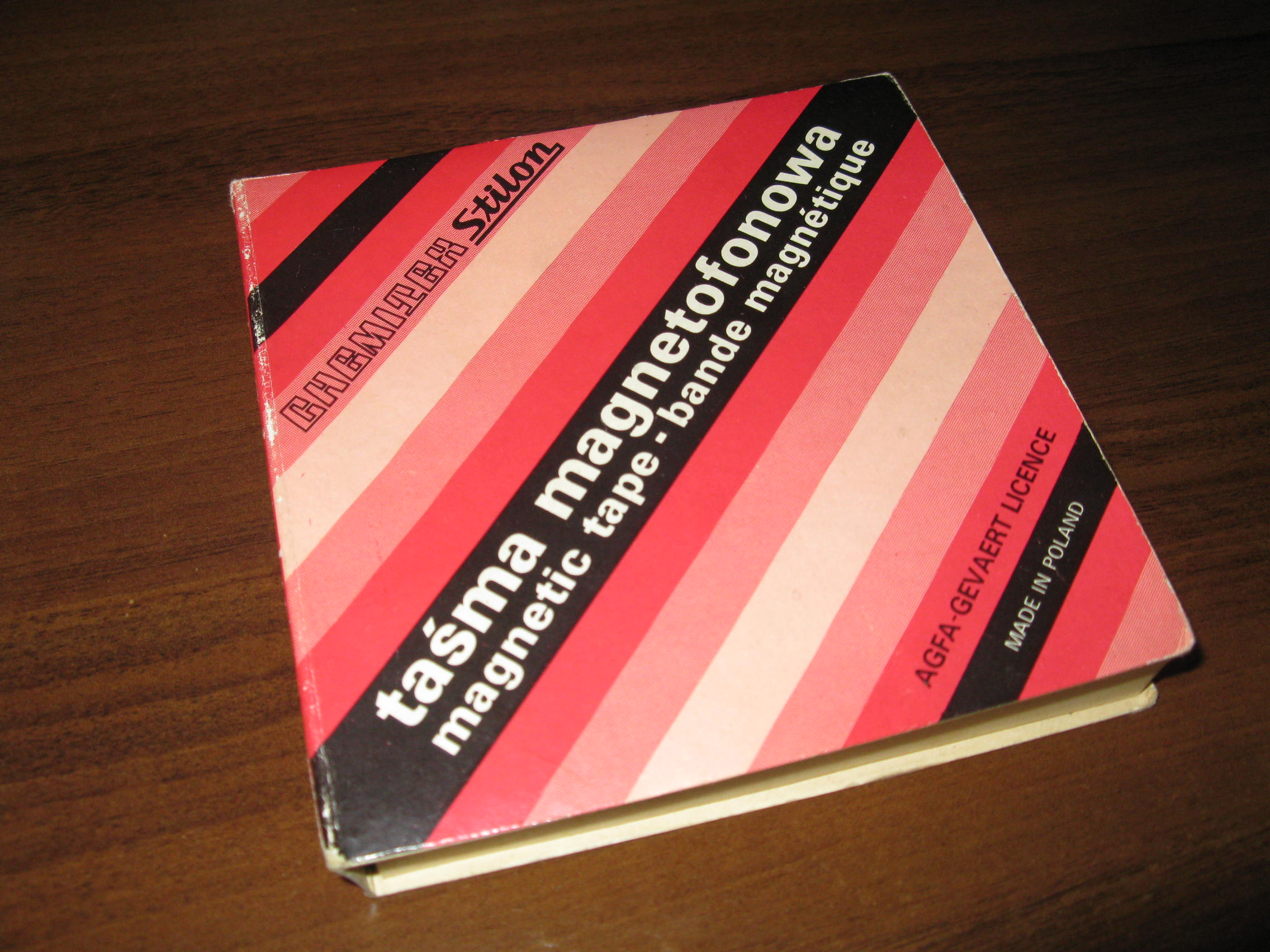
A chamada fita Stilonka, produzida na segunda metade do século XX pela ZWCh Stilon

A cidade é um importante centro industrial, que remonta aos tempos pré-guerra. Estão presentes as indústrias química, de energia, eletrônica, leve, mecânica, farmacêutica, automotiva, metalúrgica, de materiais de construção e alimentícia.
Na década de 1950, as seguintes fábricas foram comissionadas em Gorzów Wielkopolski: Elektrociepłownia Gorzów (hoje uma usina de propriedade da PGE Energia Ciepła S.A. ), uma cooperativa de laticínios (hoje uma fábrica pertencente à SM “Mlekpol”), a fábrica de fibras químicas Stilon, a fábrica da indústria de seda de Gorzów Silwana, Gomad, a fábrica de reparos de material rodante ferroviário (Gorzów Wagony), a fábrica mecânica “Ursus” e a fábrica farmacêutica veterinária Biowet (hoje uma fábrica pertencente ao grupo francês Vétoquinol), e na década de 1970 foi inaugurada a fábrica de pré-fabricados Prefadom. Em outubro de 1958, foram produzidos os primeiros lotes de fita cassete. De 1959 até o final da década de 1980, a cidade tornou-se conhecida pelos amantes da música por meio da fita cassete. Com a introdução das reformas econômicas do Plano Balcerowicz no início da década de 1990, a economia de Gorzów entrou em um período de grande transformação, pois a necessidade de competir com empresas estrangeiras causou dificuldades para as maiores fábricas de produção de Gorzów Wielkopolski, resultando em sua falência ou privatização: a Trabalhos mecânicos Ursus, a Empresa Agrícola e Industrial Provincial (o matadouro da cidade), a Silwana e a fábrica de macarrão foram fechadas; por sua vez, uma redução significativa nos pedidos abalou as finanças da Stilon, como resultado da qual sua força de trabalho, o que fez com que sua força de trabalho, que era de cerca de 20 mil pessoas na década de 1970, diminuísse para alguns milhares, e a fábrica acabou sendo adquirida pelas empresas francesas Nylstar e Rhodia, mas nem o número de pessoas empregadas nem sua produção chegaram perto de níveis históricos.
Ao mesmo tempo, porém, Gorzów Wielkopolski começou a atrair novos investimentos, tanto poloneses quanto estrangeiros, especialmente a partir de 1997, quando uma subzona da Zona Econômica Especial de Kostrzyn-Słubice foi criada na cidade. Em 1993, uma fábrica de produção foi instalada pela Volkswagen Elektrosystemy Sp. z o.o., comprada em 2006 pela empresa japonesa Sumitomo Electric Bordnetze. Atualmente, ela é a segunda maior empregadora da cidade, com cerca de dois mil funcionários. Outras empresas de manufatura instaladas em Gorzów depois de 1990 incluem a taiwanesa TPV Displays, a americana S. C. Johnson & Son, a francesa Faurecia, a Yetico, a Autogaleria, a Simatra, a Gamaplast, a Goma, a Kaskat e a Inter-Sicherheits-Service.

### Comércio e serviços
A cidade tem muitos postos de gasolina, postos de serviço, oficinas, atacadistas, lojas, pontos de serviço, filiais da maioria dos bancos e seguradoras que operam na Polônia, revendedores das marcas de carros mais populares. Há muitos shopping centers e mercados de grande formato. Na década de 1990, as cooperativas falidas criaram rapidamente uma cadeia de lojas, e os mercados também se desenvolveram. A cidade se abriu para o comércio de grande formato na década de 1990, e a primeira loja desse tipo foi a Hit, comprada alguns anos depois pela Tesco, que tinha dois hipermercados em Gorzów Wielkopolski. Os shopping centers também estão se desenvolvendo. O primeiro grande projeto desse tipo foi o Panorama Shopping Center no distrito de Górczyn, inaugurado no início deste século. Os desenvolvimentos subsequentes incluíram o Park 111, Galeria Młyńska, Kupiec Gorzowski, Galeria Askana, Galeria Manhattan (desde outubro de 2015, agora CH Feeria) e, nesse meio tempo, o Dom Towarowy Rolnik foi reformado. Em 2008, a empresa irlandesa Caelum Development iniciou a construção do maior shopping center da voivodia, o NoVa Park, inaugurado em 18 de abril de 2012. Há também a Galeria Zielona Przystań, cuja construção foi concluída em 2014. Em 2020, foi iniciada a construção do Walczaka Shopping Park e do N-park na rua Pomorska e, em 2021, a do Shopp City na rua Walczaka.

Galerias e centros comerciais
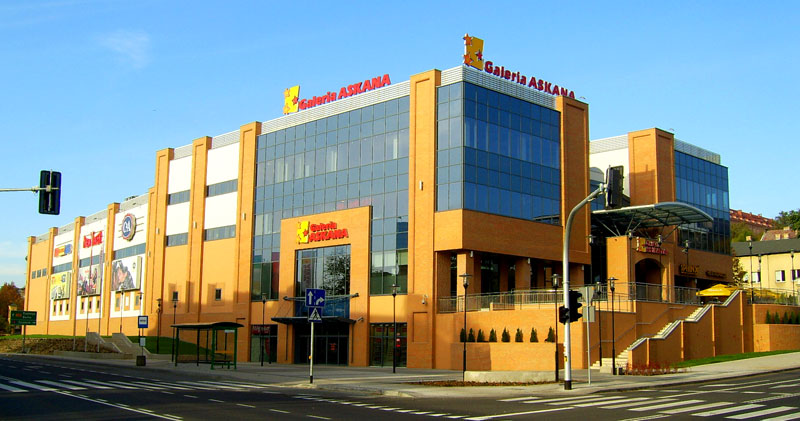
Galeria Askana inaugurada em 2007
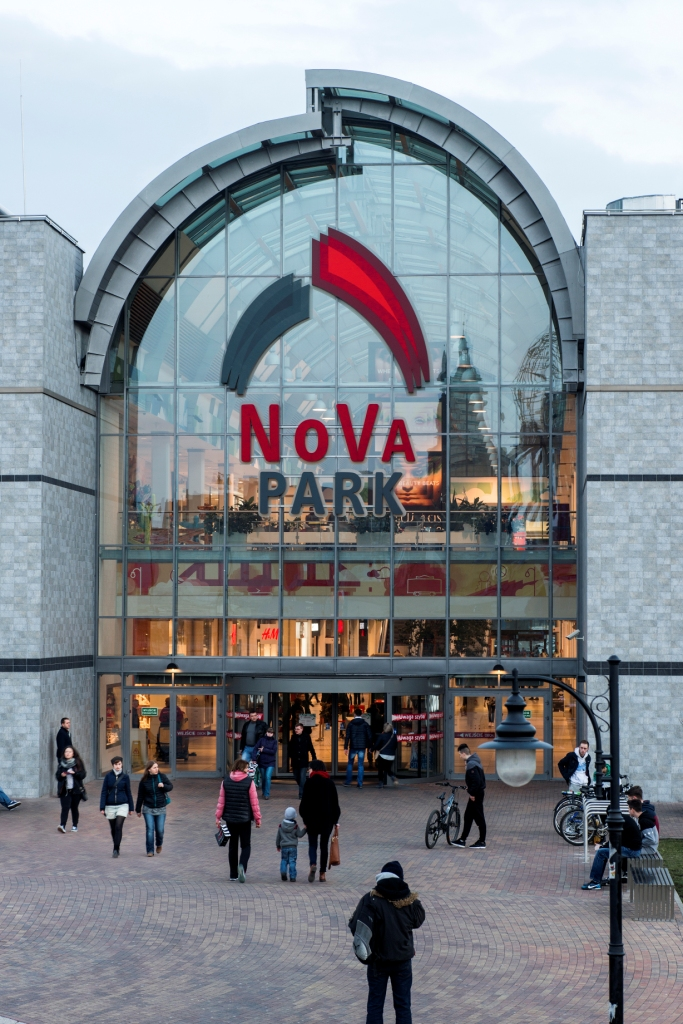
Centro Comercial NoVa Park inaugurado em 2012
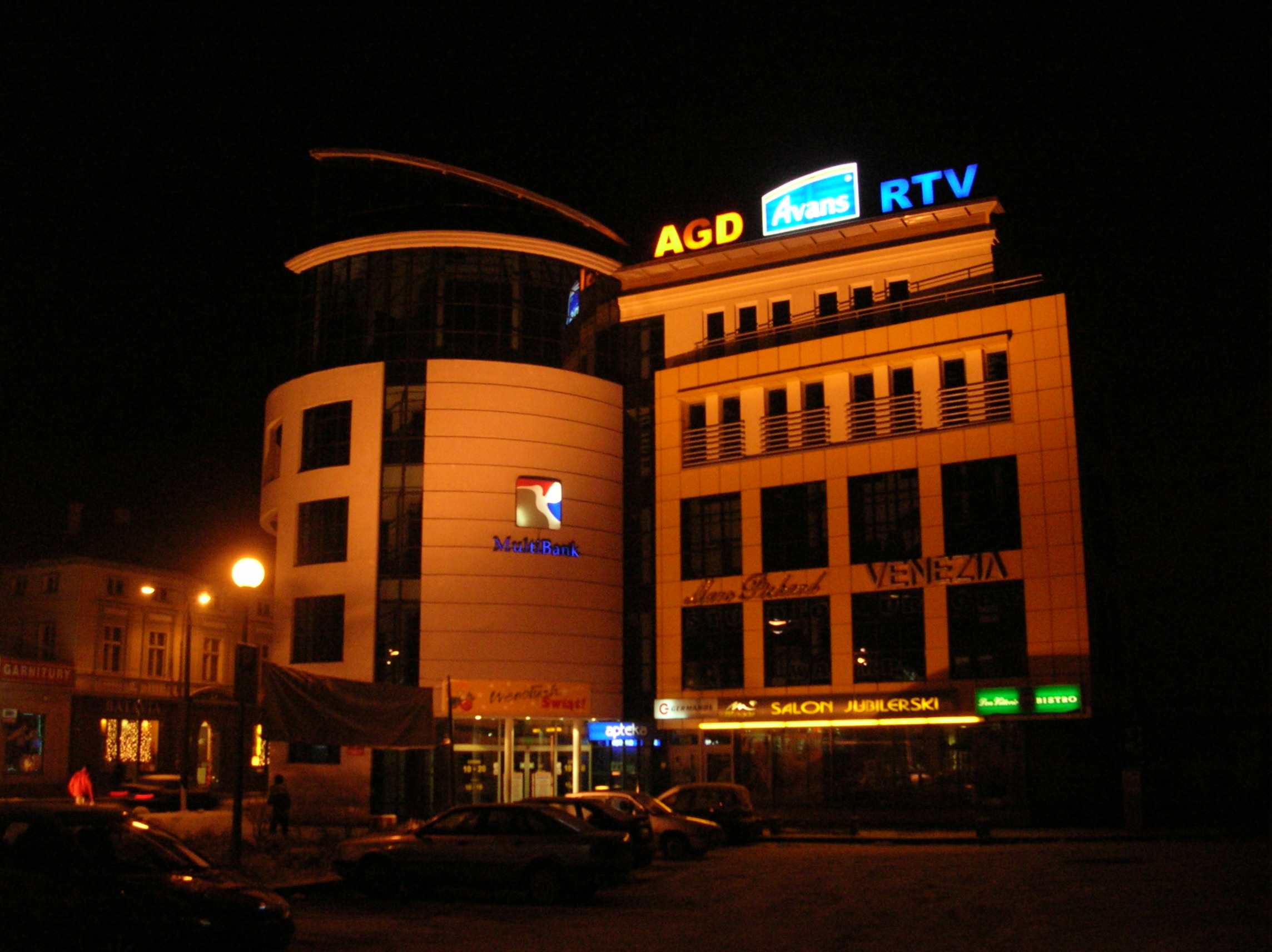
Centro Comercial “Park 111”
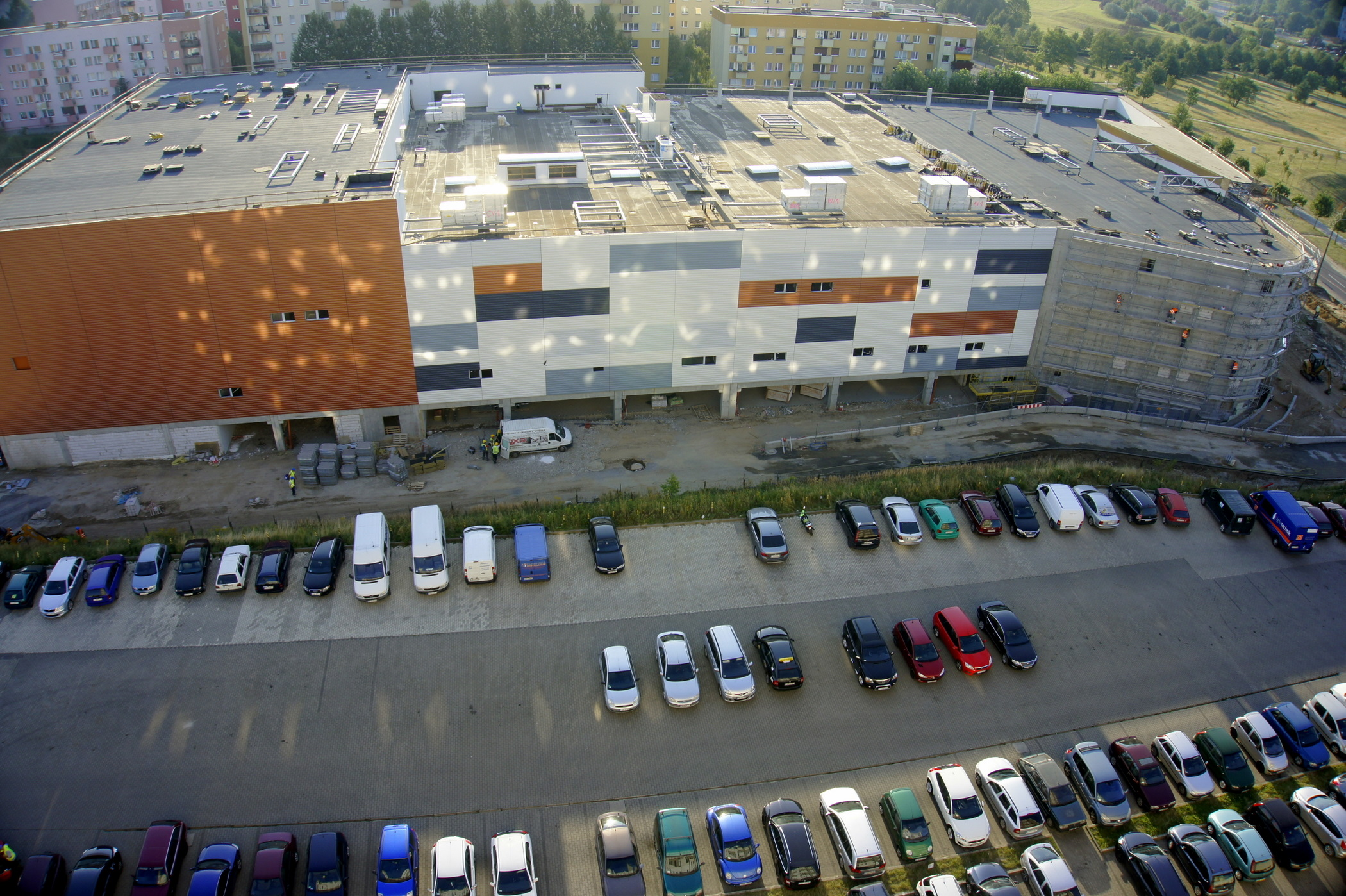
Centro Comercial “Manhattan” (atualmente “Feeria”)
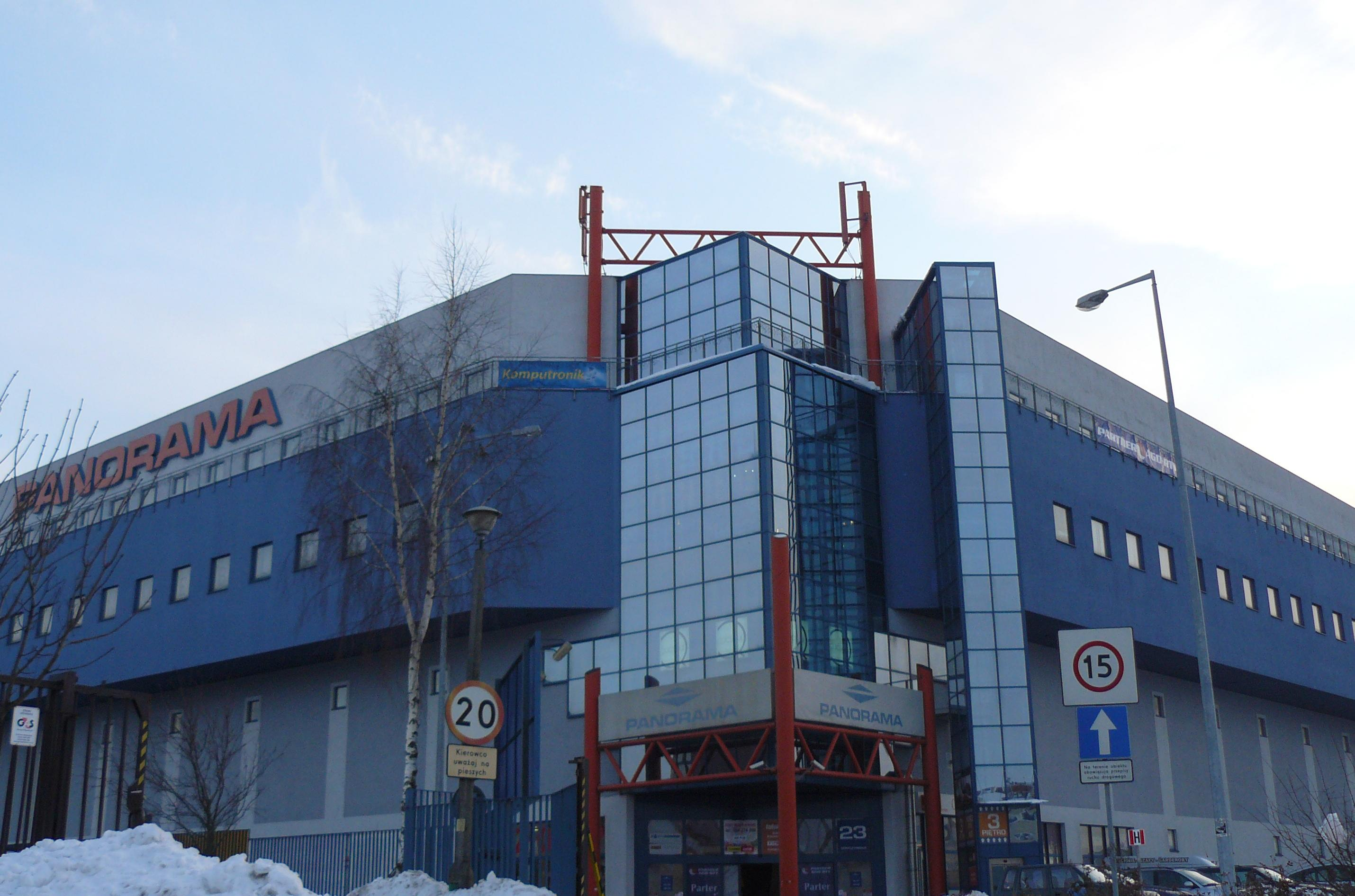
Centro Comercial “Panorama”

## Administração

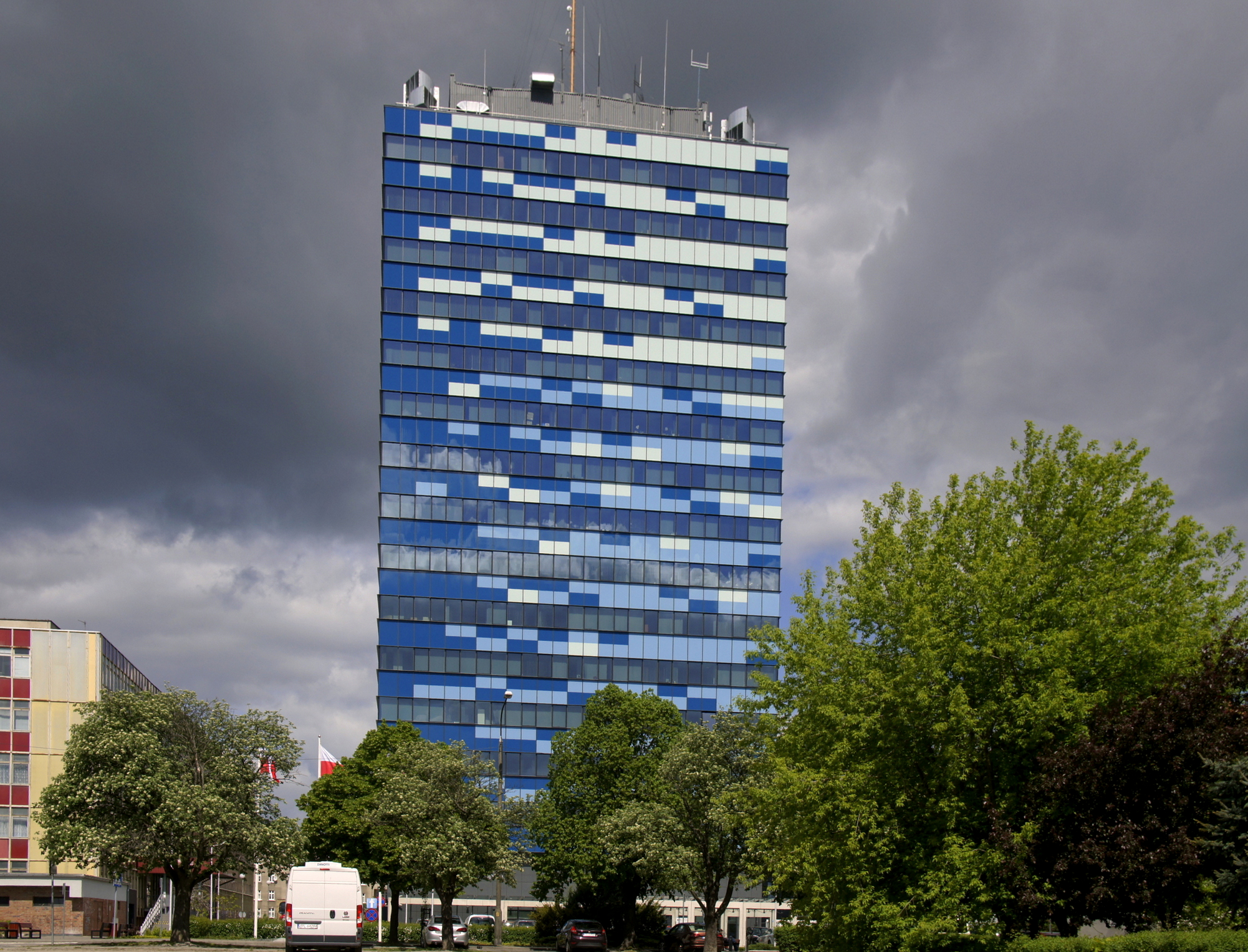
Gabinete da voivodia da Lubúsquia

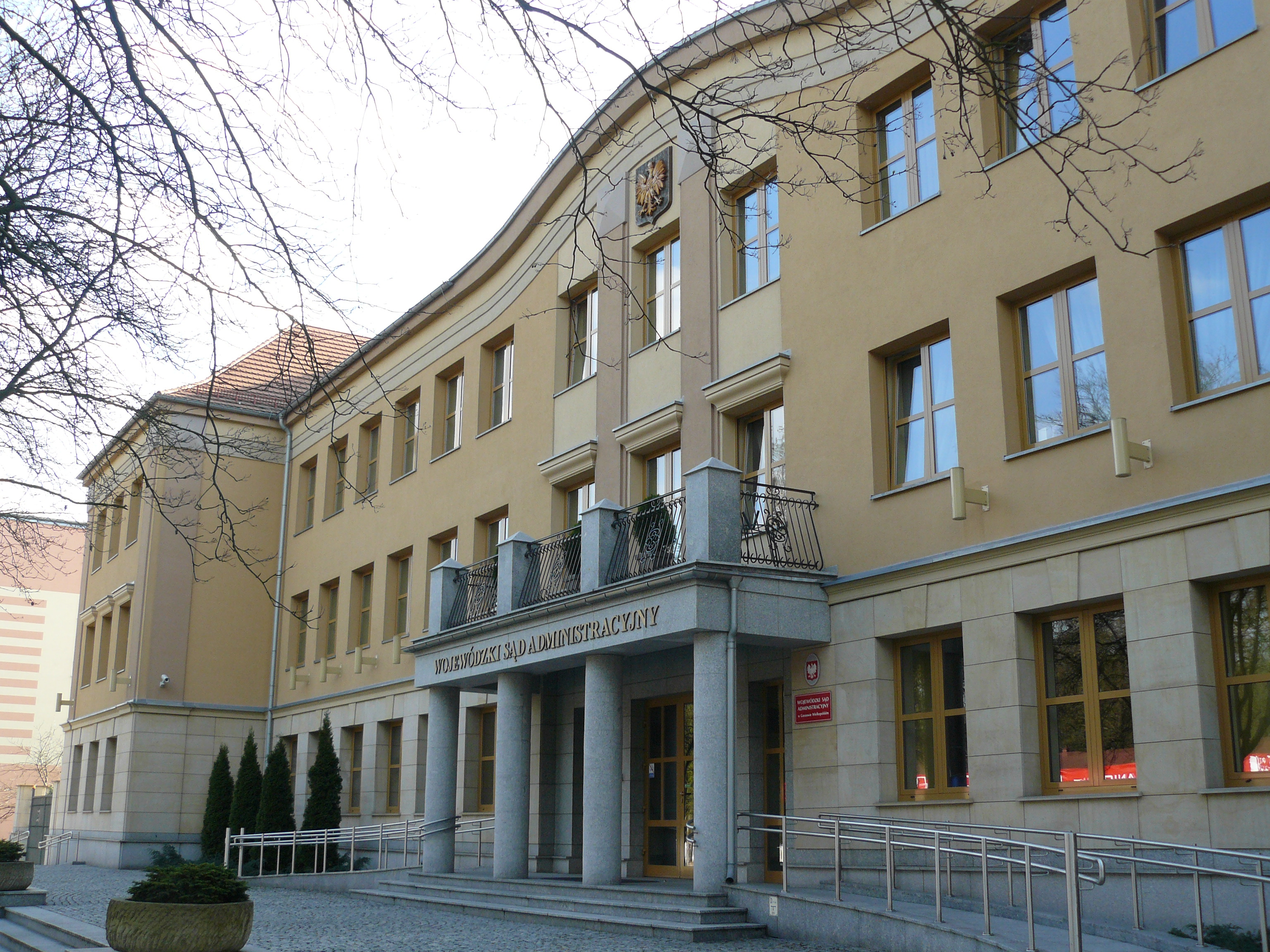
Edifício do Tribunal Administrativo da Voivodia

Gorzów Wielkopolski é membro da União das Cidades Polonesas e, desde a reforma administrativa de 1999, é o centro administrativo da parte norte da voivodia da Lubúsquia. Os escritórios de âmbito regional estão localizados lá.
A cidade é a sede do voivodia da Lubúsquia, sendo a representante da administração governamental na região. Desde 22 de dezembro de 2023, o cargo de voivoda é ocupado por Marek Cebula.
Os residentes de Gorzów Wielkopolski elegem parlamentares para o Sejm no distrito eleitoral n.º 8, um senador no distrito eleitoral n.º 21, eurodeputados no distrito eleitoral n.º 13 e conselheiros para a assembleia provincial no distrito eleitoral n.º 1.

### Governo local

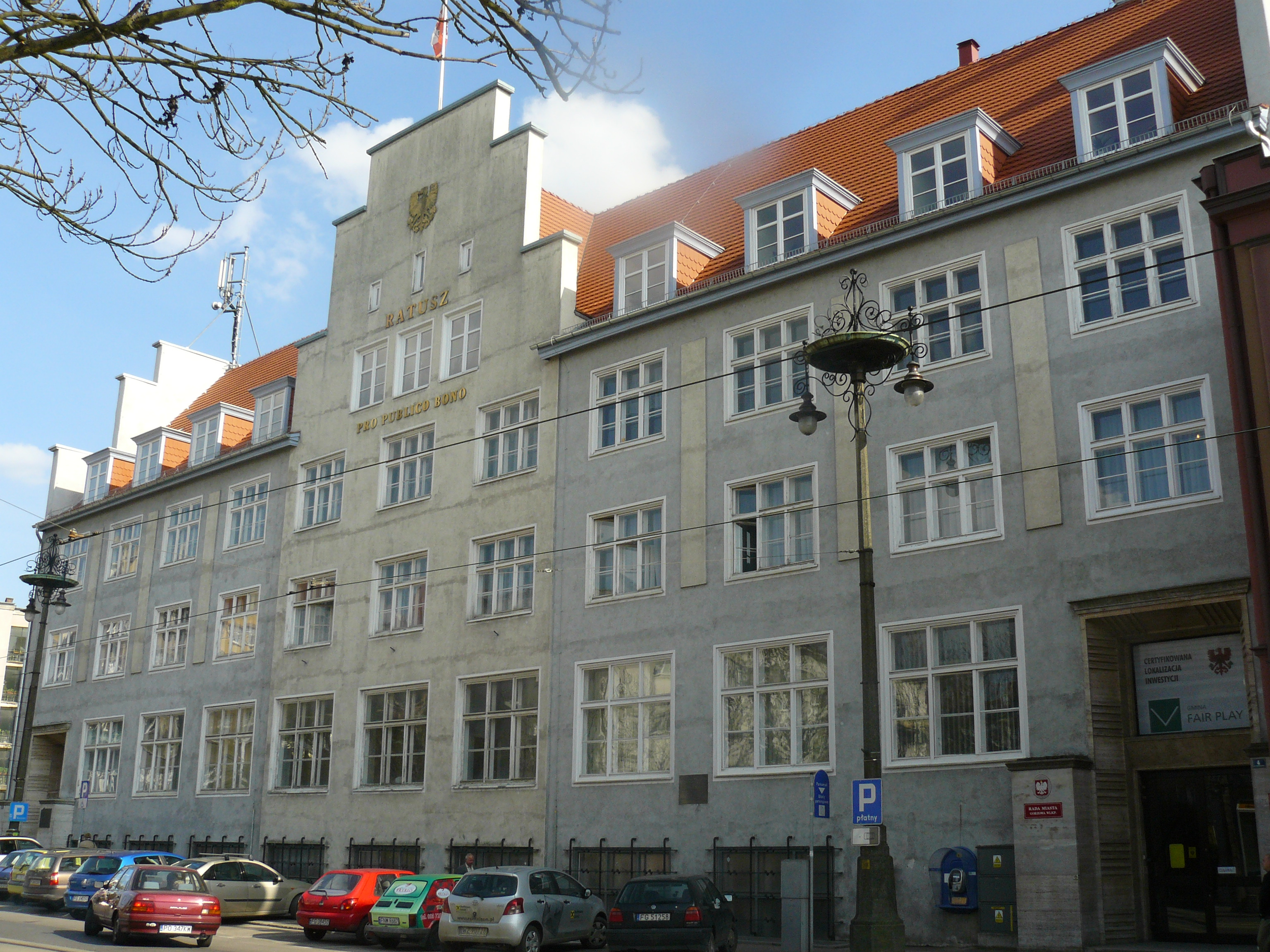
Prefeitura municipal

Gorzów Wielkopolski tem a classificação de cidade com direitos de condado. Isso significa que a comuna urbana executa as tarefas de condado. O órgão decisório do governo local é o conselho de cidade, que tem 25 conselheiros, eleitos em eleições diretas a cada cinco anos — em cinco distritos eleitorais. O trabalho do conselho é dirigido por um presidente eleito entre seus membros — atualmente Robert Surowiec — e três vice-presidentes. O órgão executivo do autogoverno é o presidente da cidade, que desde 1 de dezembro de 2014 é Jacek Wójcicki.
O conselho de cidade tem sua sede na rua Sikorskiego, 4. Composição do conselho municipal para o nono mandato (2024–2029):
| Comitê Eleitoral                   | Número de cadeiras |
| ---------------------------------- | ------------------ |
| Coalizão Cívica                    | 13                 |
| Comitê Eleitoral de Jacek Wójcicki | 6                  |
| Lei e Justiça                      | 5                  |
| Terceira Via                       | 1                  |

O conselho municipal da juventude da cidade — anteriormente em vigor entre 2003 e 2013 — foi reativado em 2019 e tem 34 conselheiros — dois de cada escola secundária de Gorzów, eleitos a cada três anos.
Em 2024, Gorzów Wielkopolski ficou em 35.º lugar em uma classificação das melhores cidades autônomas da Polônia com direitos de condado.

### Divisão administrativa
Os distritos e conjuntos habitacionais não constituem a divisão administrativa oficial e legal da cidade. Não são, segundo o art. 5 da Lei de Autonomia Comunitária de 8 de março de 1990, unidades auxiliares da comuna. Em 2015, o presidente da cidade propôs a criação formal de oito distritos.
Os nomes atuais de conjuntos habitacionais e distritos funcionam como nomes coloquiais de áreas individuais da cidade:
- Baczyna
- Chróścik
- Chwalęcice
- Górczyn
- Janice
- Karnin
- Małyszyn
- Nowy Dwór
- Piaski
- Siedlice
- Śródmieście
- Wieprzyce
- Zakanale
- Zawarcie
- Zieleniec

### Cooperação internacional
Devido à sua localização na área de fronteira, a cidade participa das estruturas da Eurorregião e é o maior centro da Eurorregião Pro Europa Viadrina. Além disso, Gorzów Wielkopolski mantém contatos com muitas outras cidades além da fronteira polonesa, incluindo: a italiana Monopoli, a alemã Potsdam e a americana Hazleton.

## Transporte

### Transporte público

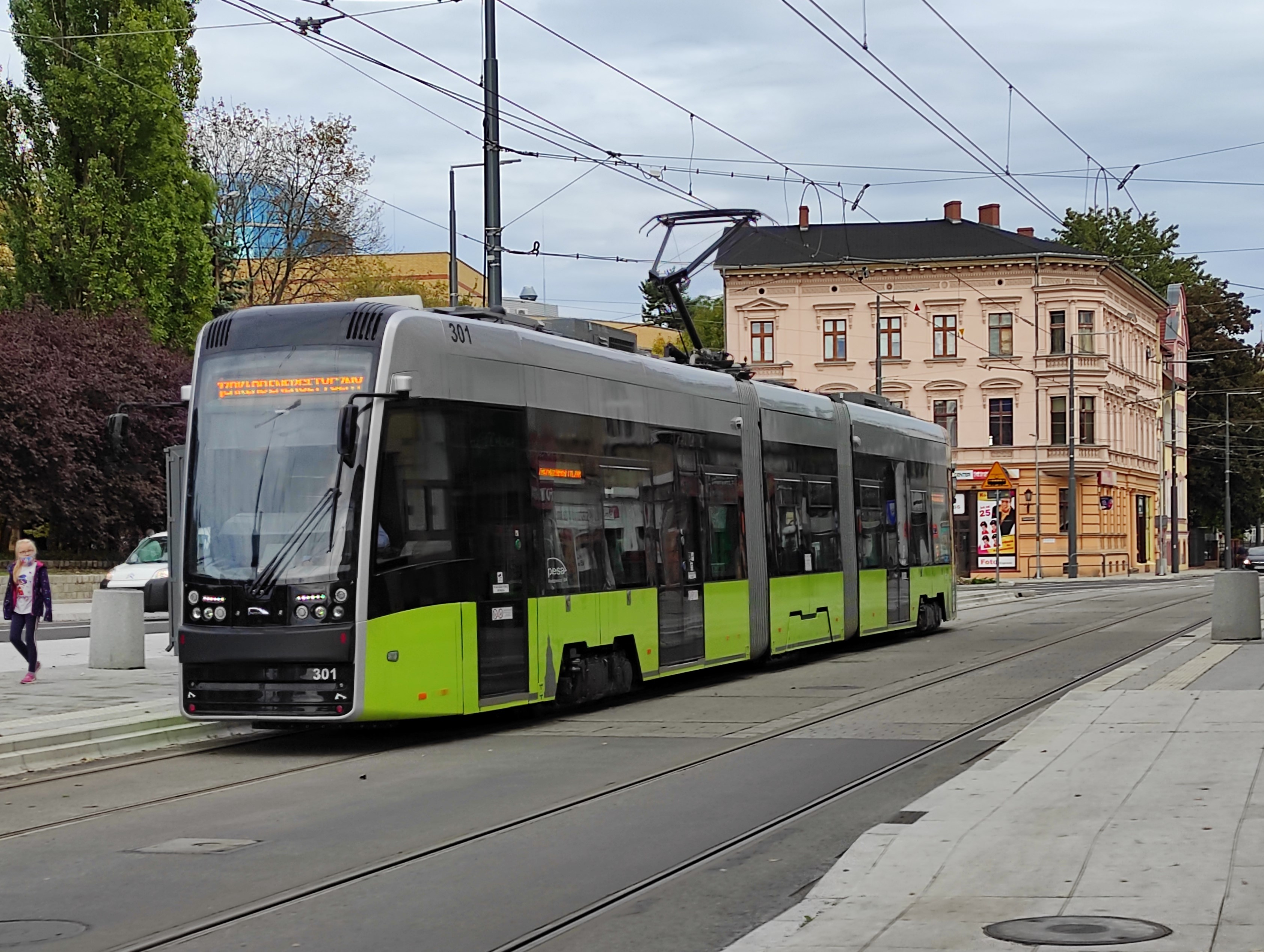
Bonde Pesa Twist 2015N na linha de bonde n.º 1

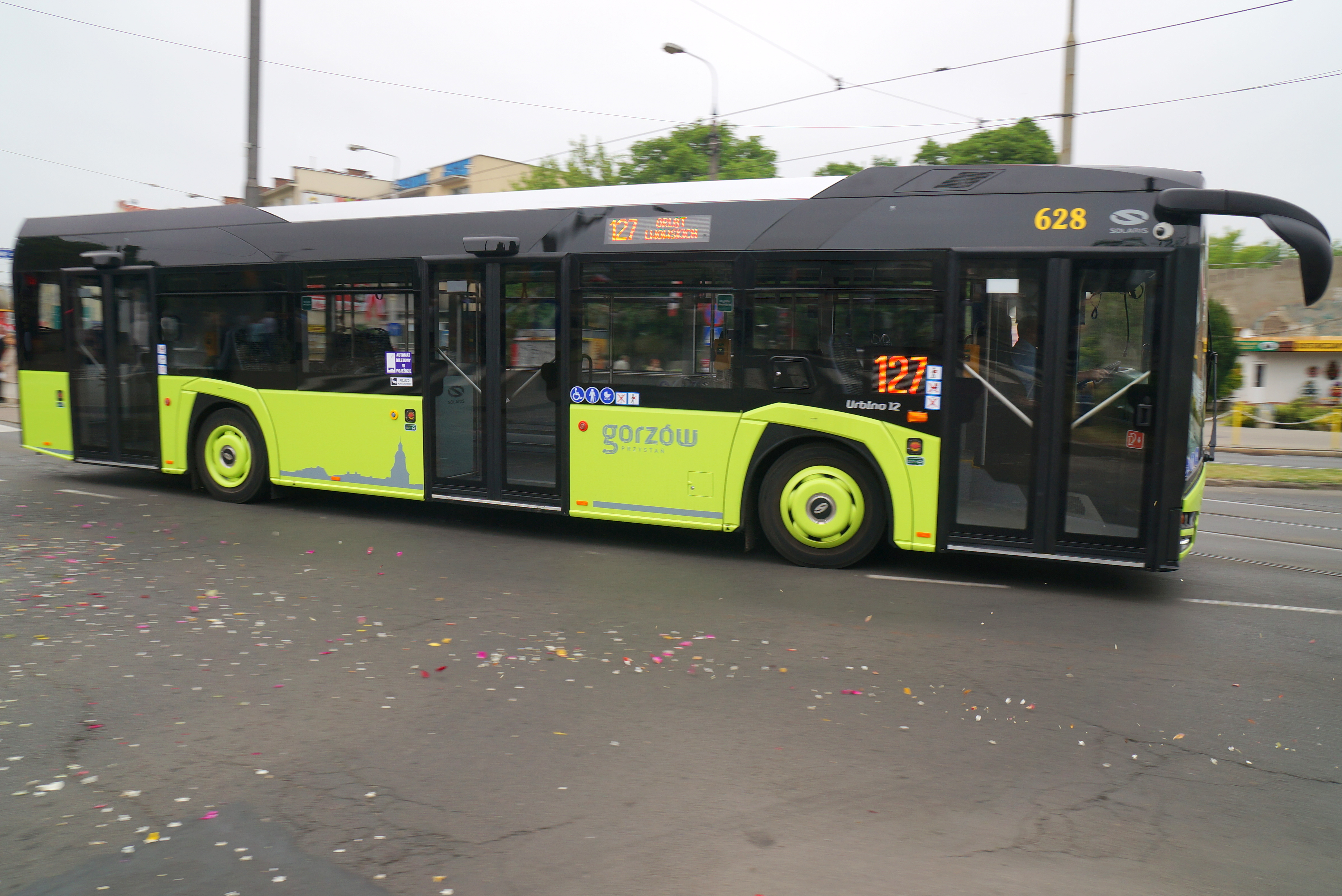
Ônibus Solaris Urbino 12

O transporte público é servido por ônibus que operam em 35 linhas diurnas e 3 linhas noturnas, e bondes que operam em 4 linhas. O transporte é fornecido em nome do Departamento de Transporte Público da Secretaria Municipal de Gorzów Wielkopolski pelo Departamento Municipal de Transportes (MZK).
Todos os ônibus do MZK são veículos de piso baixo, principalmente Solaris Urbino 12 e MAN NL 2x2. Em 2011, foram comprados 11 novos ônibus MAN Lion's City NL283 e, em 2014, seis ônibus usados MAN Lion's City LL NL313-15 de 15 metros foram comprados. Em 2014, também foi planejada a substituição de bondes obsoletos, que tinham até 50 anos, por material rodante novo, o que também ocorreu.
O transporte público opera na cidade, bem como nas comunas vizinhas, e também leva as pessoas a praias de banho selecionadas no verão. Desde 2011, todos os ônibus e bondes são equipados com máquinas de venda automática de passagens. Uma dúzia de ônibus de piso baixo também foi comprada, e o Departamento também instalou novos abrigos de ônibus. Em fevereiro de 2013, o transporte público era servido por 36 linhas de ônibus diurnas, quatro linhas de bonde e cinco linhas de ônibus noturnas.
Em 2022, o transporte público foi usado por 63 980 passageiros em média um dia de semana médio, 32 849 passageiros no sábado e uma média de 21 923 pessoas no domingo. Em uma base mensal, 1 584 591 passageiros usaram a Empresa Municipal de Transporte, em comparação com 1 903 909 em 2014, uma redução de 16,8% em oito anos. 29,8% dos passageiros viajaram com bilhetes únicos, 29% tinham um bilhete de temporada, 1,1% compraram passes e 0,1% compraram bilhetes diários. 32% tinham direito a viagens gratuitas (esse grupo incluía refugiados de guerra da Ucrânia na época da pesquisa) e 8,1% dos passageiros viajaram sem bilhete, privando a cidade de uma receita de 800.000-900.000 PLN. Em 2021, o valor das vendas de passagens atingiu 10,723 milhões de PLN. As linhas mais populares na primavera de 2022 foram a 1 (bonde; 17,7% de todos os passageiros), 124 (12,1% dos passageiros), 104 (10,3% dos passageiros), 126 (9,9% dos passageiros), 101 (9,0% dos passageiros) e 125 (6,9% dos passageiros), e a linha menos popular, com uma corrida por dia, foi a linha 127, usada por 743 passageiros durante um mês, contra 192 139 na linha 124.
A partir de 2026, o transporte público será gratuito para os residentes.

### Transporte rodoviário

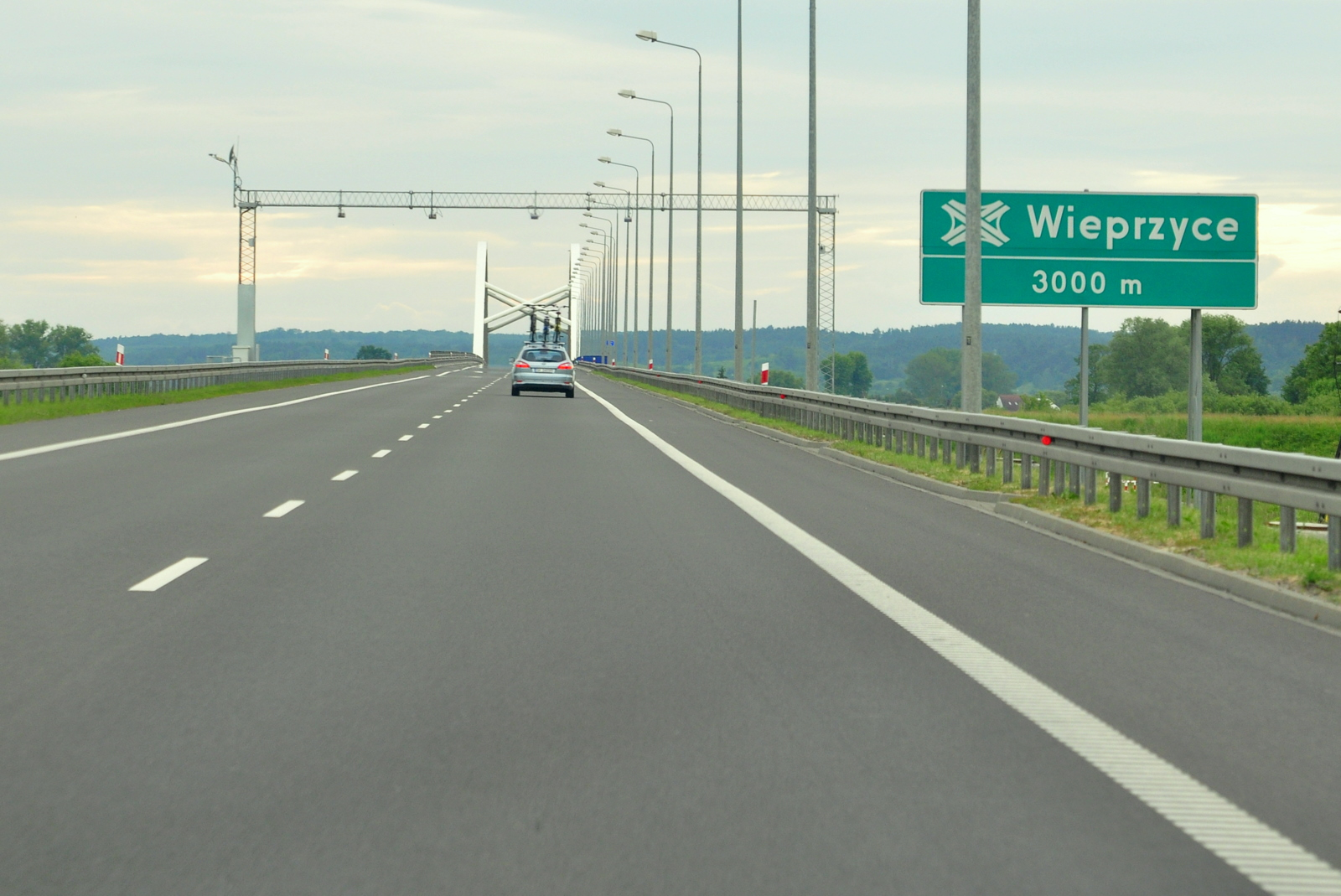
Desvio oeste da cidade, localizado ao longo da via expressa S3

Gorzów Wielkopolski está localizado no segundo corredor de transporte pan-europeu que vai do oeste ao leste do país. Além disso, duas estradas nacionais e cinco estradas provinciais atravessam a cidade.
Lista de estradas:
- Via expressa S3 E65, parte da qual constitui o desvio oeste da cidade
- Estrada nacional n.º 22 (Kostrzyn nad Odrą — Gorzów Wielkopolski — Człopa — Wałcz — Elbląg — Grzechotki)
- Estrada provincial n.º 119 para Gorzów Wielkopolski — Renice — Lipiany — Pyrzyce — Szczecin)
- Estrada provincial n.º 130 para Dębno
- Estrada provincial n.º 132 para Kostrzyn nad Odrą
- Estrada provincial n.º 151 Gorzów Wielkopolski — Barlinek — Choszczno — Świdwin
- Estrada provincial n.º 158 para Drezdenko

### Transporte ferroviário

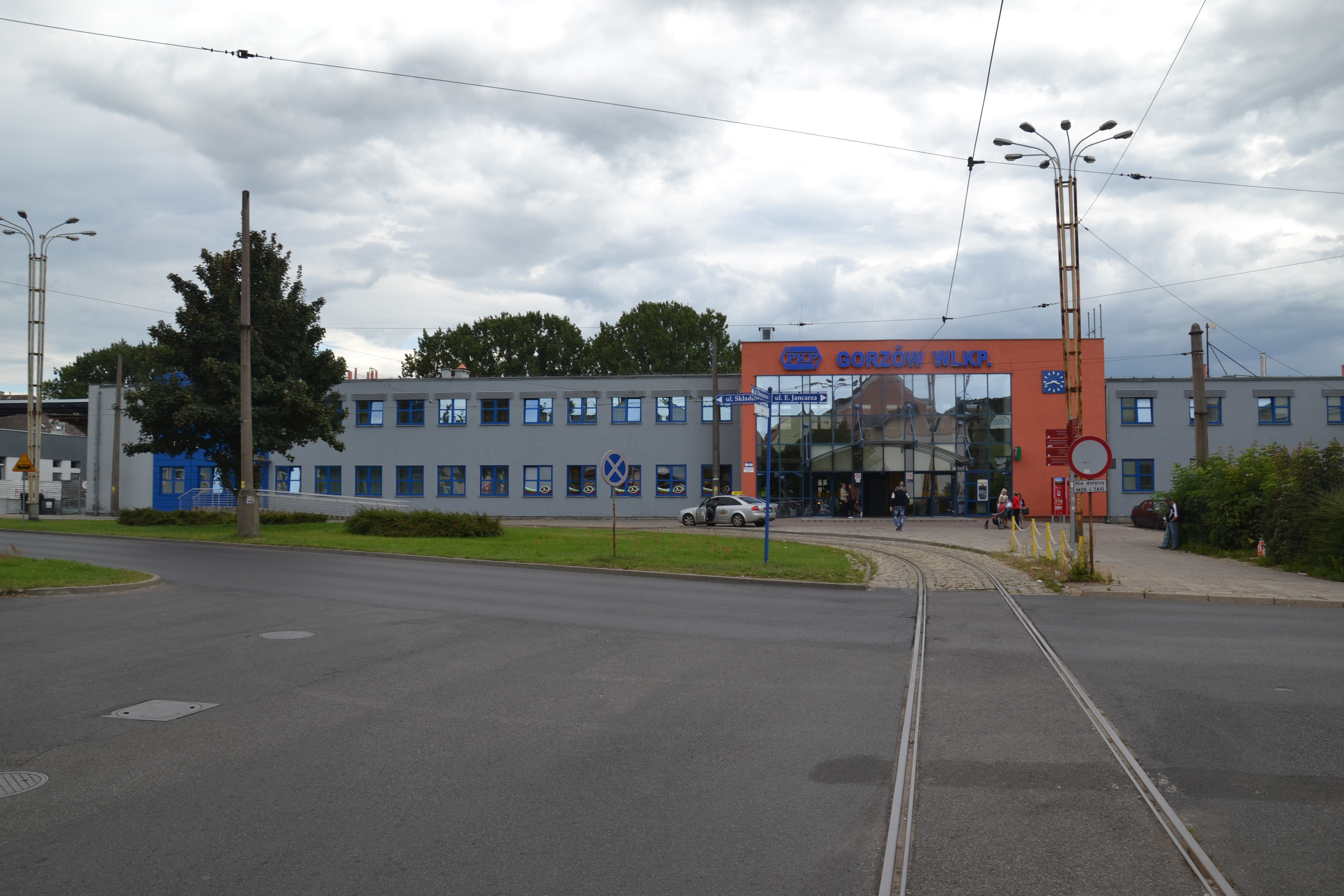
Estação ferroviária na rua Dworcowa

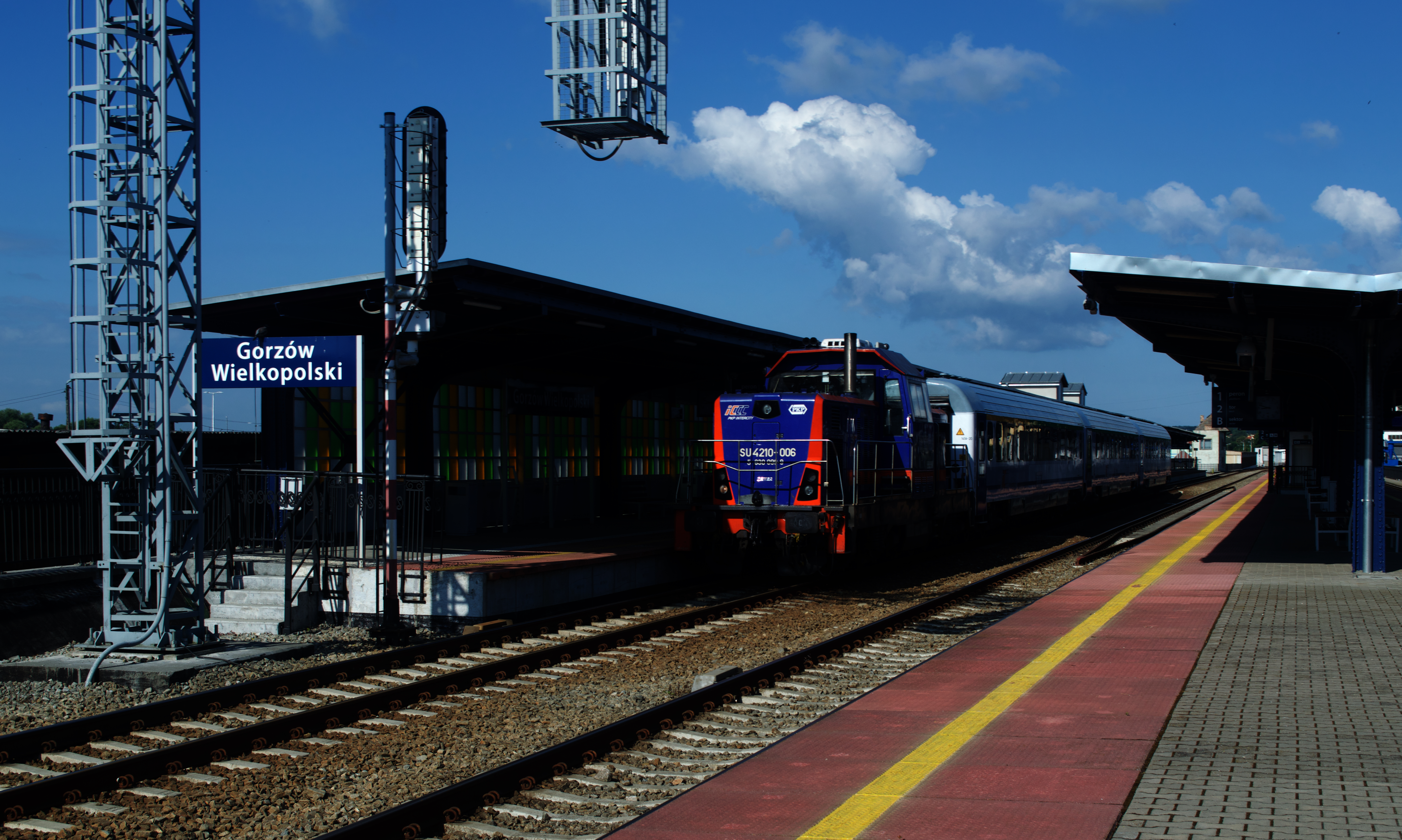
Plataformas 2 e 3 da estação ferroviária principal de Gorzów na linha n.º 203

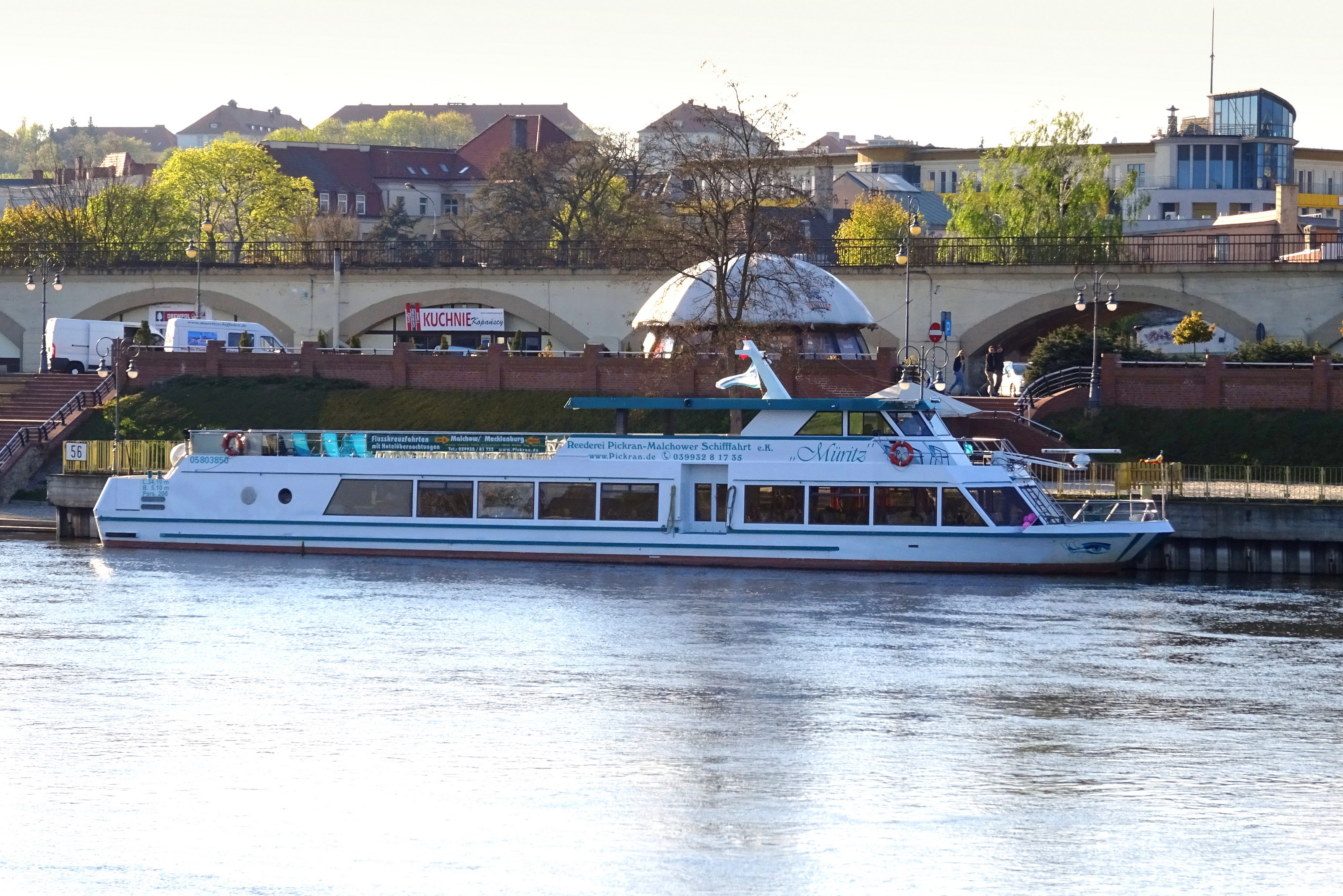
Navio da Weiße Flotte alemã atracado no Boulevard do rio Varta

A cidade ganhou sua primeira ligação ferroviária em 12 de outubro de 1857, graças ao lançamento de uma linha de via única de 102,4 km no trajeto: Krzyż Wielkopolski — Gorzów Wielkopolski — Kostrzyn nad Odrą. Outra conexão construída em 1885-1896 foi uma linha de via única de 67,6 km na rota: Dąbrówka Wielkopolska — Gorzów Wielkopolski.
Atualmente, existem duas linhas ferroviárias ativas que atravessam a cidade:
- Linha ferroviária n.º 203 em direção a Kostrzyn nad Odrą e Krzyż Wielkopolski, que, graças à estação de junção, conecta a cidade com Szczecin e Poznań, e a estação Kostrzyn − com Berlim,
- Linha ferroviária n.º 367 em direção a Zbąszynek, que, graças à estação ferroviária local, liga Gorzów Wielkopolski a Zielona Góra.

Na cidade também há a linha ferroviária n.º 415 em direção a Myślibórz. Atualmente, nos documentos do PKP PLK ela está excluída do cadastro. Em 2020, surgiu a ideia de reativar esta linha no âmbito do programa Kolej+. A reativação desta linha acabou por não ser bem sucedida, pois nenhum dos governos locais decidiu co-financiar este investimento. No entanto, está previsto o lançamento de um pequeno trecho desta linha até a zona industrial da cidade e a criação de uma paragem na “Gorzów Strefa Ekonomiczna”.
Gorzów Wielkopolski é a maior cidade da Polônia sem acesso a uma linha ferroviária eletrificada. As seguintes estações e paradas de passageiros estão localizadas na cidade:
- Gorzów Wielkopolski
- Gorzów Wielkopolski Karnin
- Gorzów Wielkopolski Wieprzyce
- Gorzów Wielkopolski Zamoście
- Gorzów Wielkopolski Zieleniec
- Gorzów Wielkopolski Wschodni
- Gorzów Wielkopolski Chróścik na linha férrea desativada em direção a Myślibórz.

### Transporte fluvial
Em Gorzów Wielkopolski, na rota da hidrovia internacional E70, há um porto fluvial — Porto de Gorzów, um porto de iates — Marina de Gorzów e um porto de esportes aquáticos. A cidade também tem um estaleiro fluvial e a associação de aquaviários de Gorzów “Kuna”, que cuida do quebra-gelo histórico “Kuna” (de mesmo nome) e restaura o rebocador “Kormoran”.

## Segurança pública

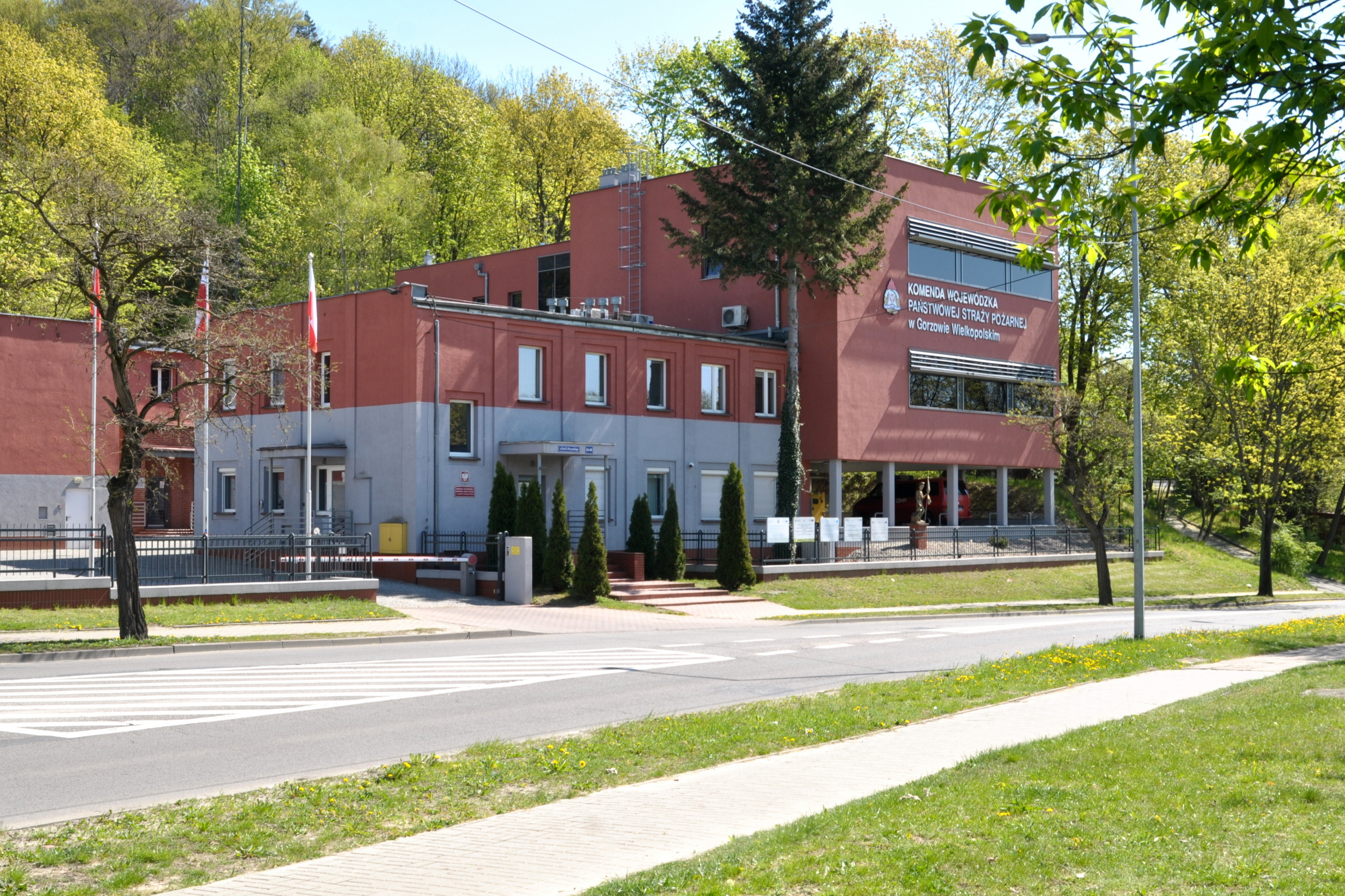
Edifício da sede provincial do Corpo de Bombeiros do Estado

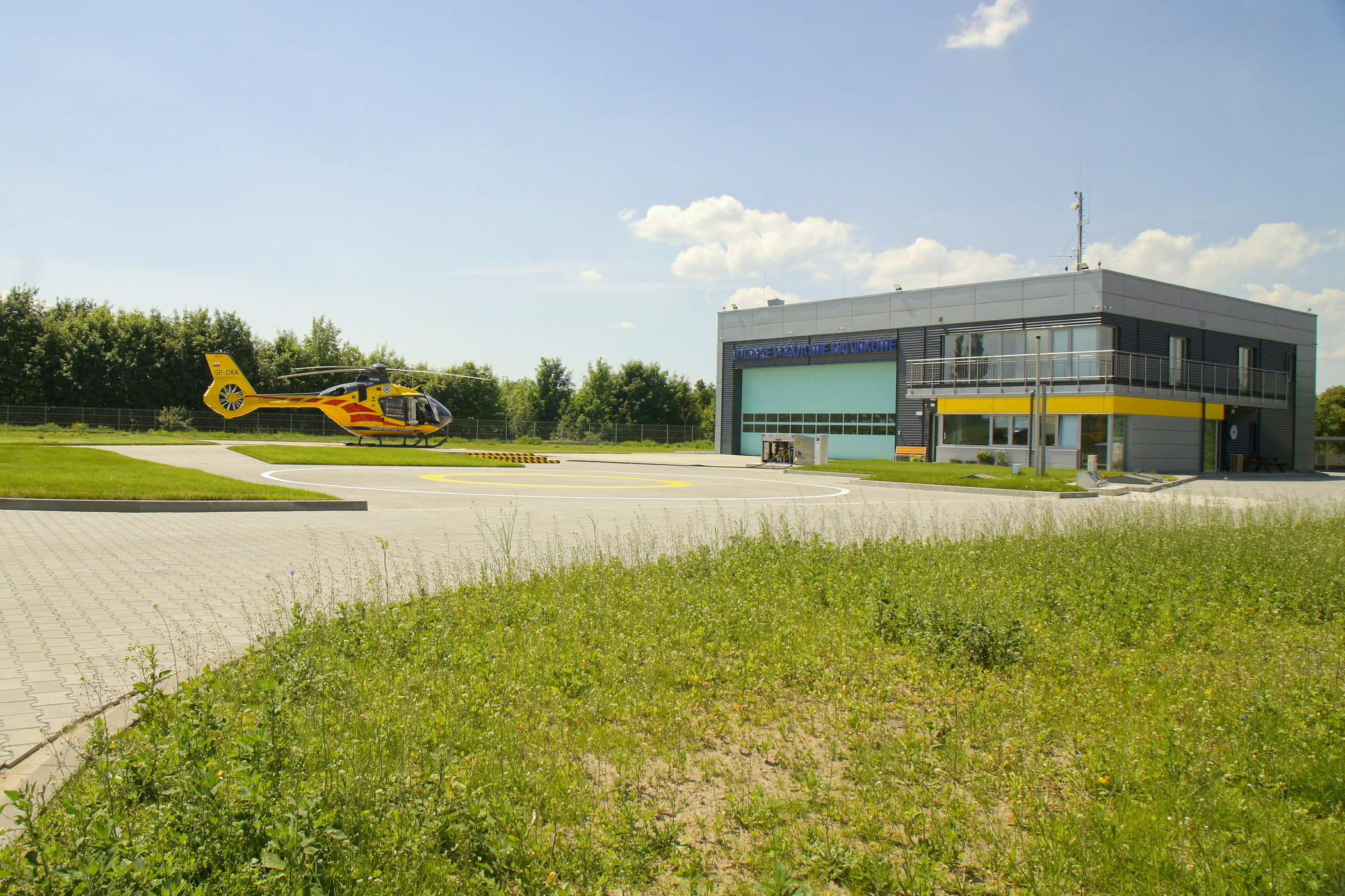
Base de resgate aéreo

Há um centro de notificação de emergência em Gorzów Wielkopolski, que atende às chamadas de emergência direcionadas aos números de telefone de emergência: 112, 997, 998 i 999.
A principal instituição de segurança e ordem pública na cidade é a Delegacia de Polícia da Cidade, para a qual estão designadas duas delegacias de polícia. A área de cada delegacia de polícia é dividida em distritos, para os quais é designado um oficial distrital. Gorzów Wielkopolski abriga 19 departamentos da sede da polícia da voivodia, um laboratório forense e o Estado-Maior da polícia da Lubúsquia.
Gorzów Wielkopolski está localizada em uma zona de fronteira coberta pelo posto da Guarda de Fronteira em Gorzów Wielkopolski.
A cidade é a sede do quartel-general provincial do Corpo de Bombeiros Estatal e está dividida nas áreas de operação de duas unidades de resgate e combate a incêndios, que fazem parte do quartel-general municipal do Corpo de Bombeiros Estatal.
Gorzów Wielkopolski tem um corpo de bombeiros municipal, organizado em uma unidade que abrange 5 distritos. Sua principal tarefa é proteger a paz e a ordem em locais públicos.
Uma pista de pouso para o helicóptero do Serviço de Resgate Aéreo está localizada no Hospital Regional Multiespecializado. Sua construção começou em 2013 e colocado em operação um ano depois.
A cidade abrigava uma guarnição do exército prussiano — quatro esquadrões estavam estacionados lá em 1783. Após o surgimento do Reich alemão, a guarnição passou a abrigar: 54.º Regimento de Artilharia de Campo e, em seguida, 50.º Regimento de Infantaria. Atualmente, depois que as duas unidades da cidade foram dissolvidas em 1999, as instituições militares restantes da cidade foram designadas para Garnizon Skwierzyna, incluindo Centro de Recrutamento Militar em Gorzów Wielkopolski e Clínica Médica Especializada Militar.
Está planejado o restabelecimento da guarnição de Gorzów com a formação de unidades militares na 17.ª Brigada Mecanizada da Grande Polônia e da 12.ª Brigada de Defesa Territorial da Grande Polônia.

## Educação

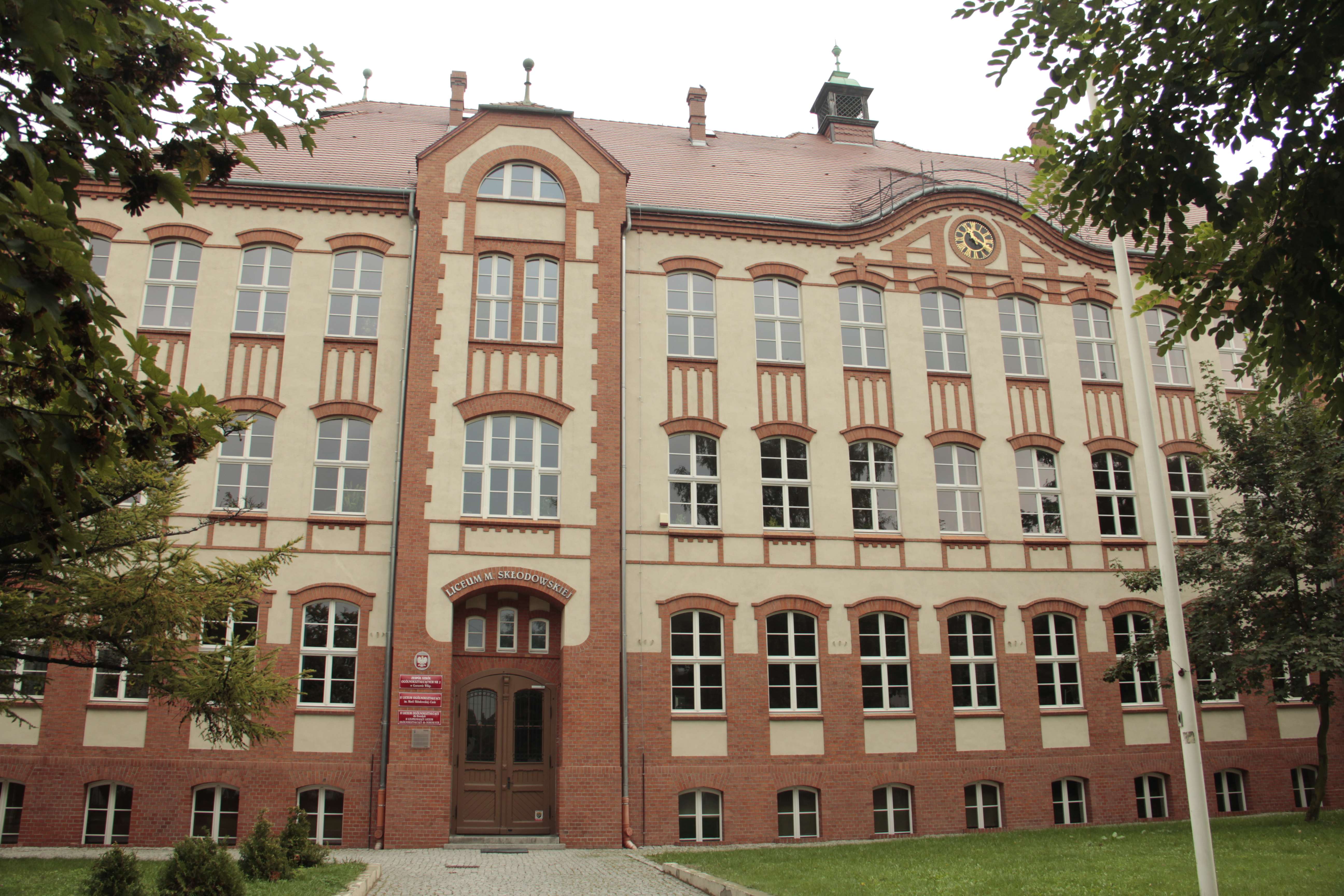
Edifício da Escola Secundária M. Skłodowska-Curie

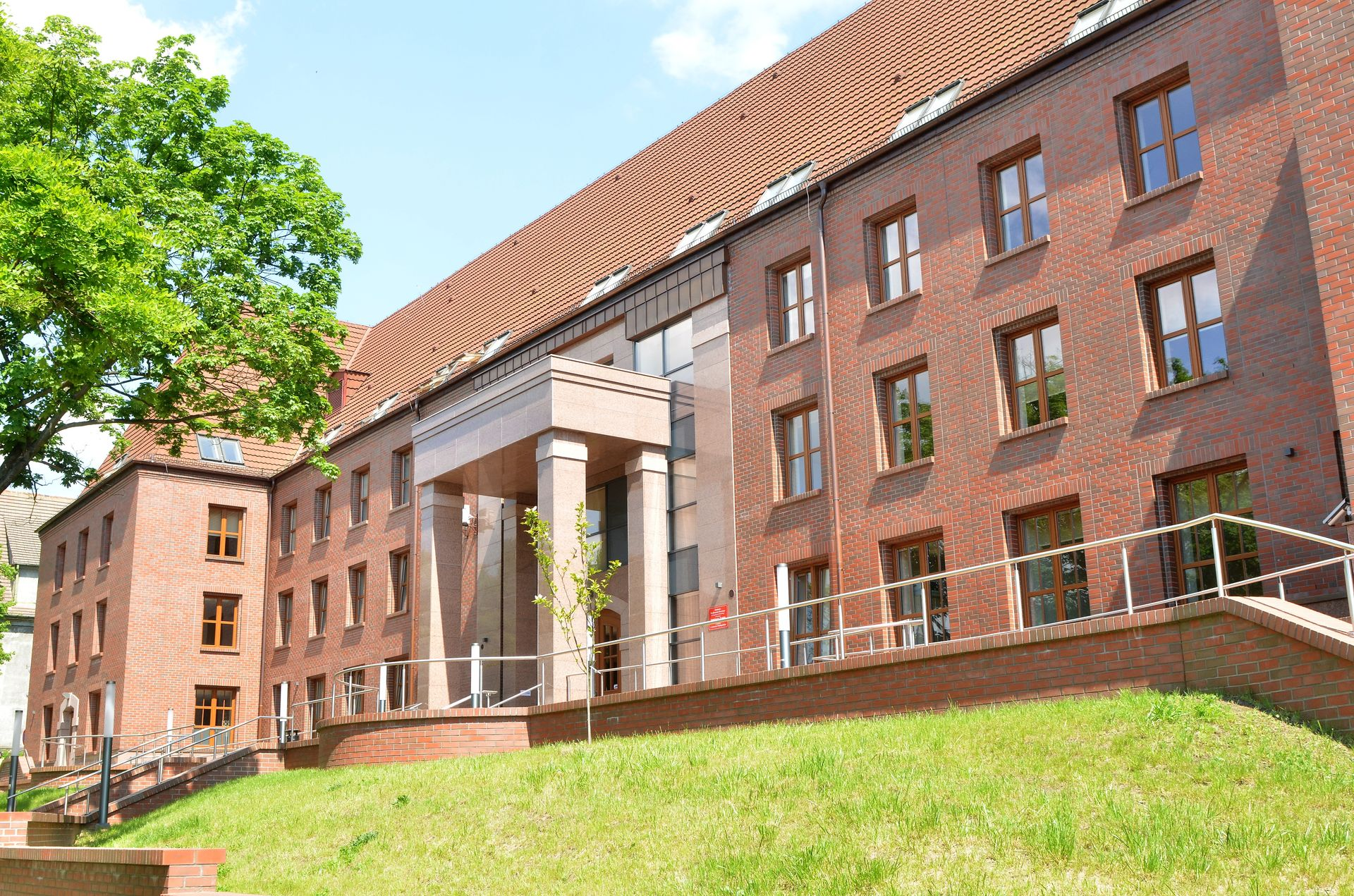
Prédio da Academia de Educação Física

Gorzów Wielkopolski é a autoridade administrativa de 50 instituições educacionais públicas: 20 escolas primárias, 28 escolas secundárias — incluindo 9 escolas secundárias gerais, 8 escolas técnicas, 3 escolas de arte e 8 escolas de comércio (primeiro e segundo graus), e 2 escolas pós-secundárias.
Há duas instituições que supervisionam e apoiam a educação na área da voivodia: Superintendente de Educação da Lubúsquia, na rua Jagiellończyka, 10, e Centro Metodológico Provincial, na rua Łokietka, 23.
Em 2024, Gorzów Wielkopolski ficou em 10.º lugar em termos de nível de educação em cidades com direitos de condado na Polônia.
A cidade é um centro em desenvolvimento de ensino superior no oeste da Polônia. A primeira universidade em Gorzów Wielkopolski foi o Seminário Teológico Superior, fundado em 1947, transferido para Paradyż em 1961. Atualmente, há 3 universidades na cidade — 2 públicas e uma particular:
- Academia James de Paradyż, fundada em 1998 e transformada em uma universidade acadêmica em 2016,
- Faculdade de Cultura Física, filial da Academia de Educação Física de Poznań, fundada em 1971.
- Universidade de Negócios, fundada em 1997.

### Centro de Educação Profissional e Empresarial
Em 2016, foi lançada em Gorzów Wielkopolski o programa "Profissionais em Gorzów Wielkopolski". Um de seus principais elementos foi a construção do Centro de Educação Profissional e Empresarial, que começou em fevereiro de 2020, nas instalações pós-hospitalares na rua Warszawska. A instalação começou a funcionar em 2023. Duas escolas técnicas, duas escolas de comércio secundário inferior e uma superior, uma escola pós-secundária e um Centro de Treinamento Vocacional têm sua sede lá.

## Cultura e arte

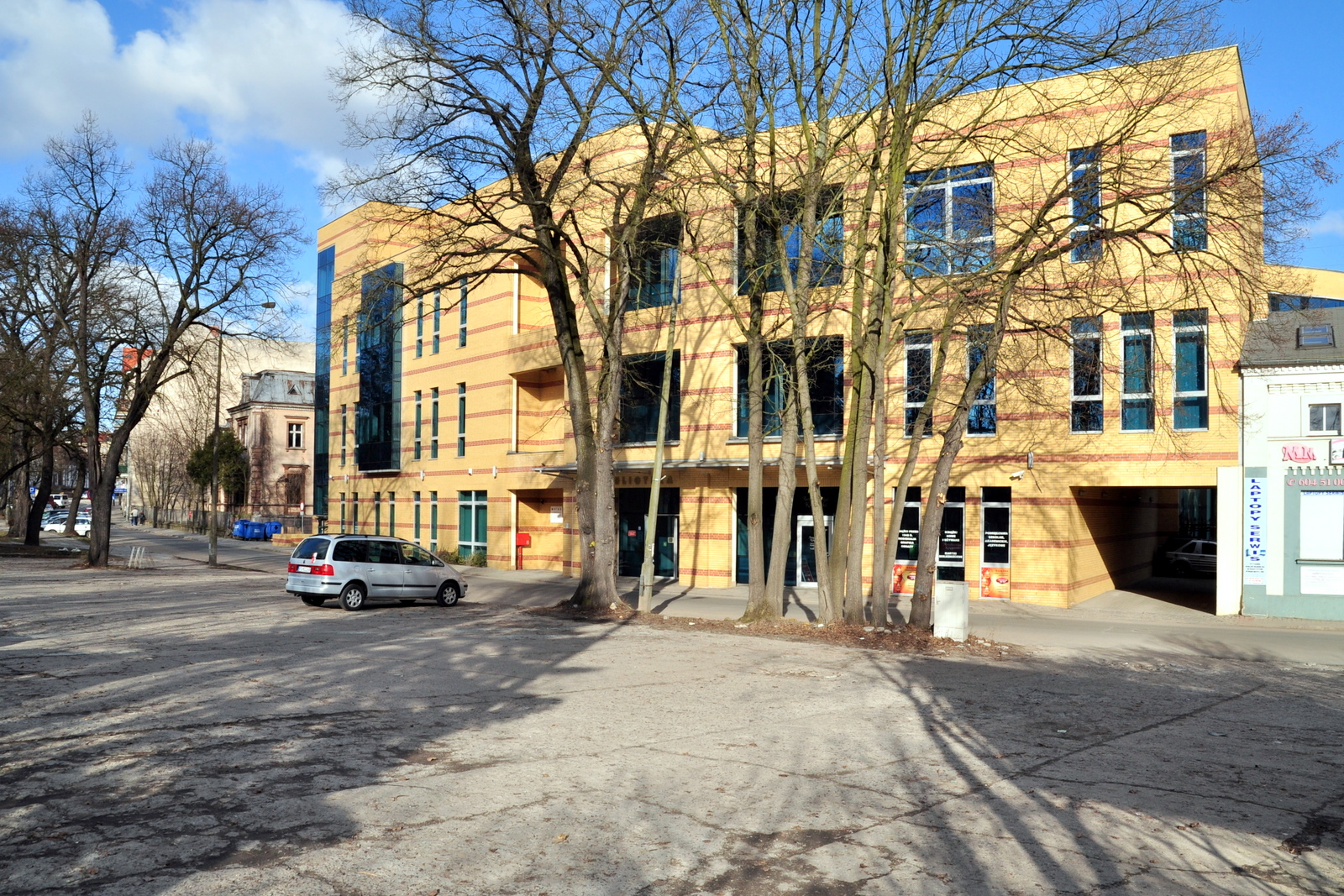
Biblioteca Pública Municipal e da Voivodia Zbigniew Herbert

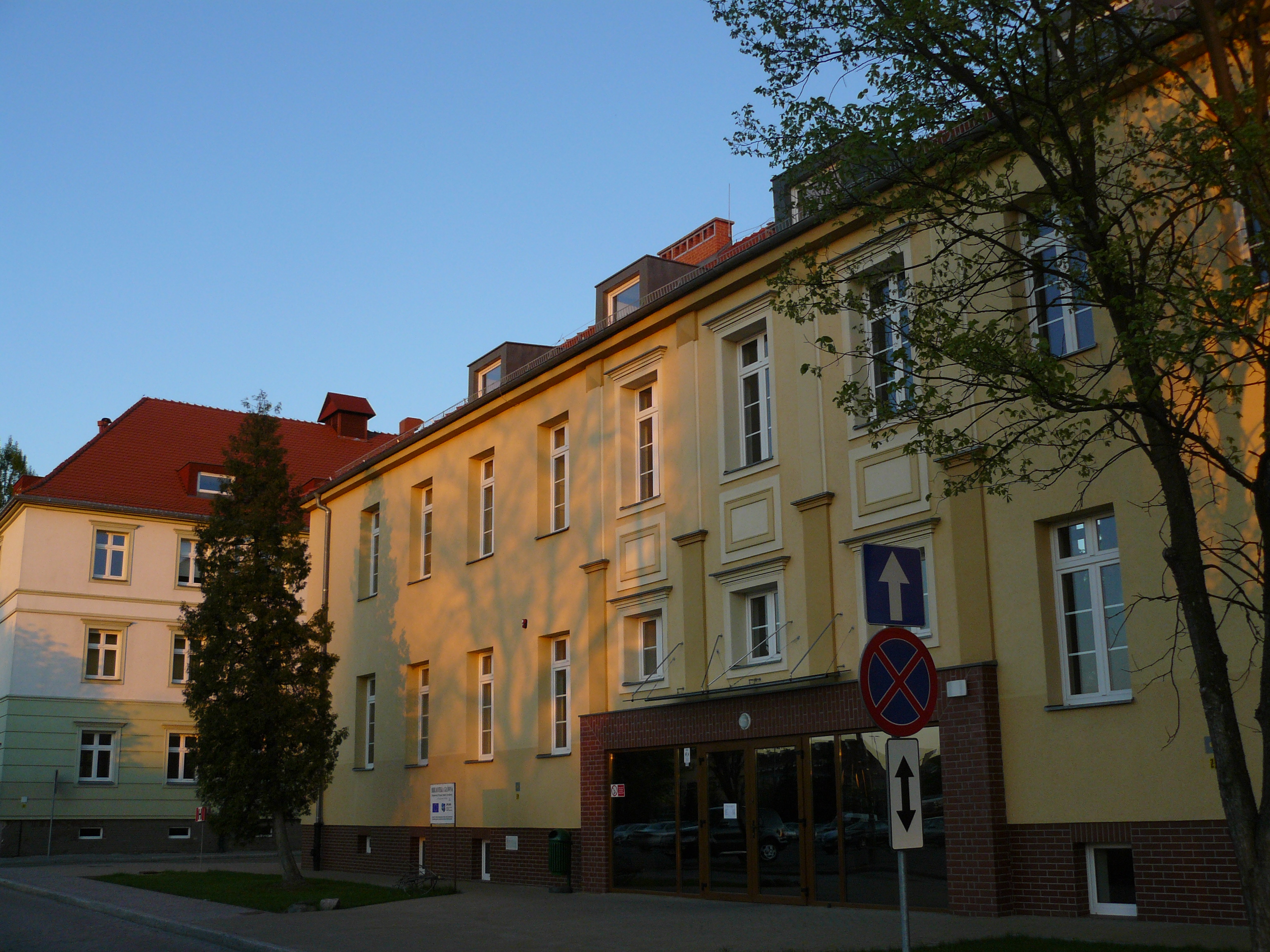
Biblioteca Principal da Academia Jakub de Paradyż

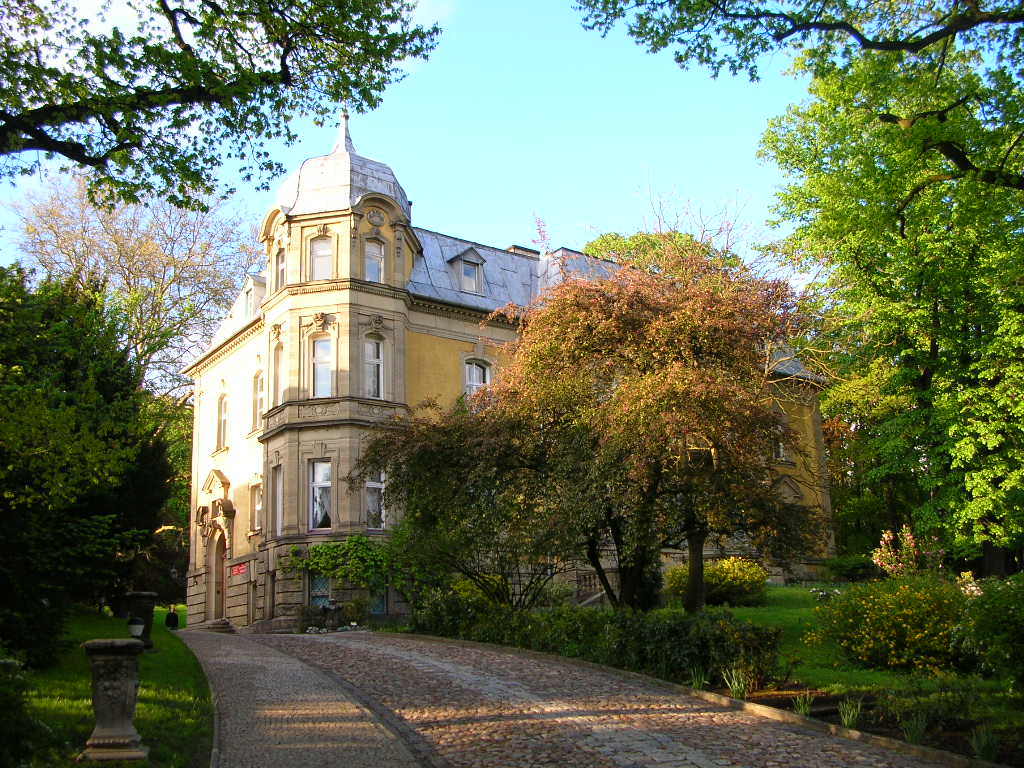
Museu da Lubúsquia Jan Deker

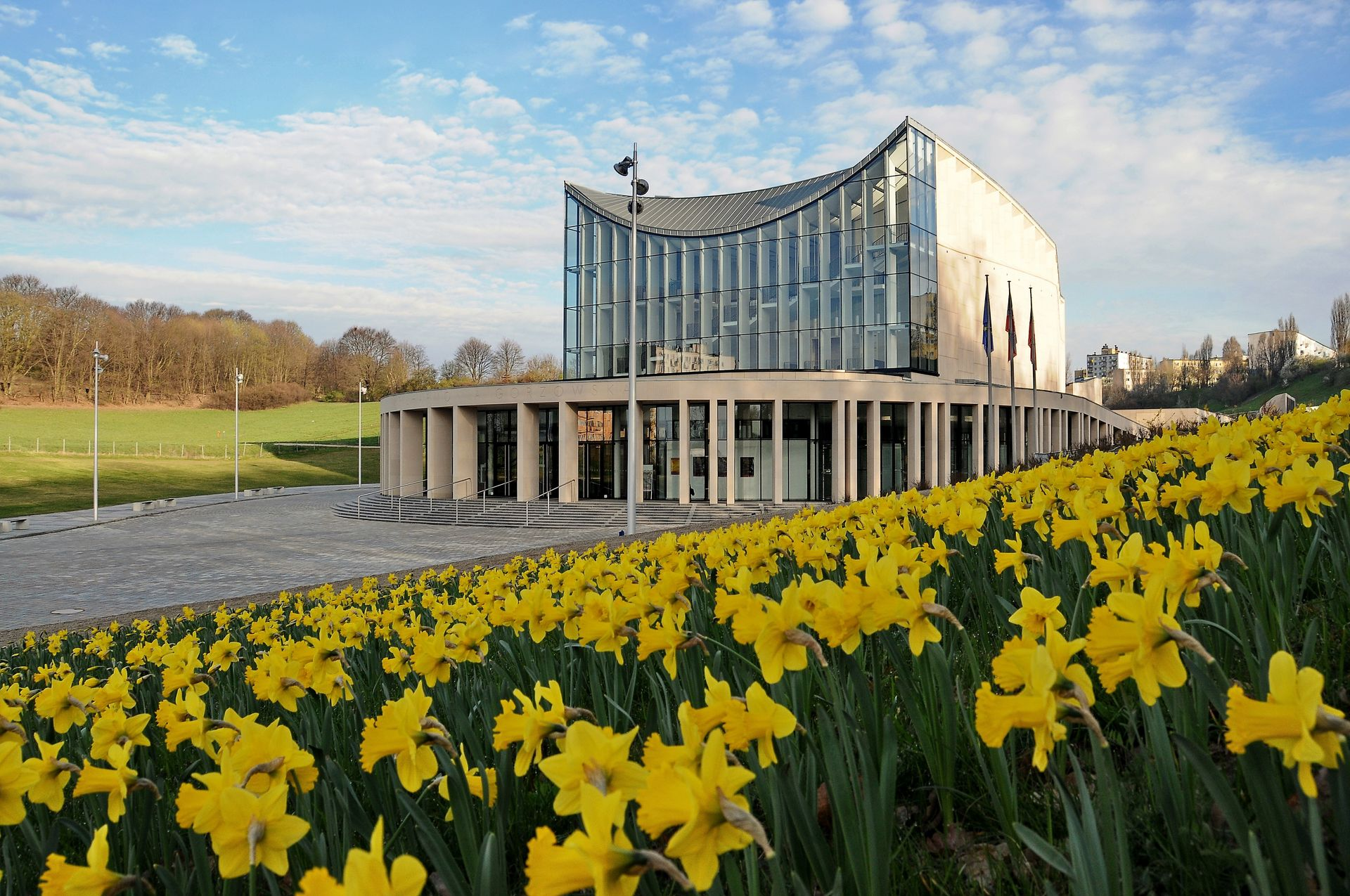
Filarmônica de Gorzów Wielkopolski

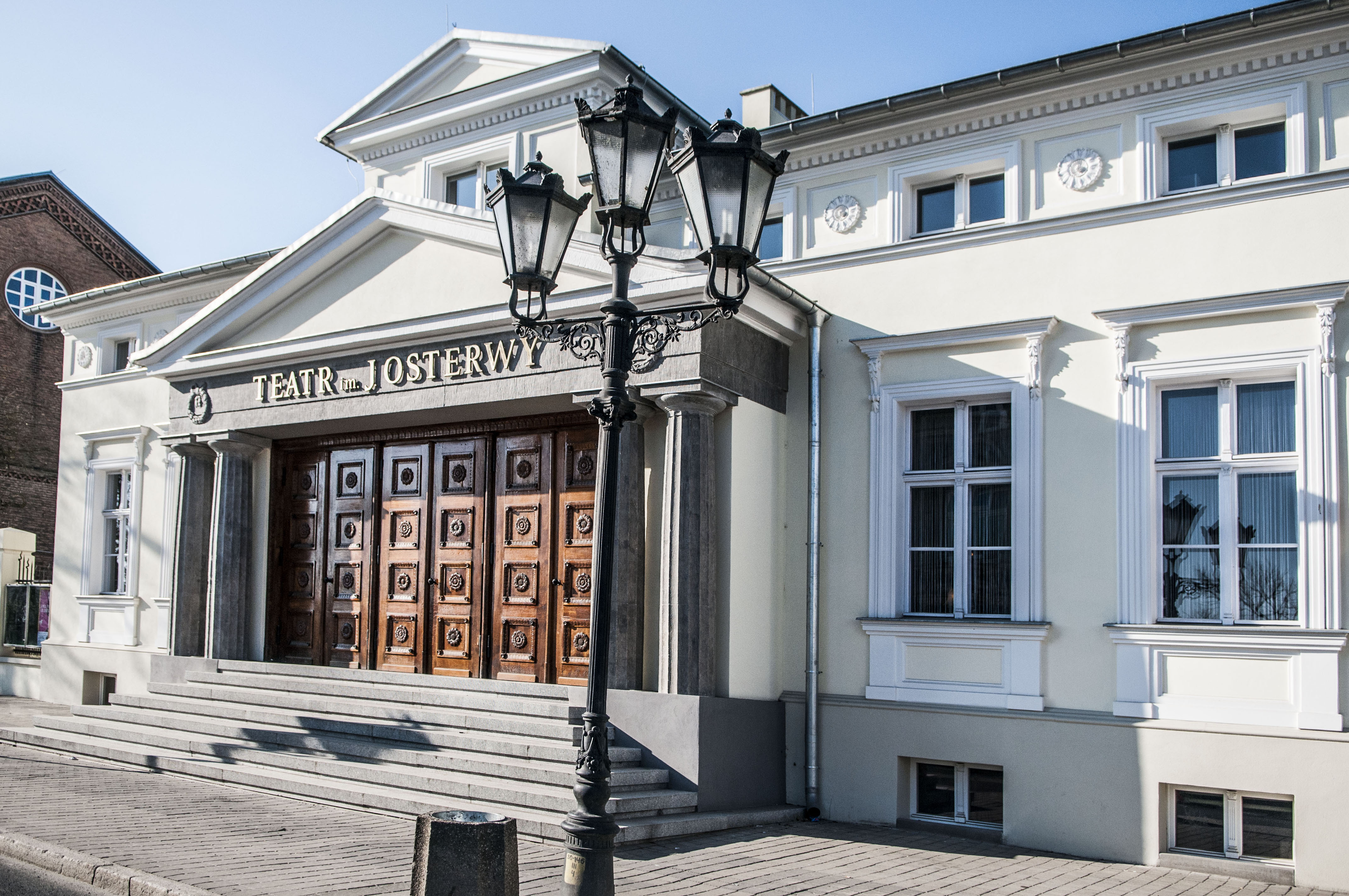
Teatro Juliusz Osterwa

Gorzów Wielkopolski é o lar de várias instituições culturais municipais e independentes, cujas atividades comprometidas criam a oferta cultural diversificada da cidade. Na cidade há, entre outras, as seguintes: Centro Municipal de Artes na ul. Pomorska 73 — em funcionamento desde 2002, oferecendo educação artística em vários campos da arte, e Centro Cultural Municipal — em funcionamento desde 1994, que administra: a instalação pública “Zawarcie” (renovada após o antigo Centro de Cultura “Metalowiec”) com um auditório para 170 pessoas, usado para aulas de dança e torneios, clubes de cultura: “Jedynka”, na rua Chrobrego, 9, e “Zodiak”, na rua Słoneczna, 62a, bem como o “Estúdio de Educação Artística Inclusiva”, fundado em 1987, na rua Chrobrego, 13.

### Bibliotecas
Há várias bibliotecas em Gorzów Wielkopolski, incluindo a maior delas, a Biblioteca Pública Municipal e da Voivodia Zbigniew Herbert, fundada em 1992 e com classificação de biblioteca científica desde 2022, que, além da biblioteca principal de empréstimo, tem três filiais e 12 subfiliais. Em janeiro de 2008, foram inauguradas suas novas instalações na rua Sikorskiego.
Há também uma biblioteca universitária da Academia Jakub z Paradyż — a Biblioteca Principal Eliza Orzeszkowa.

### Cinemas
Os primeiros cinemas foram inaugurados em Gorzów Wielkopolski entre 1946 e 1948 e, em 2007, havia quatro cinemas permanentes na cidade. Atualmente, há 3 cinemas em Gorzów Wielkopolski: dois multiplexes da cadeia de cinemas: Helios com 5 telas localizadas na Galeria Askana e Multikino — também com 5 telas, no Centro Comercial Feeria, bem como o cinema estúdio “Kino 60 krzeseł”.

### Museus e galerias
O museu mais antigo da voivodia da Lubúsquia, o Museu da Lubúsquia Jan Dekert, composto por quatro filiais, está em funcionamento na cidade desde 8 de setembro de 1945: “Museu de Artes Antigas”, “Museu do Castelo de Santok”, o Museu Varta “Spichlerz” e o “Museu de Cultura e Tecnologia Rural”. O museu recebeu o Prêmio Oskar Kolberg em 2024.
O MCK em Gorzów Wielkopolski administra a “Mała Galeria” (Pequena Galeria) da Sociedade Fotográfica de Gorzów, fundada em 1972 na rua Chrobrego, 4, o MOS tem a segunda maior coleção de obras de Władysław Hasior na Polônia, composta por 31 obras de arte, e organiza exposições de arte contemporânea continuando a tradição do Biuro Wystaw Artystycznych, enquanto o WiMBP Zbigniew Herbert — administra a “Galeria de Arte Regional” no segundo andar da histórica mansão Hans Lehmann desde 2016 e a “Galeria sob a cúpula” no novo prédio da biblioteca desde 2008.

### Música
Em Gorzów Wielkopolski, a Filarmônica de Gorzów está em atividade desde 18 de maio de 2011, com uma sala de concertos principal de 598 lugares — a primeira na Polônia com um palco sonoro variável. A cidade também tem um Anfiteatro — construído entre 1975 e 1980 no Parque Siemiradzki, após a reconstrução em 2010–2011 com um auditório de 4 604 assentos.
Gorzów Wielkopolski organiza, entre outros, os seguintes festivais: música de reggae — Reggae nad Wartą, reativado em 2012, música hip-hop “Gorzów Hip Hop Festival”, festival internacional de dança “Folk Harbour”, o “Getting Out Festival” e, desde 1988, a música cigana como parte do “Romane Dyvesa” Encontros Internacionais de Bandas Ciganas. Além disso, desde 2021, uma série de concertos e eventos gratuitos chamada “Wartownia” é organizada nos prados de Gorzów ao longo do rio Varta, na rua Fabryczna, durante as férias de verão.
No mundo da música, o Jazz Club “Pod Filarami” tem uma grande reputação no país, recebendo anualmente muitos artistas de jazz da Polônia e do exterior durante as Gorzów Jazz Celebrations. A atividade musical em Gorzów Wielkopolski é realizada pelo — fundado em 1955 por iniciativa de Edward Dębicki — Teatro de Música Cigana “Terno”. A banda Kawałek Kulki também é originária da cidade.

### Teatros
Desde 1946, o Teatro Juliusz Osterwa funciona em Gorzów Wielkopolski, onde as apresentações do chamado “Palco de Verão” também são realizadas na parte de trás do teatro desde 2003 e, desde 2007, no prédio do teatro, o chamado “Palco de Câmara”. O teatro também é um co-organizador dos “Encontros de Teatro de Gorzów”, reativados em 1983.
O Teatro Kreatury está em atividade na cidade desde setembro de 1992, enquanto o “Teatro Dramático Amador” esteve ativo até 1990.

## Recreação e turismo
Gorzów Wielkopolski tem 12 hotéis, incluindo um da cadeia Qubus Hotel, com um total de 1.119 leitos. Há um total de 17 instalações de acomodação turística na cidade. Em 2023, elas foram usadas por um total de 114 700 turistas (representando 8,4% do número total de pernoites na voivodia da Lubúsquia), dos quais 6,3% eram turistas estrangeiros.
A cidade é atravessada por trilhas turísticas: caminhadas, ciclismo e canoagem:
- Trilha de caminhada vermelha começa em Kostrzyn nad Odrą, passa por Gorzów Wielkopolski, pelo Parque Paisagístico Barlinek-Gorzów e termina em Strzelce Krajeńskie. Ela tem mais de 80 km de extensão.
- Trilha de caminhada amarela começa na periferia da cidade, passa pela Bacia de Gorzów e termina em Santok. Tem aproximadamente 17 km de extensão.
- Trilha verde para ciclismo começa e termina em Gorzów Wielkopolski, passa pela Floresta de Gorzów e, na maioria, pelo Parque Paisagístico Barlinek-Gorzów.
- Trilha azul para ciclismo começa e termina em Gorzów Wielkopolski, passando na maioria pela margem do rio Varta. A ciclovia tem 47 km de extensão.
- Trilha azul para ciclismo começa na cidade, passa por Buki Zdroiskie e termina em Brzezinka.
- Trilha amarela para ciclismo começa em Gorzów Górczyn e passa por Wawrów até Czechów. A trilha tem 7,6 km de extensão.
- Trilha preta para ciclismo começa no Parque Eslavo de Gorzów e leva a Marwice. A extensão da trilha é de 17,3 km.
- Trilha de canoagem (U1), sendo uma viagem de rafting pelo rio Noteć, da foz do rio Drawa até Gorzów Wielkopolski. A viagem tem 50 km de extensão.
- Trilha de canoagem (U1), sendo um fluxo pelo rio Varta de Międzychód, passando por Gorzów Wielkopolski até Kostrzyn nad Odrą. A viagem tem 137 km de extensão.

As filiais da Sociedade Polonesa de Turismo e Passeios Turísticos (PTTK) em Gorzów Wielkopolski estão localizadas na rua Mieszka I 15/1 e na rua Piłsudskiego 47 sala 6. [166].

## Esporte

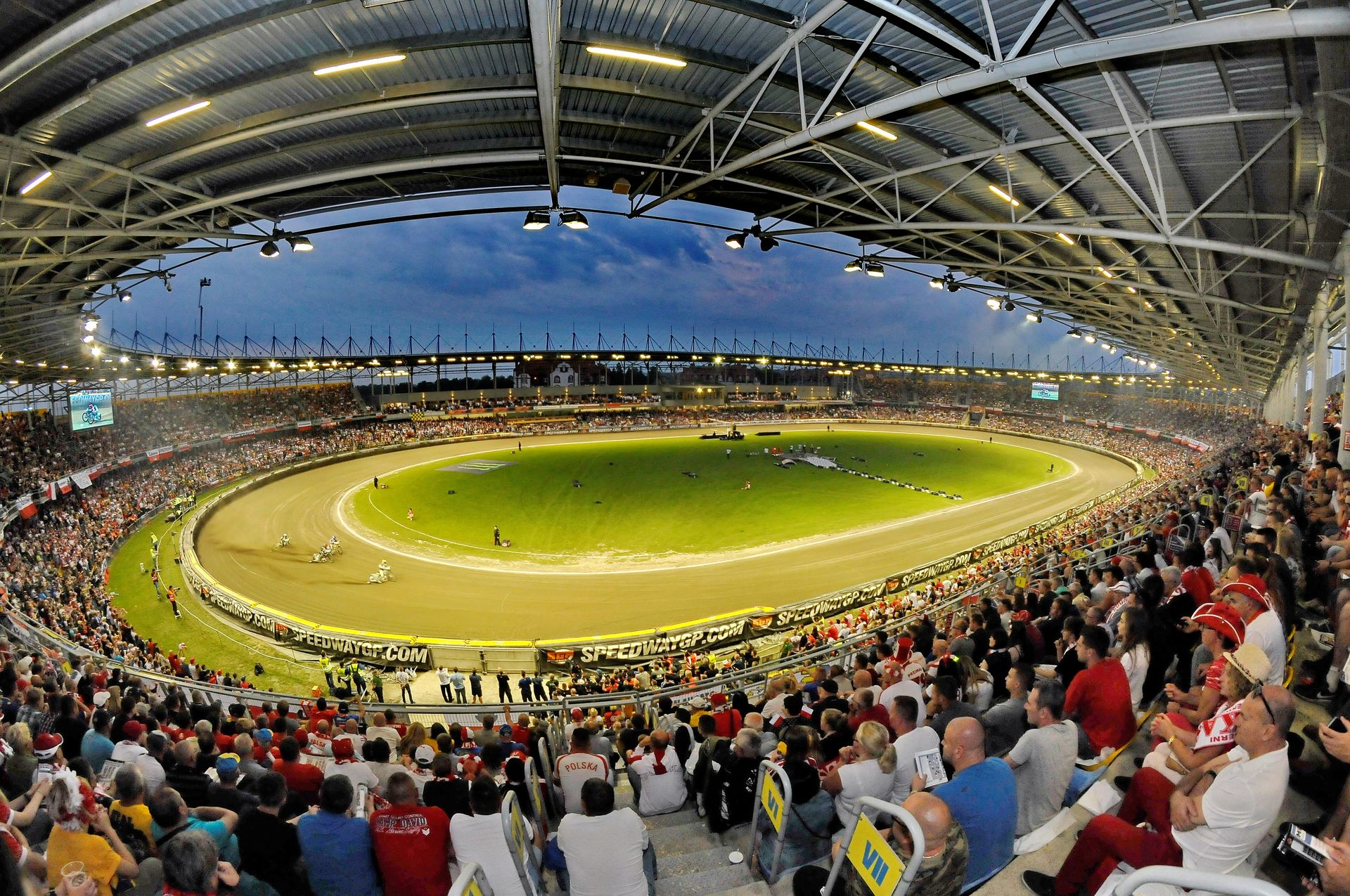
Competição de Speedway da série Grand Prix no Estádio Edward Jancarz

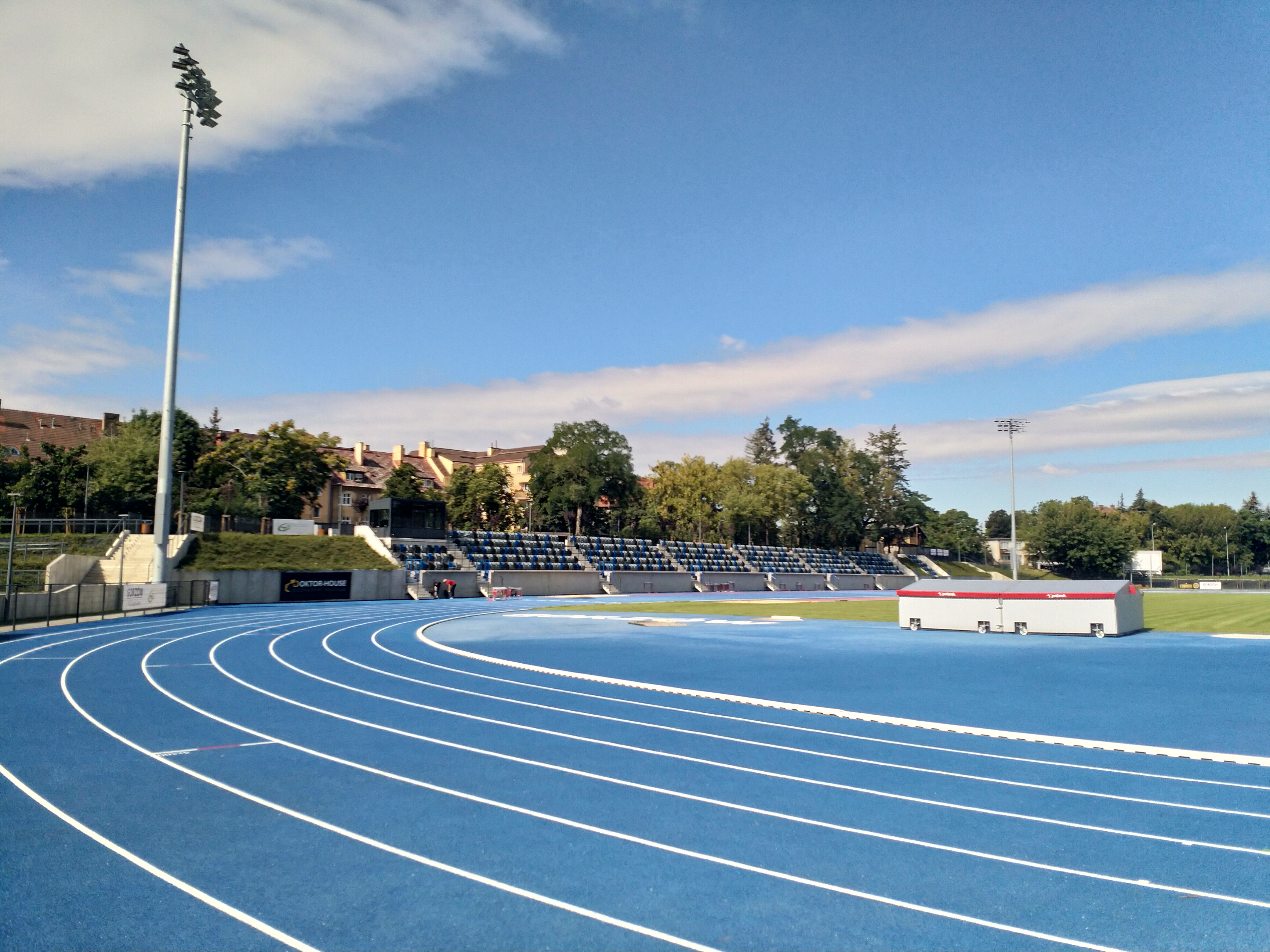
Estádio de Atletismo Olímpicos da Lubúsquia

Há uma ampla infraestrutura esportiva em Gorzów Wielkopolski e muitos clubes de diversos esportes estão ativos. No entanto, a cidade é mais associada ao Speedway. Desde 1947, a cidade tem um clube esportivo, o Stal Gorzów Wielkopolski, cujo ex-aluno é o pentacampeão mundial de speedway Bartosz Zmarzlik.
Os esportes mais populares da cidade, além do speedway, são o basquetebol, representado pelo AZS AJP feminino, e o voleibol, representado pelo Cuprum Stilon.
Gorzów Wielkopolski também tem uma rica tradição em esportes aquáticos: canoagem, remo e polo aquático.
De 1945 a 2024, os atletas e representantes dos clubes de Gorzów ganharam um total de 12 medalhas nos Jogos Olímpicos: 8 na canoagem, 3 no remo e 1 no ciclismo de estrada, e 5 medalhas nos Jogos Europeus — todas em canoagem.

### Clubes esportivos
Atualmente, há 44 clubes esportivos em Gorzów Wielkopolski. Em 2025, há 5 equipes de Gorzów nas classes de competição mais altas da Polônia:
- AZS AJP (basquete feminino)
- Cuprum Stilon (vôlei masculino)
- KS Alfa (polo aquático)
- KSz Stilon (xadrez)
- Stal (speedway)

Em 2024, Gorzów Wielkopolski foi classificada como a 15.ª melhor cidade da Polônia em esportes coletivos.

### Instalações esportivas
A cidade tem instalações esportivas como o estádio Edward Jancarz (usado por um time de speedway), o estádio do Centro Esportivo e Recreativo (OSiR) (usado por times de futebol), o estádio de Atletismo Olímpico da Lubúsquia em Gorzów Wielkopolski (usado por clubes e seções de atletismo) e a Arena Gorzów (um local coberto de esportes e entretenimento onde são disputadas partidas da liga). Gorzów Wielkopolski (usado por clubes e seções de atletismo), Arena Gorzów (uma arena coberta usada para jogos da liga central), pavilhões esportivos no CEZiB e ZS No. 20 (usados para jogos da liga distrital), o Centro de Esportes e Reabilitação Słowianka e marinas de canoagem e remo.

### Meios de comunicação
Em Gorzów Wielkopolski há 11 estações de rádio, 2 estações de TV além de jornais e revistas. A filial local da Televisão polonesa — TVP3 Gorzów Wielkopolski tem sua nova sede na rua Piłsudskiego.

#### Estações de rádio locais
- Rádio Plus — 100,7 FM (edifício gabinete da voivodia),[185]
- Rádio Eska — 93,8 FM (chaminé da usina de calor e energia),[186]
- Rádio Gorzów — 95,6 FM (Centro de Radiodifusão Podmiejska),[187]
- Vox FM — 101,7 FM (chaminé da usina de calor e energia),[188]
- RMF Maxx — 94,9 FM (chaminé da antiga central de aquecimento de Niemcewicz).[189]

#### Imprensa
- Gazeta Lubuska — filial em Gorzów Wielkopolski
- Tylko Gorzów — mensal
- Teraz Gorzów — semanal
- Gazeta Wyborcza, edição Gorzów Wielkopolski

#### Televisão
Estações de TV locais transmitindo sinais de Gorzów Wielkopolski:
- TVP3 Gorzów Wielkopolski
- TeleTop

#### Portais deinternet
- gorzowianin.com[190]
- echogorzowa.pl[191]
- gorzow24.pl[192]
- gorzow.news[193]
- gorzowwielkopolski.naszemiasto.pl[194]

## Comunidades religiosas
Em Gorzów Wielkopolski existe uma catedral da Diocese católica de Zielona Góra-Gorzów, a qual é a principal igreja católica em Gorzów Wielkopolski. A cidade tem 14 paróquias, que estão divididas entre 3 foranias: Gorzów Wielkopolski — Catedral, Cristo Rei e Santíssima Trindade. A igreja de Nossa Senhora, Rainha da Polônia, abriga o Santuário de Santa Verônica Giuliani.
Em 2 de junho de 1997, em Gorzów Wielkopolski, o Papa João Paulo II, durante a sua 6.ª peregrinação à Polônia, proferiu a liturgia da palavra e rezou na catedral junto ao túmulo do Bispo Wilhelm Pluta.
Há uma capela dos fiéis da paróquia de rito greco-católico no Cemitério da Santa Cruz. Gorzów Wielkopolski também abriga a igreja ortodoxa da Natividade da Santíssima Mãe de Deus (paroquial), a igreja católica polonesa de São José, Esposo da Bem-Aventurada Virgem Maria (paróquia) e da igreja luterana da Santíssima Trindade (paróquia).
Têm suas igrejas em Gorzów Wielkopolski: os adventistas do Sétimo Dia (Igreja Adventista em Gorzów Wielkopolski), os batistas (Igreja Batista em Gorzów Wielkopolski, II Igreja Batista em Gorzów Wielkopolski), os pentecostais (Igreja Pentecostal), os fiéis da Igreja de Deus na Polônia (Igreja de Deus “Para Você, Céu”), Igreja de Deus em Cristo (Comunidade “Câmara Superior”), Igreja Evangélica Reformada na Polônia (diáspora em Gorzów, evangélicos reformados locais estão sob o cuidado pastoral da paróquia evangélico-Augsburg), batistas reformados (Igreja Batista Reformada “Łaska” em Gorzów Wielkopolski), Assembleias de Deus Messiânicas (ponto missionário em Gorzów Wielkopolski subordinado à congregação em Varsóvia) e a Comunidade Ascensionada Messiânica.
Em Gorzów Wielkopolski, nove congregações das Testemunhas de Jeová com dois Salões do Reino também realizam atividades de pregação.
Além das igrejas cristãs, também existem locais de oração para os muçulmanos na cidade, um centro de ramificação de Jiyu-Kutsu da Comunidade Rinzai Mumon-Kai Way e um centro budista Caminho do Diamante da Linhagem Karma Kagyu. Até 1939, havia uma sinagoga na cidade.

Igrejas e santuários
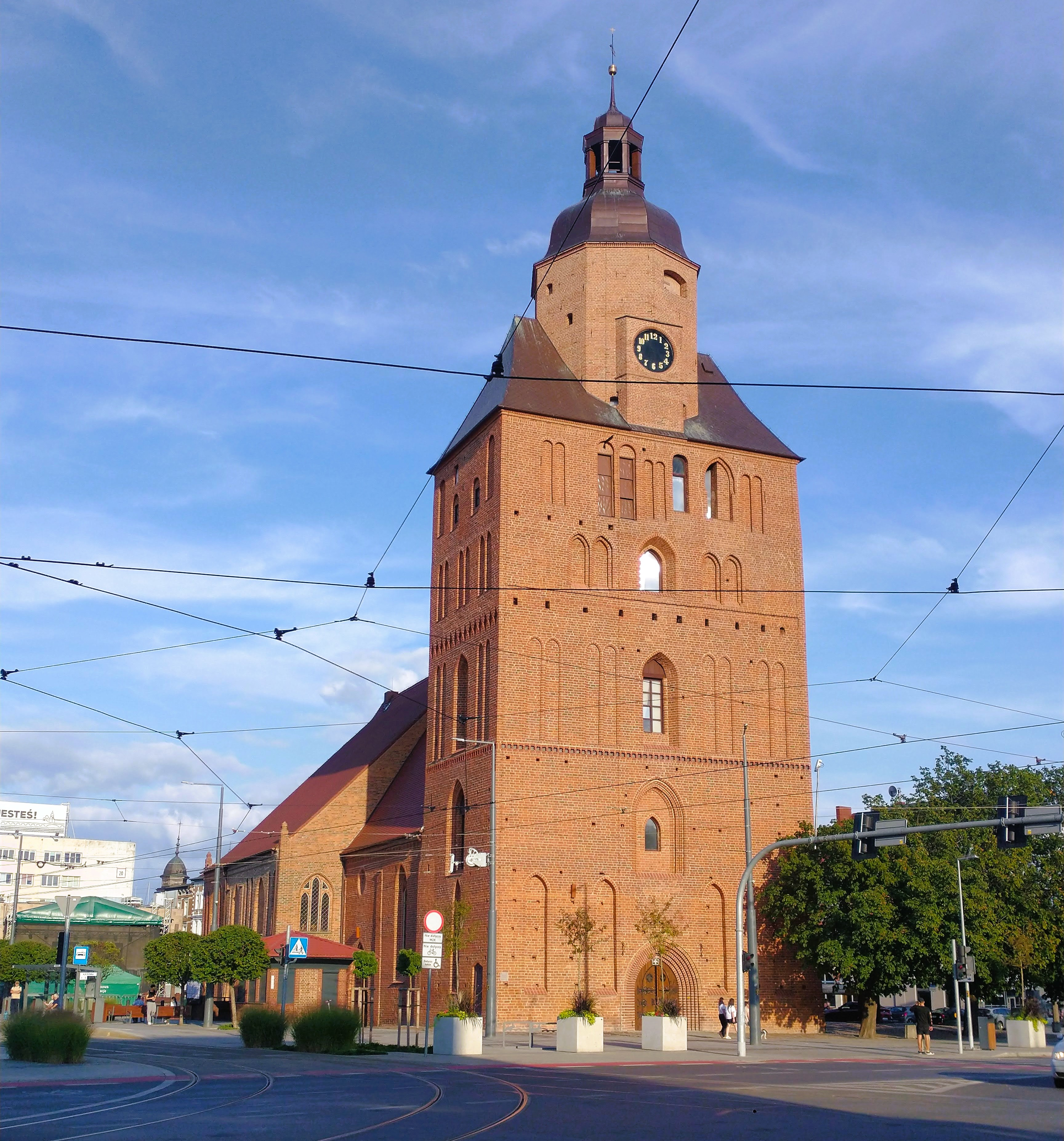
Edifício da catedral católica
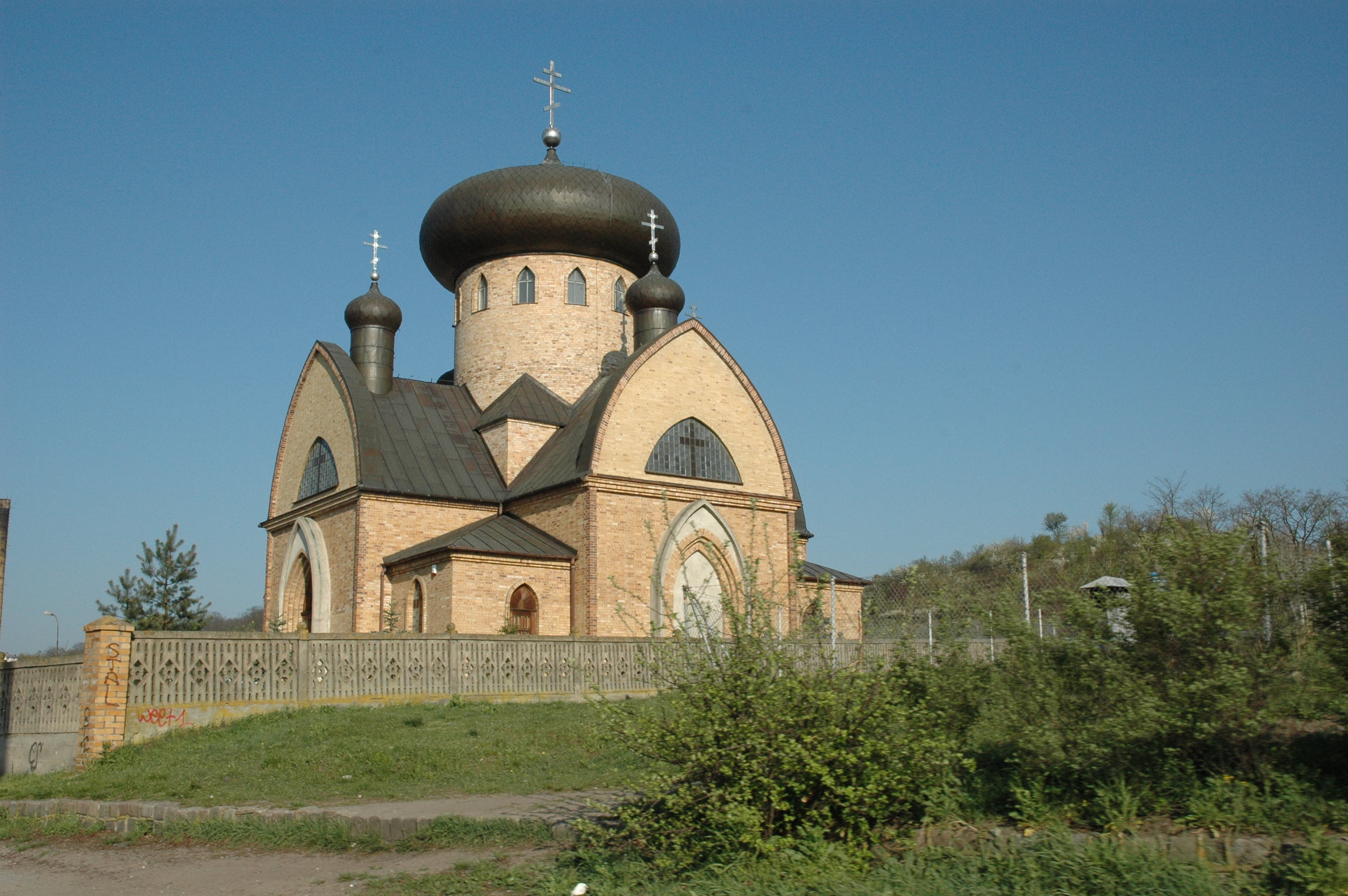
Igreja ortodoxa na rua Kostrzynska
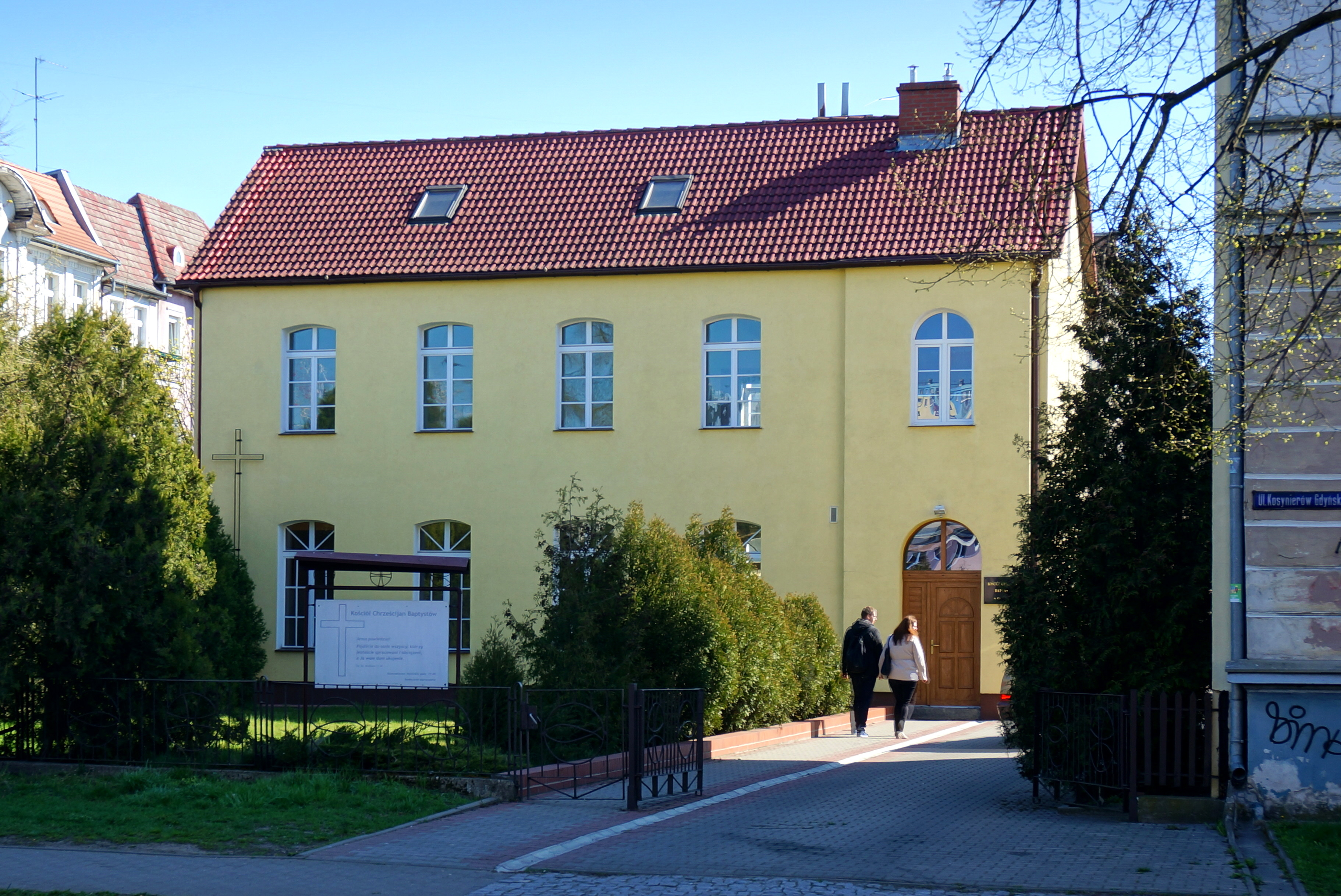
Edifício da igreja batista na rua Kosynierów Gdyńskich
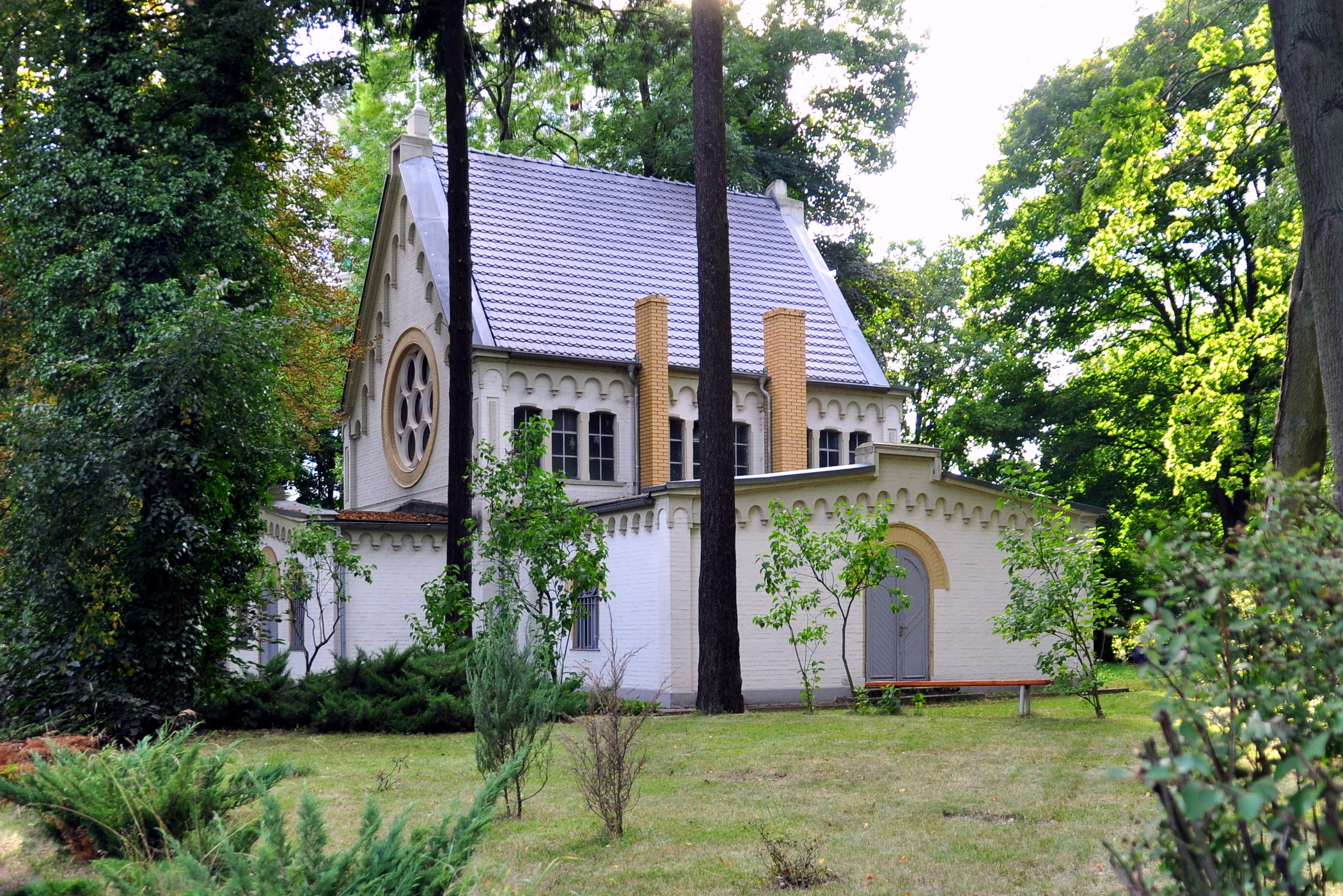
Edifício da igreja luterana na rua Walczaka
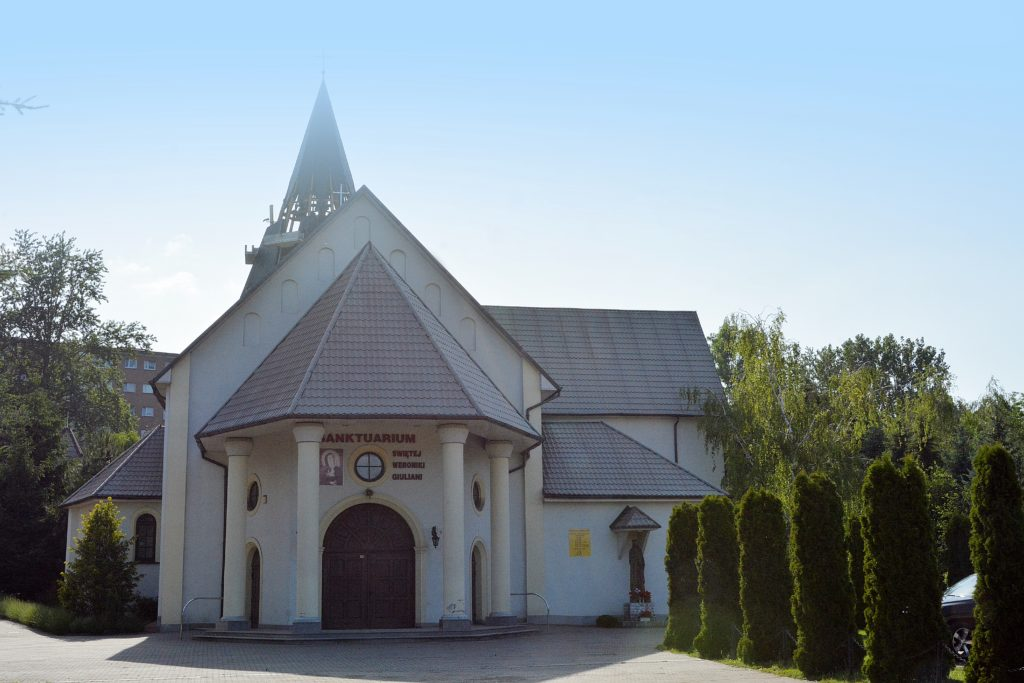
Edifício do Santuário de Santa Verônica Giuliani na rua Żeromskiego